# Ligne C du RER d'Île-de-France

La ligne C du RER d'Île-de-France, plus souvent simplement nommée RER C, est une ligne du réseau express régional d'Île-de-France qui traverse l'agglomération parisienne, avec de nombreux embranchements. Elle relie à l'ouest Pontoise, Versailles-Château-Rive-Gauche et Saint-Quentin-en-Yvelines d'une part, et au sud Massy - Palaiseau, Dourdan et Saint-Martin-d'Étampes, en passant par le cœur de Paris.
Première ligne de RER entièrement exploitée par la SNCF, la ligne C a été ouverte par la SNCF en 1979 sous le nom de Transversale Rive Gauche avant de prendre sa dénomination actuelle en 1980, puis s'est étoffée vers le nord jusqu'en l'an 2000 puis a commencé à être simplifiée à partir de 2006. Elle présente de nombreux arrêts dans Paris intra-muros et dessert de nombreux monuments et musées, d'où une fréquentation touristique significative, et un tronc commun entre les gares de Champ de Mars – Tour Eiffel et de Choisy-le-Roi.
Avec 162 kilomètres de linéaire en 2024, la ligne C est la deuxième plus longue ligne du RER. Les trains de la ligne C partagent les voies avec les trains terminant à la gare Montparnasse à partir de la gare de Viroflay-Rive-Gauche, terminant à la gare du Nord à partir de la gare d'Ermont - Eaubonne, terminant à la gare d'Austerlitz à partir de la gare de la Bibliothèque François-Mitterrand ainsi qu'avec des trains de fret et des TGV intersecteurs entre Choisy-le-Roi, Massy - Palaiseau et, jusqu'à fin 2024, Versailles-Chantiers. Ce fait confère à son exploitation, assurée par Transilien Paris Rive-Gauche et, pour le tronçon au-delà d'Ermont - Eaubonne, par Transilien Paris-Nord, une complexité importante combinant rigidité horaire sur les branches ouest et nord et la Grande ceinture stratégique, fréquentation importante sur la branche sud-ouest et trafic très dense sur le tronçon central aux heures de pointe. Parmi toutes les lignes de RER, la ligne C présente à la fois les pires performances dans Paris intra-muros et les meilleures performances pour le service des gares au-delà de Juvisy et Brétigny.
En 2009, elle voyait circuler quotidiennement 531 trains et 490 000 voyageurs, soit 100 000 de plus que l'ensemble des huit cents TGV français. Dans les dernières statistiques, sa fréquentation était de  383 562 titres de transports validés par jour, et 140 millions de voyageurs annuels149.

## Historique

Ancien logo du RER C.

Logo actuel du RER C.

### Chronologie

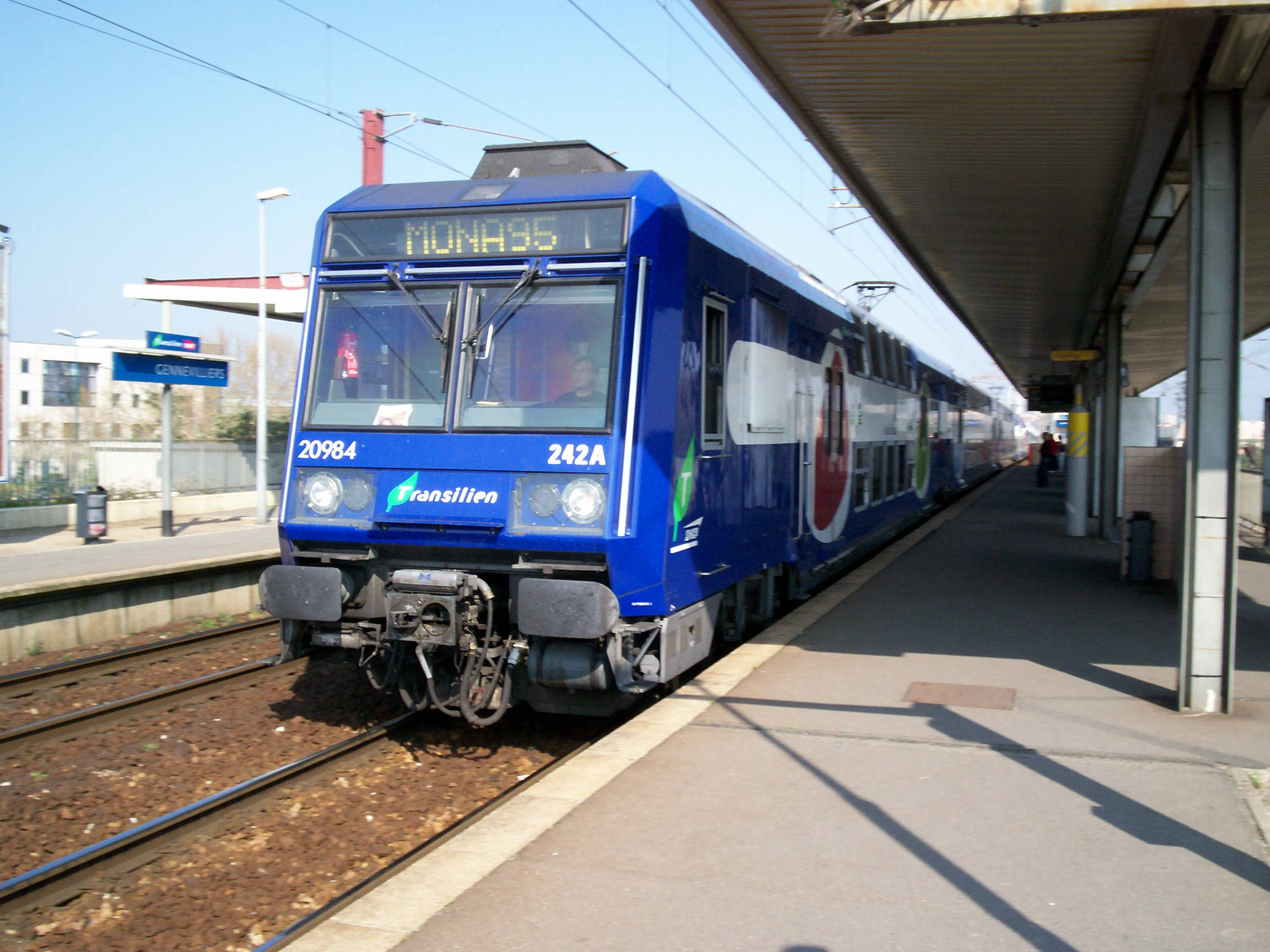
Une rame Z 20900 en livrée Transilien en gare de Gennevilliers, en avril 2007.

- 26 septembre 1979 : création de la ligne par l'ouverture de la Transversale Rive-Gauche (TRG)[1] née du comblement du hiatus entre la gare du Musée d'Orsay et la gare des Invalides ; mise en service des Z 5300, matériel roulant mono-courant à un niveau
- mai 1980 : la Transversale Rive-Gauche, désignée dorénavant RER C, est prolongée jusqu'à la gare de Saint-Quentin-en-Yvelines
- 1984 : apparition des premiers trains à deux niveaux, les Z 5600
- 1985 : apparition des premiers trains bi-courant, les Z 8800
- 17 février 1988 : la gare de Pont-Saint-Michel devient Saint-Michel - Notre-Dame, à la suite de la création d'une correspondance avec les lignes B du RER et 10 du métro
- 1988 : apparition des premières Z 20500, évolution des Z 8800
- 25 septembre 1988 : ouverture de la branche Vallée de Montmorency – Invalides (VMI) (Champ de Mars – Argenteuil / Montigny - Beauchamp)
- 29 septembre 1991 : inauguration de la gare de la Porte de Clichy sur la branche VMI, entre Pereire - Levallois et Saint-Ouen
- 1992 : intégration officielle de la branche reliant Juvisy et Versailles-Chantiers
- 5 juillet 1996 : suppression de la navette ferroviaire entre Pont-Cardinet et Pereire - Levallois
- 28 août 2000 : prolongement jusqu'à Pontoise de la branche de Montigny - Beauchamp (missions NORA)[8]
- 3 décembre 2000 : ouverture de la gare de la Bibliothèque François-Mitterrand en remplacement de la gare du boulevard Masséna
- 2001 : apparition des premières Z 20900, évolution des Z 20500 et matériel destiné à remplacer indirectement les Z 5300 ; mise à six caisses de certaines Z 5600 pour remplacer ces dernières
- 24 mars 2002 : mise en service de la gare de Saint-Ouen-l'Aumône-Liesse sur la branche VMI, entre Pierrelaye et Saint-Ouen-l'Aumône
- 29 mars 2003 : retrait des dernières Z 5300
- 27 août 2006 : abandon du terminus Argenteuil pour la mise en place d'une desserte entre Ermont - Eaubonne et Paris-Saint-Lazare, dans le cadre du groupe IV de la ligne J du Transilien. Les anciennes missions en direction d'Argenteuil (code commençant par la lettre G) sont redirigées vers Montigny - Beauchamp[8]
- 2009 : rénovation des premières Z 20500
- 2010 : rénovation des premières Z 5600
- 11 décembre 2011 : mise en place du cadencement
- 2012 : rénovation des premières Z 8800
- 16 décembre 2013 : renforcement de la desserte des gares d'Ivry-sur-Seine et de Vitry-sur-Seine aux heures de pointe
- 2018 : rénovation des premières Z 20900
- 9 décembre 2023 : débranchement de la branche entre Savigny-sur-Orge et Massy - Palaiseau, reprise par la ligne 12 du tramway
- 15 décembre 2024 : débranchement de la branche entre Massy - Palaiseau et Versailles-Chantiers, reprise par la ligne V du Transilien.

### Genèse de la ligne

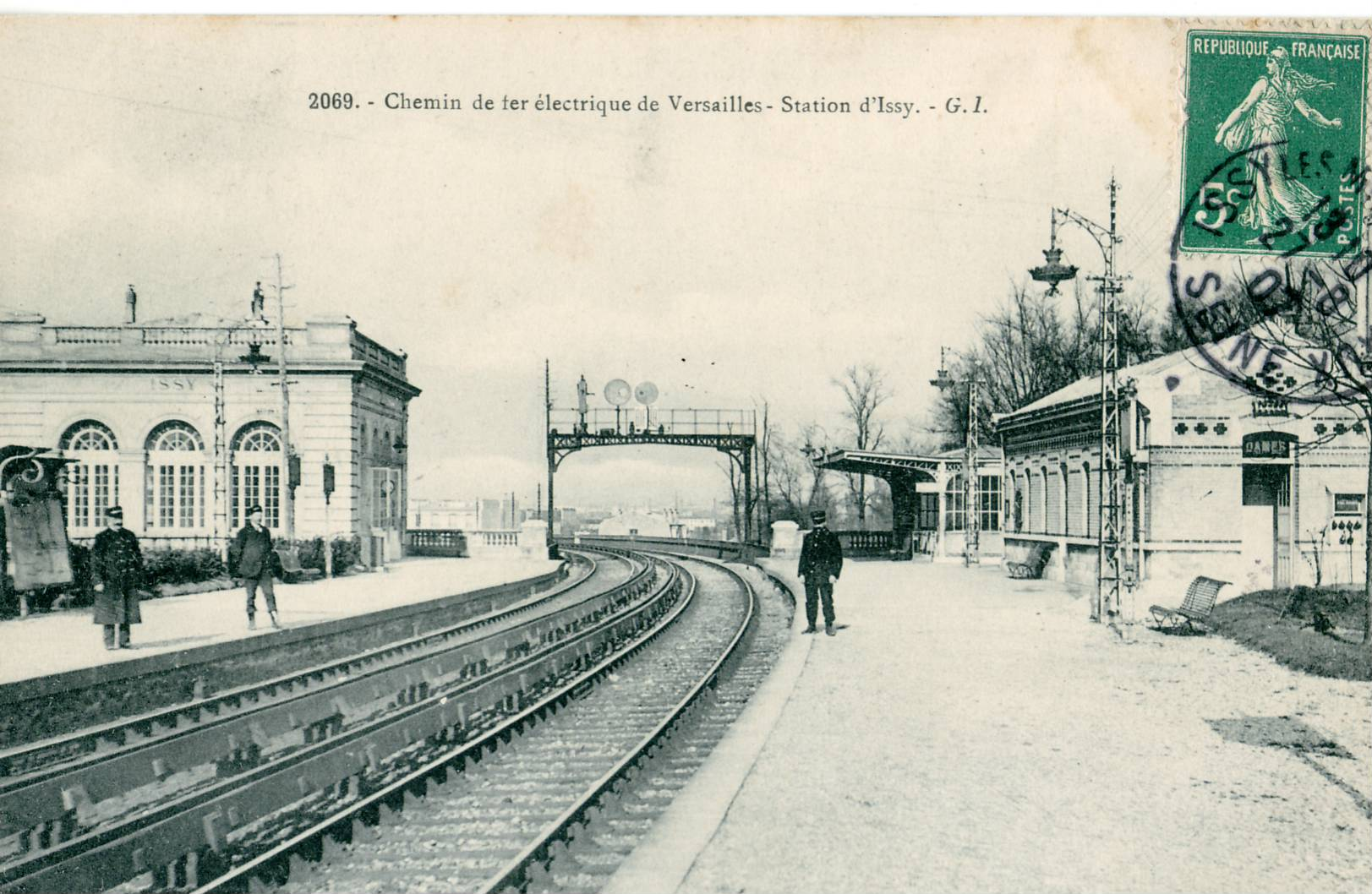
La gare d'Issy, sur la ligne des Invalides à Versailles-Rive-Gauche, au tout début du XXe siècle, du temps de son exploitation par troisième rail électrique et signalisation mécanique.

L'idée de connecter la banlieue sud-ouest ayant pour terminus l'ancienne gare d'Orsay (de nos jours station Musée d'Orsay) avec la ligne des Invalides à Versailles-Rive-Gauche ayant pour terminus Invalides à moins d'un kilomètre a été envisagée de nombreuses fois. Mais cette jonction, qui apparaît théoriquement évidente vu la proximité et la disposition des terminus, n'est pas retenue par le plan de 1929, qui imagine de relier la banlieue sud-ouest à une nouvelle transversale nord-sud. Les premiers projets de métro régional des années 1960 ne la retiennent pas plus. De fait, cette liaison transversale ne semblait pas pertinente, longeant la rive gauche de la Seine sur toute sa longueur sans lier d'importants points névralgiques de la capitale.
Toutefois, l'idée est reprise en 1964 dans le cadre du Schéma directeur d'aménagement et d'urbanisme de la région parisienne (SDAURP) et fait l'objet d'études. Celles-ci démontrent qu'une jonction aurait au moins le mérite de faire disparaître deux terminus malcommodes et mal situés dans Paris, et de créer une ligne transversale permettant de diffuser plus harmonieusement les voyageurs grâce au jeu des multiples correspondances. La création de la liaison « OrlyRail » en 1972 et la jonction des lignes 13 et 14 du métro à Invalides rend d'autant plus pertinente cette création que les extrémités des voies dans chacune des gares sont séparées de seulement de 841 mètres.
Le 29 février 1972, le schéma d'exploitation du futur réseau de transport en commun est approuvé par le syndicat des transports parisiens. Le métro régional est dorénavant conçu comme devant être constitué de trois lignes, la transversale est-ouest (future ligne A du RER), une nouvelle transversale sur la rive gauche créée à partir de tronçons existants (future ligne C), le prolongement de la ligne de Sceaux et son interconnexion avec une ligne du réseau nord à déterminer (future ligne B), ainsi que la réalisation d'une nouvelle ligne supplémentaire interconnectée (future ligne D),.
Le 22 janvier 1975, le projet fait l'objet d'une décision ministérielle. Les travaux démarrent dès la fin de l'année. Les travaux de la jonction Invalides – Orsay se déroulent à ciel ouvert, dans un environnement urbain prestigieux à proximité de l'Assemblée nationale et du ministère des Affaires étrangères, imposant plusieurs contraintes. Il est en particulier nécessaire d'avoir le moins possible de répercussions sur la circulation routière, et de conserver les alignements d'arbres centenaires du quai d'Orsay. La nouvelle liaison nécessite également la transformation des deux gares terminus en gares de passage à quatre voies avec aménagement des locaux. La modernisation de la ligne des Invalides à Versailles-Rive-Gauche, dite ligne des Invalides, est également engagée, en particulier la ré-électrification en 1 500 volts par caténaire, remplaçant l'alimentation par troisième rail latéral à 750 volts datant de 1900, et l'adaptation des quais hauts d'origine, de type « Ouest », qui doivent être abaissés.

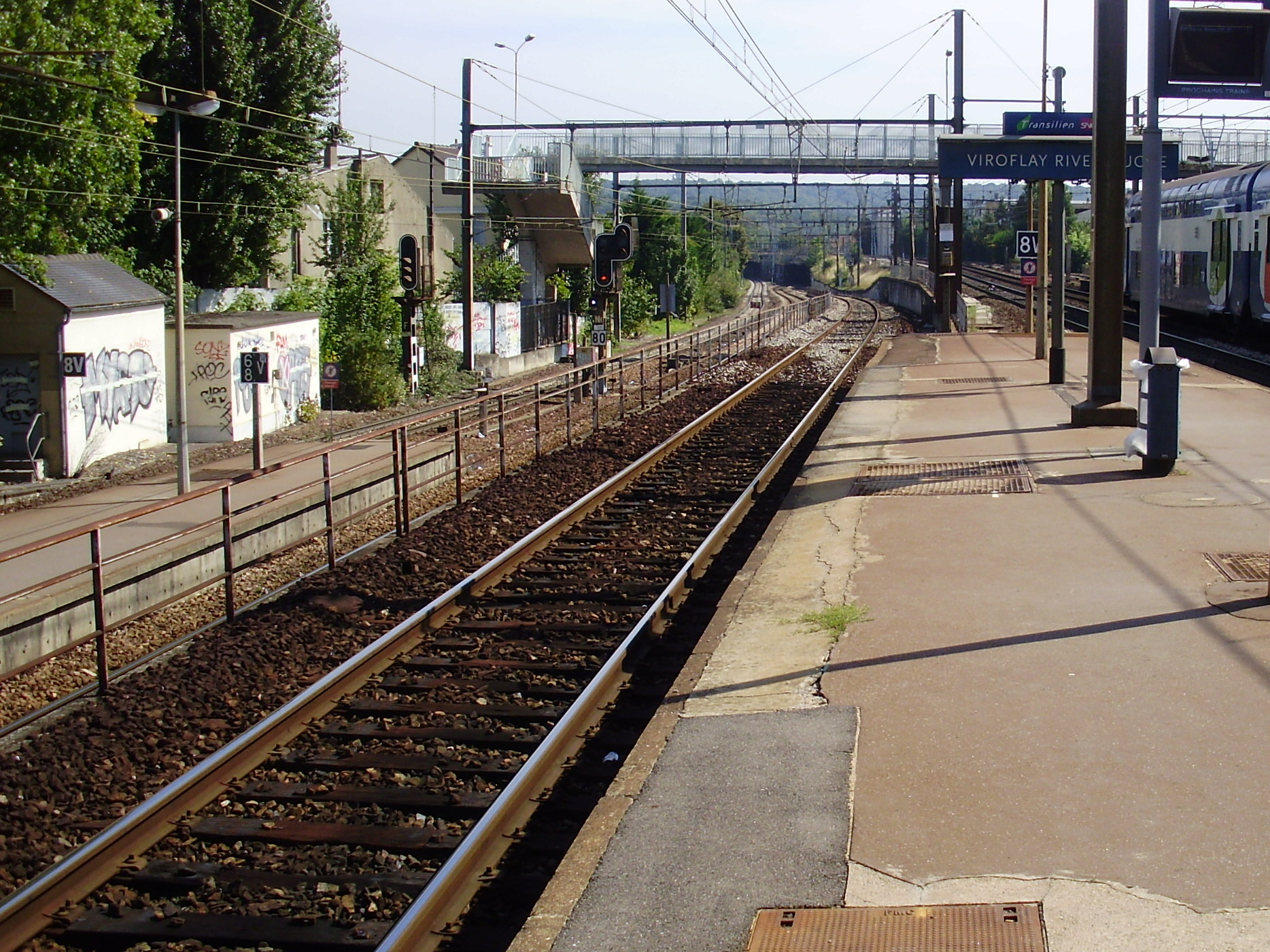
La gare de Viroflay-Rive-Gauche, en septembre 2010, avec en contrebas, à l'extrême-gauche, la sixième voie posée.

En mars 1978, la voie est entièrement renouvelée entre Invalides et Champ de Mars. Du 21 février au 8 juillet de la même année, le trafic est interrompu entre Viroflay-Rive-Gauche et Versailles-Rive-Gauche avec transfert sur route pour réaliser des travaux de grande ampleur : la voie est renouvelée et une sixième voie est posée à Viroflay avec reconstruction du bâtiment voyageurs sur dalle.
Enfin, au printemps[Quand ?], le trafic de la ligne des Invalides dans son ensemble est interrompu chaque soir à partir de 22 heures, pour effectuer les travaux suivants :
- renouvellement voie et ballast entre Paris et Viroflay ;
- réfection des ouvrages d'art ;
- dépose des embranchements industriels du quai de Javel devenus inutiles depuis l'opération « Front-de-Seine » ;
- allongement à 220 mètres et abaissement à 55 centimètres des quais, cette dernière opération étant contestable car ralentissant la rapidité des échanges dans chaque gare, facilités par les quais hauts antérieurs du réseau Ouest[11].

L'exploitation est également largement modernisée : un poste d'aiguillage et de régulation (PAR) est édifié en gare des Invalides et un système de télé-affichage est installé dans toutes les gares, utilisant un code mission mnémotechnique à quatre lettres pour chaque type de desserte, également affiché à l'avant des trains. Le block automatique lumineux est redécoupé afin de permettre la circulation de vingt-quatre trains par heure et par sens aux heures de pointe. La caténaire est mise sous tension le 21 mai 1979, et le premier train de reconnaissance effectue le parcours Gare d'Orsay – Viroflay, le 26 mai 1979. Le lendemain, les rames inox Z 5300 remplacent les anciennes rames « Standard » sur la ligne des Invalides jusqu'à Viroflay. Elles atteignent Porchefontaine, puis Versailles-Rive-Gauche, le 8 juillet 1979.
Le 26 septembre 1979, le Premier ministre Raymond Barre inaugure le tunnel Invalides – Orsay, et la jonction est mise en service, créant la Transversale Rive Gauche, résultat du prolongement de la ligne Versailles – Invalides jusqu'à l'ancienne gare d'Orsay et de l'interconnexion des banlieues sud-ouest et ouest. Le service est alors assuré par des automotrices Z 5300, rames à un niveau, du dépôt des Ardoines.

### Naissance du RER C

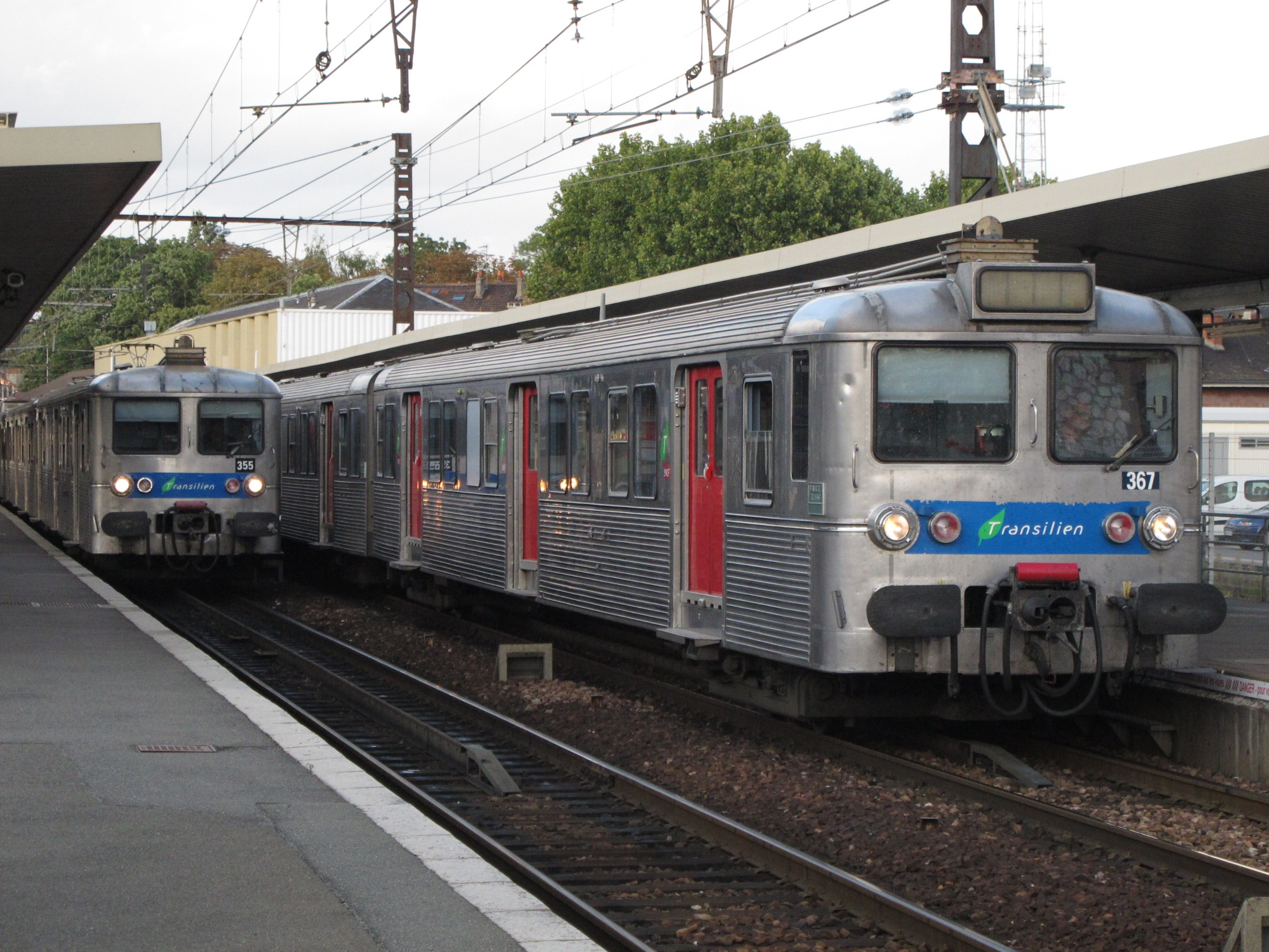
Une des rames Z 5300 survivantes de la ligne en gare de Corbeil-Essonnes, sur la ligne D du RER, en 2011.

En 1980 naît officiellement la ligne C du Réseau express régional, troisième ligne du réseau mais également première ligne RER intégralement exploitée par la SNCF. En mai 1980, elle est prolongée jusqu'à Saint-Quentin-en-Yvelines grâce à l'utilisation, à partir de Viroflay, de la ligne Paris – Chartres et au sextuplement des voies entre Versailles-Chantiers et Versailles-Matelots afin de mieux séparer les différents trafics,. Ce prolongement a pour origine le déséquilibre des trafics entre la région d’Austerlitz au sud-ouest  (24 trains par heure et 170 000 voyageurs par jour) et la ligne de Versailles (8 trains par heure et 30 000 voyageurs par jour) qui imposait d'effectuer plusieurs retournements de trains dans Paris, à Invalides ou à Boulevard Victor (actuel Pont du Garigliano).

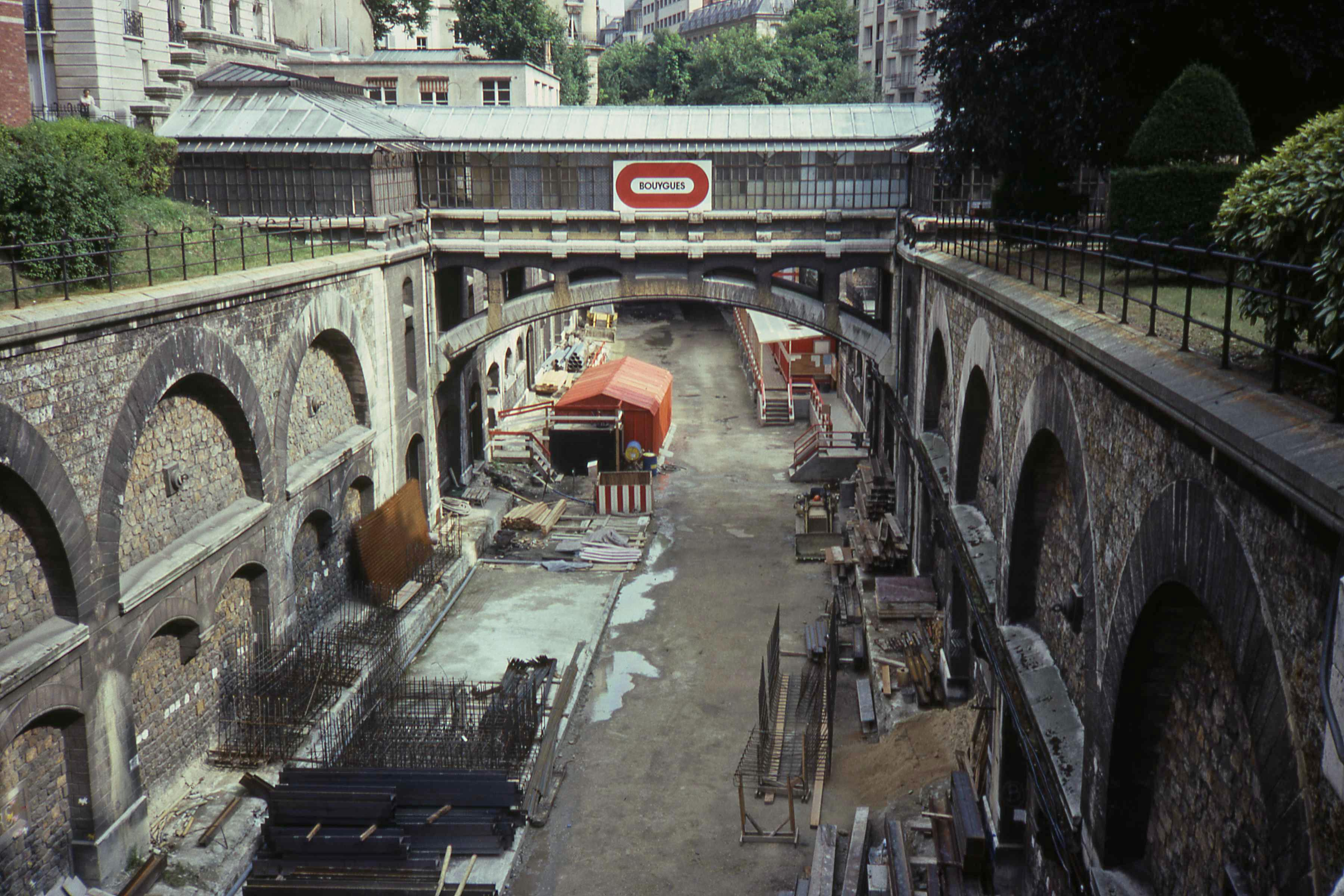
La gare de Boulainvilliers en août 1986. Les travaux de la VMI viennent de démarrer, les futurs quais sont encore à ciel ouvert.

À partir de 1983, et ce jusqu'en 1988, une nouvelle branche est mise en chantier : il s'agit de la liaison « Vallée de Montmorency – Invalides » (VMI). En effet, malgré le prolongement à Saint-Quentin-en-Yvelines, la ligne conserve un important déséquilibre de trafic entre l'ouest et le sud-ouest, ce qui incite à créer de nouvelles dessertes à l'ouest pour équilibrer sa fréquentation. De plus, le SDAURP de 1965 prévoyait une ligne de RER desservant la ville nouvelle de Cergy-Pontoise en passant par la vallée de Montmorency, mais c'est finalement une antenne du groupe V du réseau Saint-Lazare, reliée au reliquat du groupe III à la gare de Nanterre-Université, qui est réalisée pour desservir la ville nouvelle avec intégration ultérieure à la ligne A du RER. Il restait donc à desservir la vallée de Montmorency par le RER, d'où cette branche. Pour ce faire, la VMI réemploie au maximum les infrastructures existantes sous-utilisées afin de limiter les coûts. Selon les premières études, la ligne serait alors utilisée par 45 millions de voyageurs annuels, avec un gain de temps moyen de huit minutes par trajet ; par ailleurs, 3 700 automobilistes abandonneraient leur voiture au profit du train. Le budget des travaux connaît ensuite une forte augmentation, en particulier à cause des exigences des riverains et des communes traversées, notamment la Ville de Paris, qui souhaitent voir la ligne recouverte. Cette exigence retarde les travaux et transforme une ligne prévue à l'origine pour une vitesse performante de 90 km/h en « tortillard », avec un profil tant en plan qu'en long particulièrement difficile, avec de fortes rampes et de nombreuses courbes serrées, limitant la vitesse à 60, voire 40 km/h sur certains tronçons.

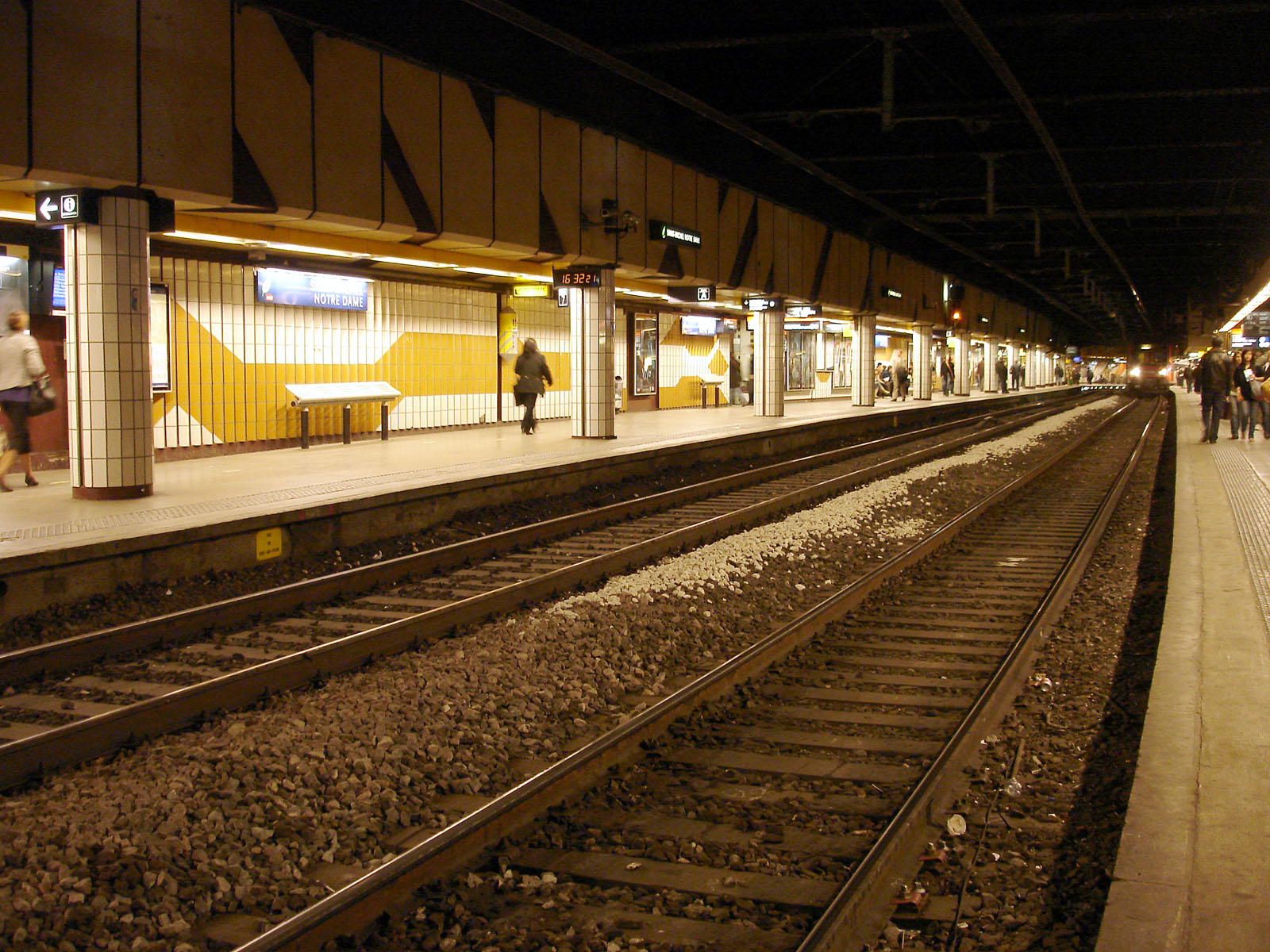
La gare de Saint-Michel - Notre-Dame en avril 2009.

En 1984, les Z 5600, premiers trains à deux niveaux, font leur apparition sur la ligne afin de venir en renfort des Z 5300, matériel à un niveau. Cette arrivée a été permise par la réalisation de quelques travaux d'infrastructure. Des mesures de dégagement du gabarit sont alors entreprises dans les courbes de la gare Saint-Michel et à l'extrémité ouest de la tranchée Saint-Bernard, située sur le flanc nord du quai Saint-Bernard. En prévision de leur arrivée, dès l'année précédente les équipements à agent seul font leur apparition, afin de permettre au conducteur de fermer les portes à la place du chef de train.
En 1985, afin de permettre la desserte de la VMI à partir de septembre 1988, les premiers trains bi-courant sont livrés, le réseau nord étant électrifié en 25 kV monophasé, contrairement aux tronçons déjà en service qui le sont en 1,5 kV continu. Dénommés Z 8800, ils sont comme les Z 5600 à deux niveaux et à quatre caisses.

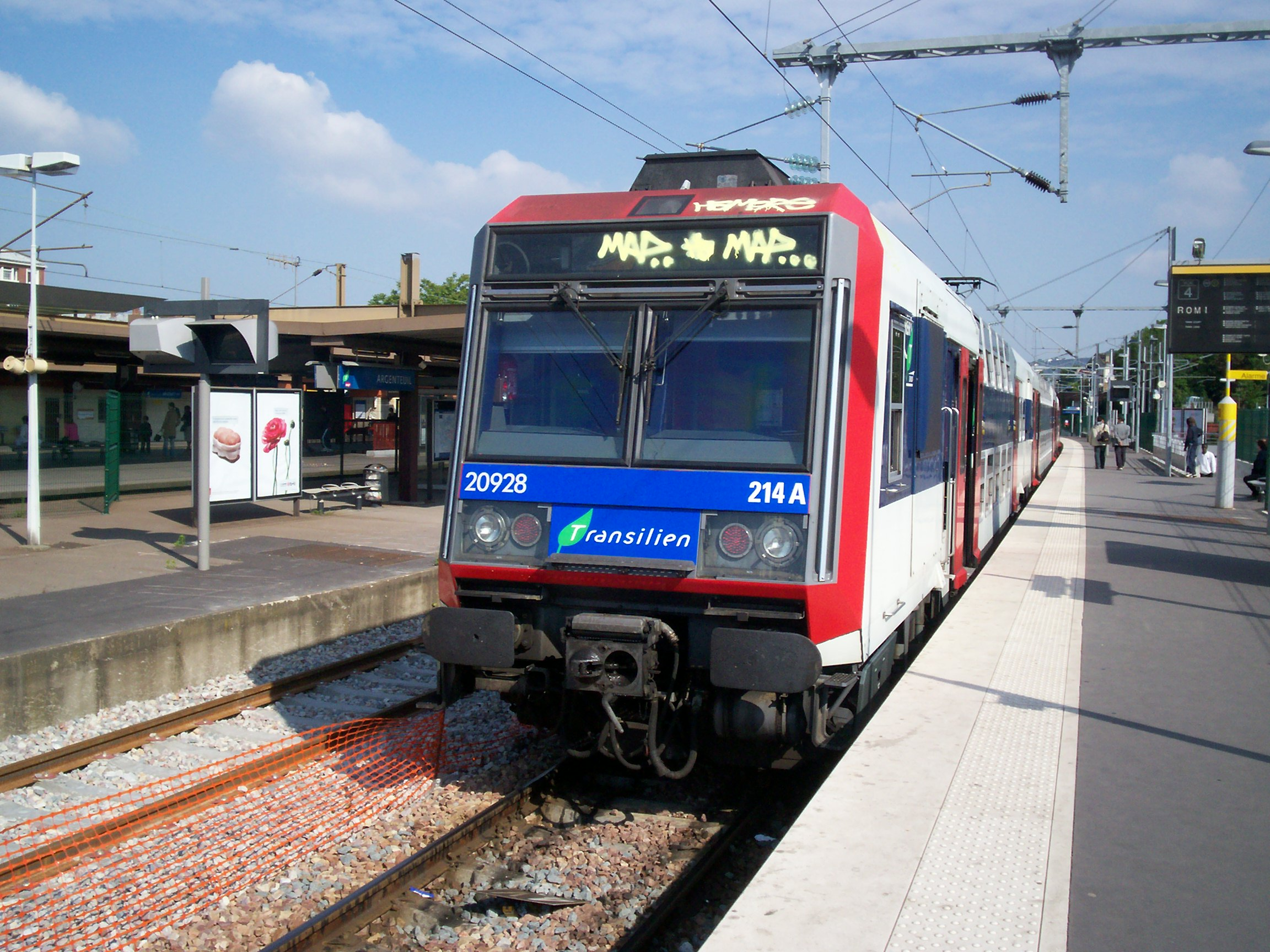
Une rame Z 20900 en gare terminus d'Argenteuil en juin 2006, avant la suppression de la branche.

Le 17 février 1988, la gare Pont-Saint-Michel est désormais en correspondance avec le RER B et la ligne 10 du métro. À cette occasion elle change de nom pour devenir Saint-Michel - Notre-Dame. Cette évolution a été permise par la création d'une nouvelle gare sur le tracé du RER B, d'ailleurs, inaugurée deux jours auparavant par le Premier ministre Jacques Chirac. Elle concrétise un projet lancé en 1971. Sa réalisation a été tardive parce que les estimations de trafic faites à l'époque n'incitaient pas à la réaliser immédiatement. Il faudra ainsi attendre 1982 pour que débutent les premiers travaux préparatoires, dans un environnement complexe au sein d'un quartier dense, en partie sous le petit bras de la Seine et dans un terrain renfermant des richesses archéologiques à préserver. Ils seront suivis des travaux de génie civil entre 1983 et 1986, pour un coût de 410 millions de francs répartis entre l'État, la Région et la RATP.
Le 25 septembre 1988 est finalement mise en service la branche VMI. Celle-ci relie Champ de Mars à Argenteuil et Montigny - Beauchamp, en reprenant en partie l'ancienne ligne d'Auteuil (entre Boulainvilliers et Pereire – Levallois), à l'ouest de Paris, puis la ligne de Saint-Ouen-les-Docks et une partie de la ligne de La Plaine à Ermont - Eaubonne (entre les gares de Saint-Ouen-les-Docks et Ermont - Eaubonne) par le biais de deux raccordements à Boulainvilliers et aux Épinettes, pour desservir la banlieue nord-ouest, en direction de Montigny – Beauchamp et Argenteuil. À sa mise en service, la VMI est desservie à raison d'un train omnibus au quart d'heure toute la journée, assurée par des automotrices Z 8800. Les trains sont en alternance en provenance d'Argenteuil et Montigny - Beauchamp, et à destination de Pont de Rungis ou Massy - Palaiseau,.
En 1989, la branche VMI bénéficie de dessertes semi-directes au quart d'heure, ajoutées à la trame en heures de pointe. Des missions assurent ainsi le parcours entre Montigny – Beauchamp et Brétigny sans s'arrêter d'Ermont – Eaubonne à Pereire – Levallois, tandis que les trains provenant d'Argenteuil continuent à assurer les missions omnibus au quart d'heure. Cette nouvelle organisation permet d'assurer au total la circulation de huit trains par heure et par sens,.

### Mutations de la VMI

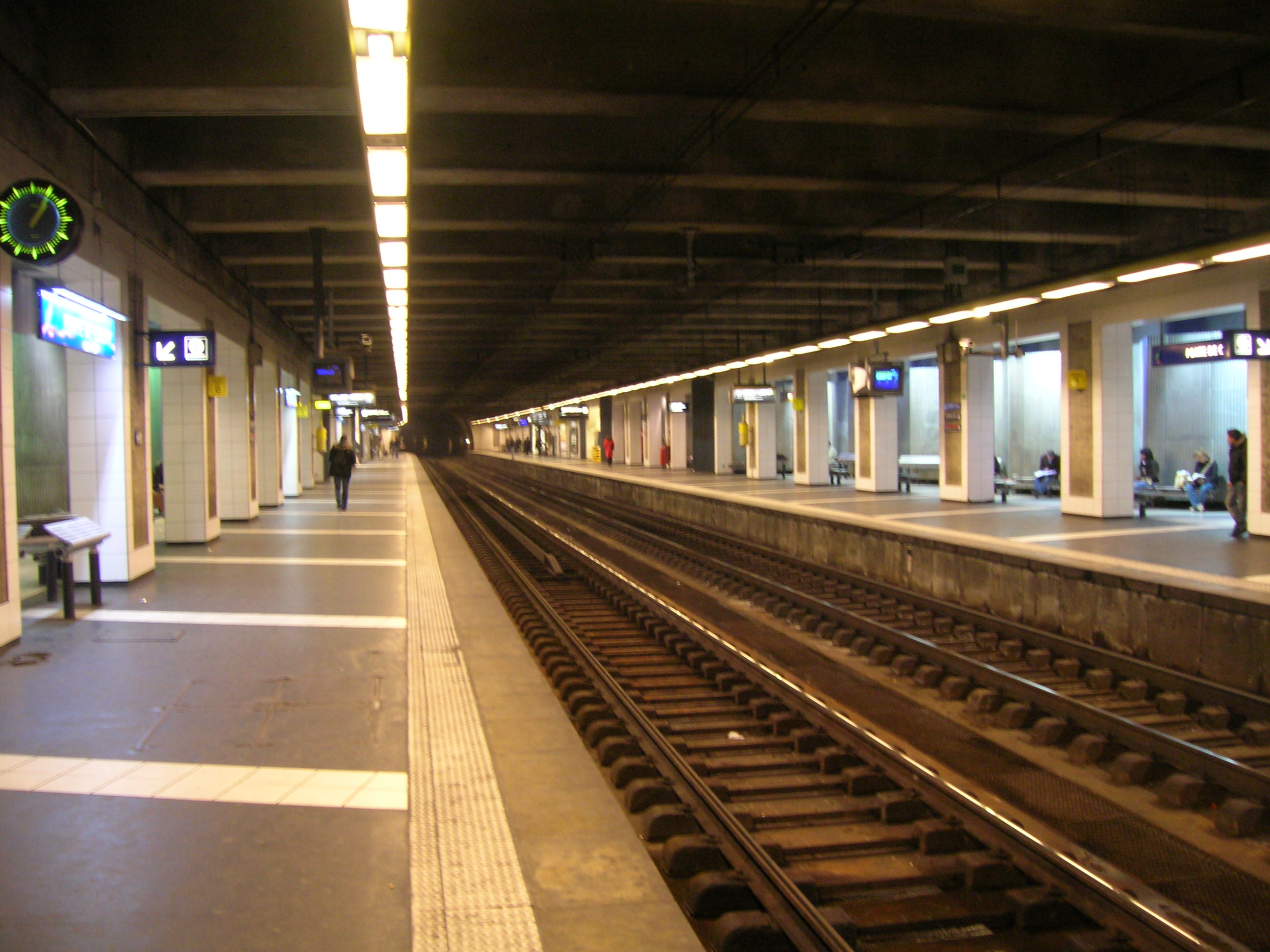
La gare de la Porte de Clichy en février 2007.

Le 29 septembre 1991 est ouverte au public la gare de la Porte de Clichy sur la branche VMI. Située entre les gares de Saint-Ouen et de Pereire – Levallois, elle devait initialement ouvrir en même temps que la VMI en 1988. Mais compte tenu de l'important surcoût de 110 millions de francs engendré par la réalisation d'un tracé souterrain aux Épinettes, à l'origine d'inquiétudes allant jusqu'à envisager l'annulation du projet, il a été décidé de prendre plusieurs mesures afin de limiter la dérive des coûts dont le retardement de l'aménagement de la station Porte de Clichy. Avec l'ouverture de cette gare, les trains circulant aux heures de pointe, initialement directs entre Ermont - Eaubonne et Pereire - Levallois, sont alors directs seulement entre Ermont - Eaubonne et Porte de Clichy.
En 1992, la branche Juvisy – Versailles-Chantiers est officiellement intégrée malgré son interconnexion effective depuis les années 1980. En 1996, l'exploitation de toutes les branches est assurée par des rames avec « équipement agent seul » (EAS) sauf sur la relation Versailles-Rive-Gauche – Versailles-Chantiers en raison de la présence de Z 5300, matériel roulant ne disposant pas de cet équipement.[réf. nécessaire]

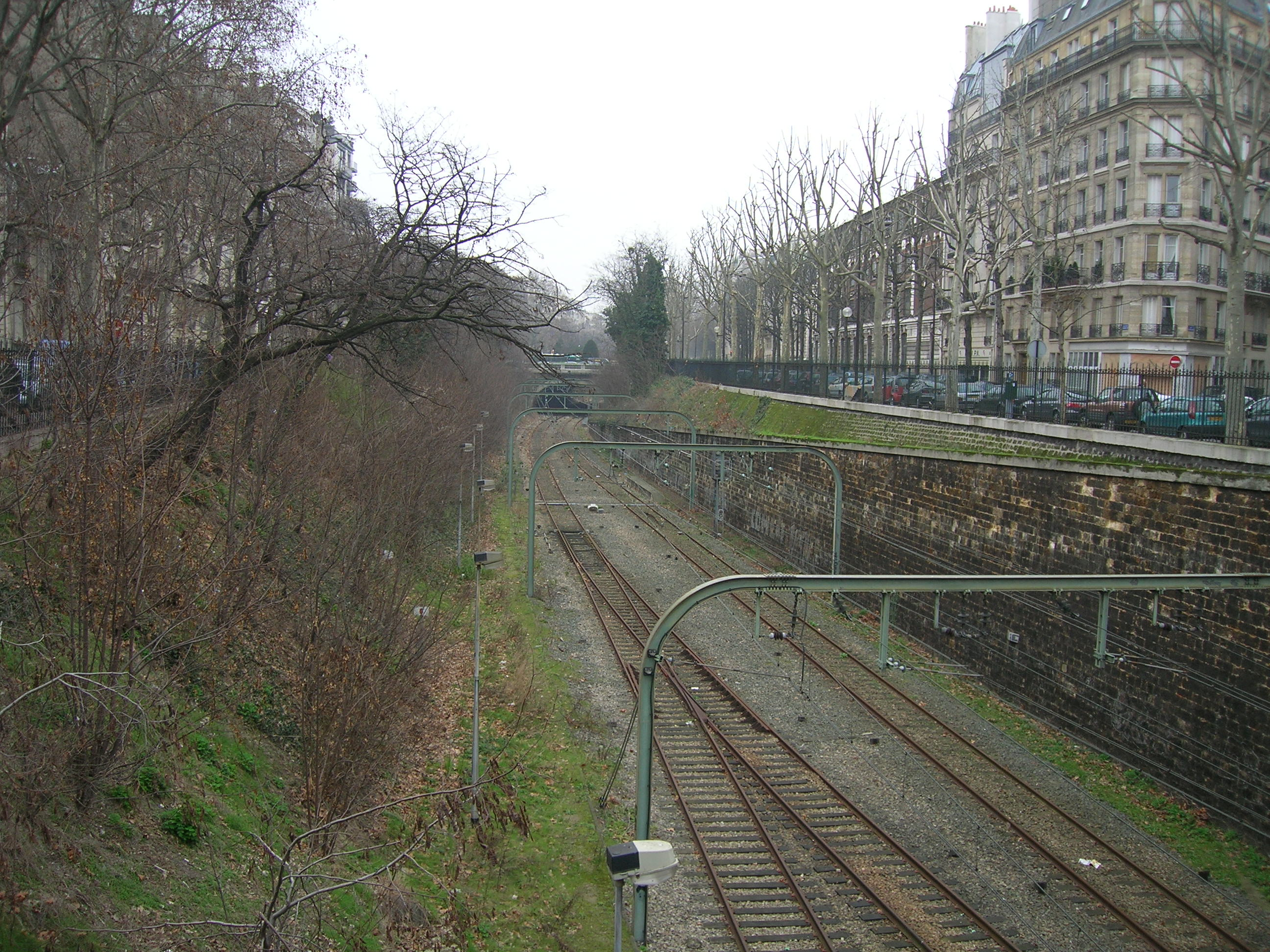
Le court tronçon Pereire – Pont-Cardinet (800 mètres) inutilisé depuis le 5 juillet 1996, en février 2007.

De plus, depuis le 5 juillet 1996, la navette ferroviaire Pont-Cardinet – Pereire - Levallois (800 m) est supprimée, au profit d'une liaison routière SNCF. Depuis la mise en service de la branche VMI en 1988, elle était assurée par un élément de type Z 5300 tous les quarts d'heure, contre un train toutes les dix minutes avant 1985, à l'époque de la ligne d'Auteuil. Très rapidement peu fréquentée, le trafic passant sous le seuil escompté de 1 500 voyageurs quotidiens, la SNCF avait, dans un premier temps, dû suspendre la navette le week-end, avec desserte par un bus de remplacement toutes les dix minutes. Toutefois, le fait que cette navette nécessitait la mobilisation d'un train de grande capacité et de personnel alors qu'elle était peu fréquentée, a finalement conduit à sa fermeture.
Le 28 août 2000, la ligne est prolongée de Montigny - Beauchamp à Pontoise, chef-lieu du Val-d'Oise. Ce prolongement est alors présenté comme la première pierre d'un projet de liaison de banlieue à banlieue, entre l'est et l'ouest du Val-d'Oise, intitulé « Trans Val-d'Oise » devant relier Pontoise à l'aéroport de Roissy via Ermont et Le Bourget. Afin de pouvoir permettre le prolongement, il aura fallu transformer le pont enjambant l'Oise en le faisant passer de deux à six voies, réaménager la gare de Pontoise, créer un nouveau passage souterrain en gare de Saint-Ouen-l'Aumône et moderniser les gares de Pierrelaye et de Montigny - Beauchamp. L'arrivée du RER C à Pontoise aura coûté 460 millions de francs. De plus, à l'occasion du prolongement, un poste d'aiguillage à relais à commande informatique (PRCI) a été mis en service, en différentes phases, au début 2000.

### Évolution de l'offre durant les années 2000

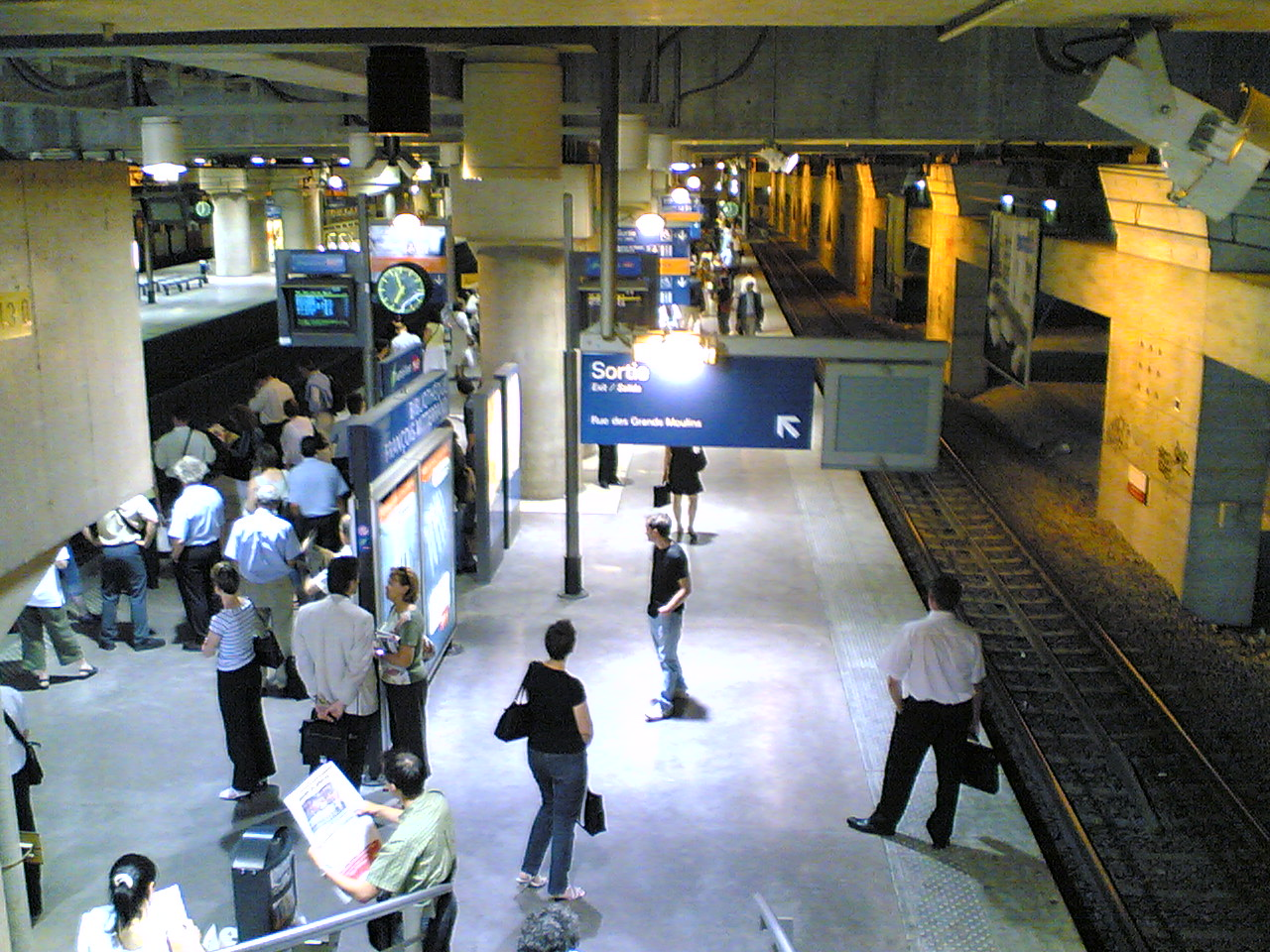
La gare de la Bibliothèque François-Mitterrand, en juillet 2006.

Le 3 décembre 2000 est ouverte au public la gare de la Bibliothèque François-Mitterrand pour permettre la correspondance avec la ligne 14 du métro mise en service deux ans auparavant. Cette gare permet également la desserte du nouveau quartier de Paris Rive Gauche, situé entre la Seine et les voies de la gare de Paris-Austerlitz, où se trouve entre autres la Bibliothèque nationale de France. Elle remplace la gare du boulevard Masséna, compte tenu de la faible distance (moins de 300 m entre extrémités des quais) les séparant. Cependant, les quais de Boulevard Masséna ont été maintenus en l'état, au cas où une réouverture le justifierait.
À partir de 2002, la section Juvisy – Versailles-Chantiers est munie d'installations fixes (caméras, antenne de communication, etc.) permettant d'y faire circuler des trains « équipés agent seul » (EAS), à mesure que les Z 5300 sont retirés du service.
Le 24 mars 2002 est mise en service la gare de Saint-Ouen-l'Aumône-Liesse sur la branche VMI, afin de desservir le nouveau quartier du Val de Liesse, situé à l'est de Saint-Ouen-l'Aumône.

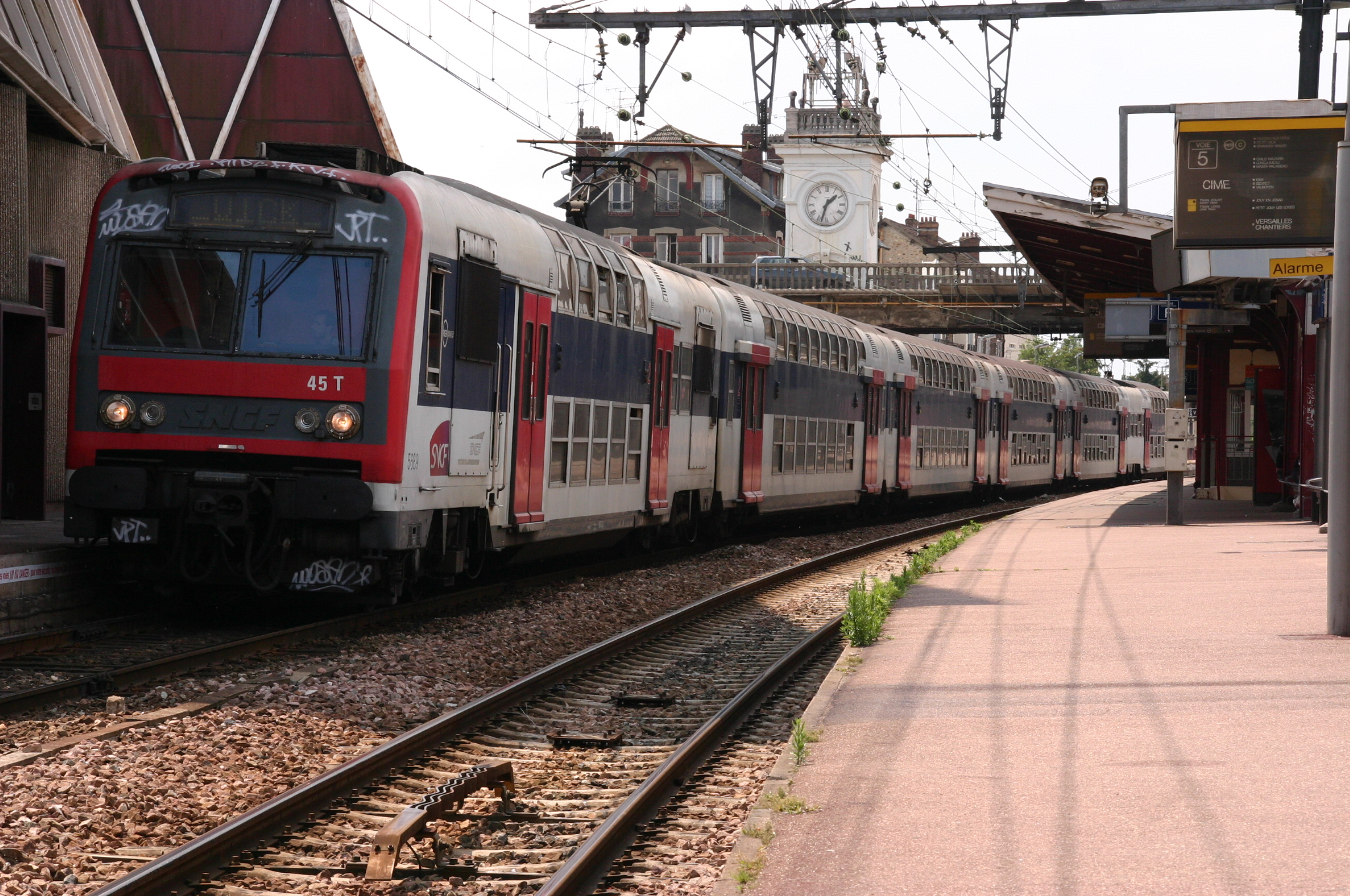
Une rame Z 5600 six caisses « Evolys » en gare de Juvisy, en juin 2007.

À la fin de l'année 2003, les derniers Z 5300, uniques trains à un niveau de la ligne, quittent la ligne, après près de vingt-cinq ans de bons et loyaux services. Ce départ est alors dû au vieillissement du matériel avec toutes les conséquences liées comme une augmentation des incidents sur le matériel, à leur difficulté d'accès (un emmarchement élevé les rendait difficilement accessible, une ouverture difficile de leurs portes). Avant leur éviction, les derniers Z 5300 étaient cantonnés aux missions circulaires Versailles-Château-Rive-Gauche – Versailles-Chantiers, pour deux raisons. La première était le fait que la ligne de Grande Ceinture, que ces trains empruntaient entre Savigny-sur-Orge et Versailles-Chantiers, n’était pas encore équipée pour le service à agent seul (EAS). Or tous les matériels récents circulent en principe en EAS, ce qui n'a pas facilité le remplacement du matériel roulant, même si des rames à deux niveaux commençaient à faire leur apparition sur la ligne, avec néanmoins un agent d’accompagnement à bord. La seconde raison, la plus importante, était l'insuffisance de l’alimentation électrique. En effet, les trains modernes consomment 2 à 3 fois plus d’énergie que les Z 5300. De ce fait, à l'origine, la circulation d'une rame à deux niveaux en unité simple (US) était impossible. Il a fallu effectuer un renforcement d’alimentation afin de permettre leur circulation. Toutefois, leur circulation en unité multiple (UM) n'a pu se faire car il faudrait, pour ce faire, construire une sous-station supplémentaire. De ce fait, en heure de pointe, la circulation d'unité multiple de Z 5300 était indispensable. C'est pourquoi, pour permettre leur retrait, la SNCF dut modifier vingt rames Z 5600 à 4 caisses, du dépôt des Ardoines. Bénéficiant ainsi d'une capacité comparable à une unité multiple de Z 5300, ces Z 5600 allongées pouvaient ainsi desservir la Grande Ceinture Sud en US, et remplacer ainsi complètement les rames inox, même aux heures de pointe. Les dessertes que ces trains assuraient avant leur transformation ont été reprises par les Z 20900 fraîchement livrés.
En mars 2005, un nouvel atelier de maintenance du matériel est mis en service, dans la commune de Trappes (Yvelines). Inauguré en janvier 2005, après presque deux ans de travaux d'un coût avoisinant les 12 millions d'euros entièrement pris en charge par la SNCF, il permet le remplacement d'un atelier existant jugé inadapté à la maintenance des Z 5600 à six caisses utilisées sur la boucle Versailles-Château-Rive-Gauche – Versailles-Chantiers depuis 2002. De plus, il bénéficie d'une station d’épuration intégrée au site, de bacs de rétention des huiles et effectue le tri des déchets industriels produits sur place. Ce nouvel atelier doit permettre de soulager la charge de travail du site d’entretien des Ardoines basé à Vitry-sur-Seine à proximité de la gare d’Austerlitz.
Depuis décembre 2005, la ligne bénéficie d'une amélioration de l’offre entre Bibliothèque François-Mitterrand et Pont de Rungis en fin de soirée, grâce au prolongement quotidien de 3 trains depuis Bibliothèque François-Mitterrand. Elle bénéficie également d'une meilleure fréquence, les dimanches sur la quasi-totalité des branches.

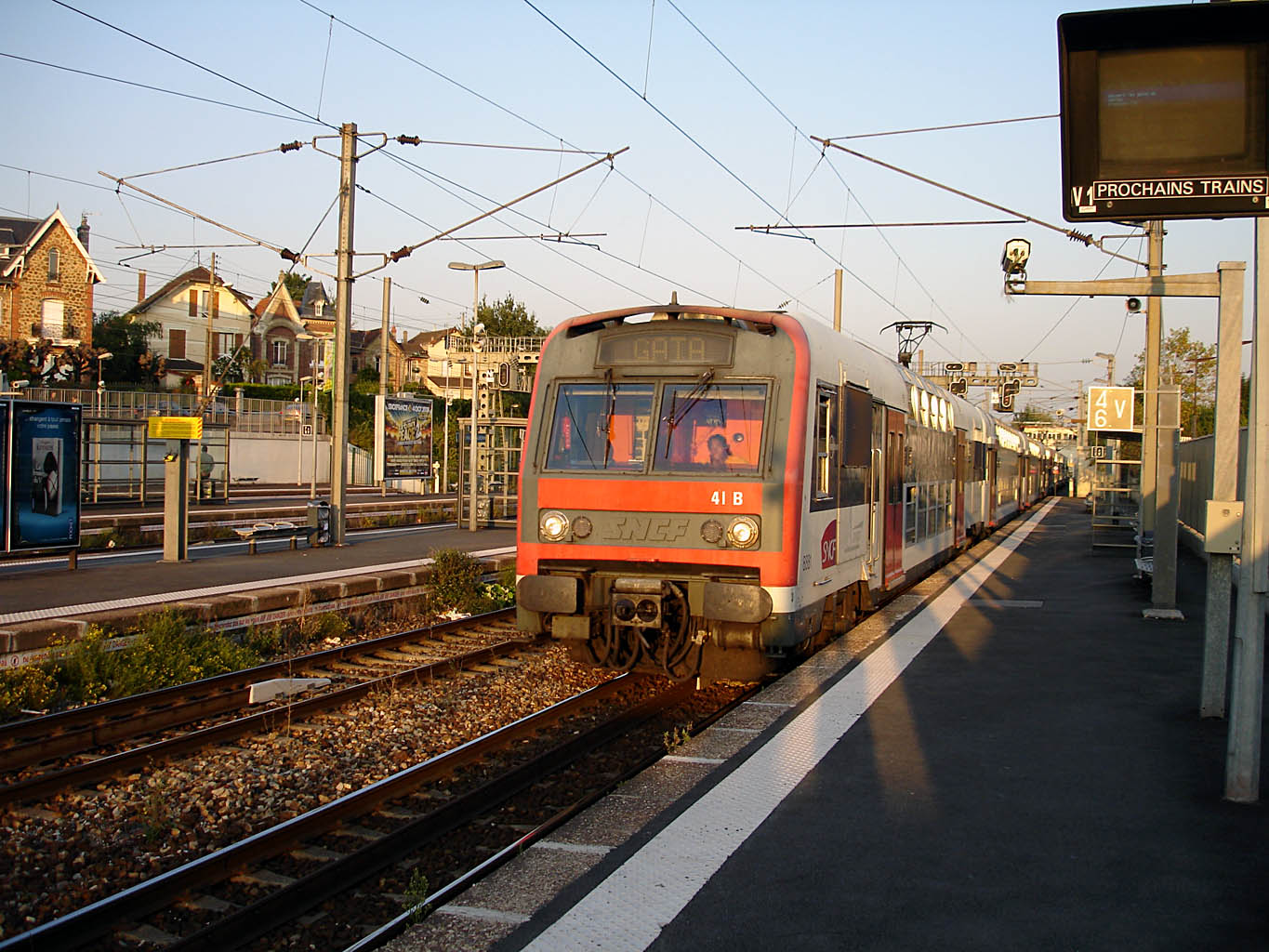
Une rame Z 8800 en gare d'Ermont - Eaubonne, assurant une mission ayant pour terminus Montigny - Beauchamp (GATA), en septembre 2008.

Le 27 août 2006, dans le cadre de la liaison directe de Paris-Saint-Lazare à Ermont – Eaubonne, la desserte de la partie nord est remaniée. En effet, l'antenne Argenteuil de la branche Nord est intégralement reportée sur Montigny - Beauchamp. La desserte en heure de pointe de la branche VMI évolue s’articulant, désormais, sur quatre trains par heure, omnibus Montigny et quatre trains par heure, directs des Grésillons à Ermont - Eaubonne (depuis, cette desserte a disparu) puis omnibus Pontoise, au grand bénéfice des gares de Cernay, Franconville et Montigny qui disposent de deux trains par quart d’heure, complétés par les trains de la ligne H. De plus, désormais, tous les trains s'arrêtent à Saint-Ouen et aux Grésillons, une mesure qui a été à l'origine d'une contestation parce qu'accusée de faire perdre du temps aux voyageurs de grande banlieue vu le nombre très faible de montants/descendants dans ces gares. Enfin, les travaux de la liaison directe ont permis de faciliter l’intégration des RER dans le secteur d’Ermont grâce à l'utilisation de voies dédiées en gare d'Ermont, reportant en aval, la jonction avec les voies de Paris-Nord. Une adaptation de la signalisation doit être alors effectuée entre Montigny - Beauchamp et Ermont - Eaubonne afin de davantage fluidifier le trafic, abaissant la vitesse de 120km/h à 90km/h.
Le 16 décembre 2006, la gare du Boulevard Victor est renommée provisoirement Boulevard Victor – Pont du Garigliano en raison de l'arrivée au terminus du même nom du tramway T3a (alors T3). Depuis le début de l'année 2010, son appellation est gare du Pont du Garigliano – Hôpital européen Georges-Pompidou.

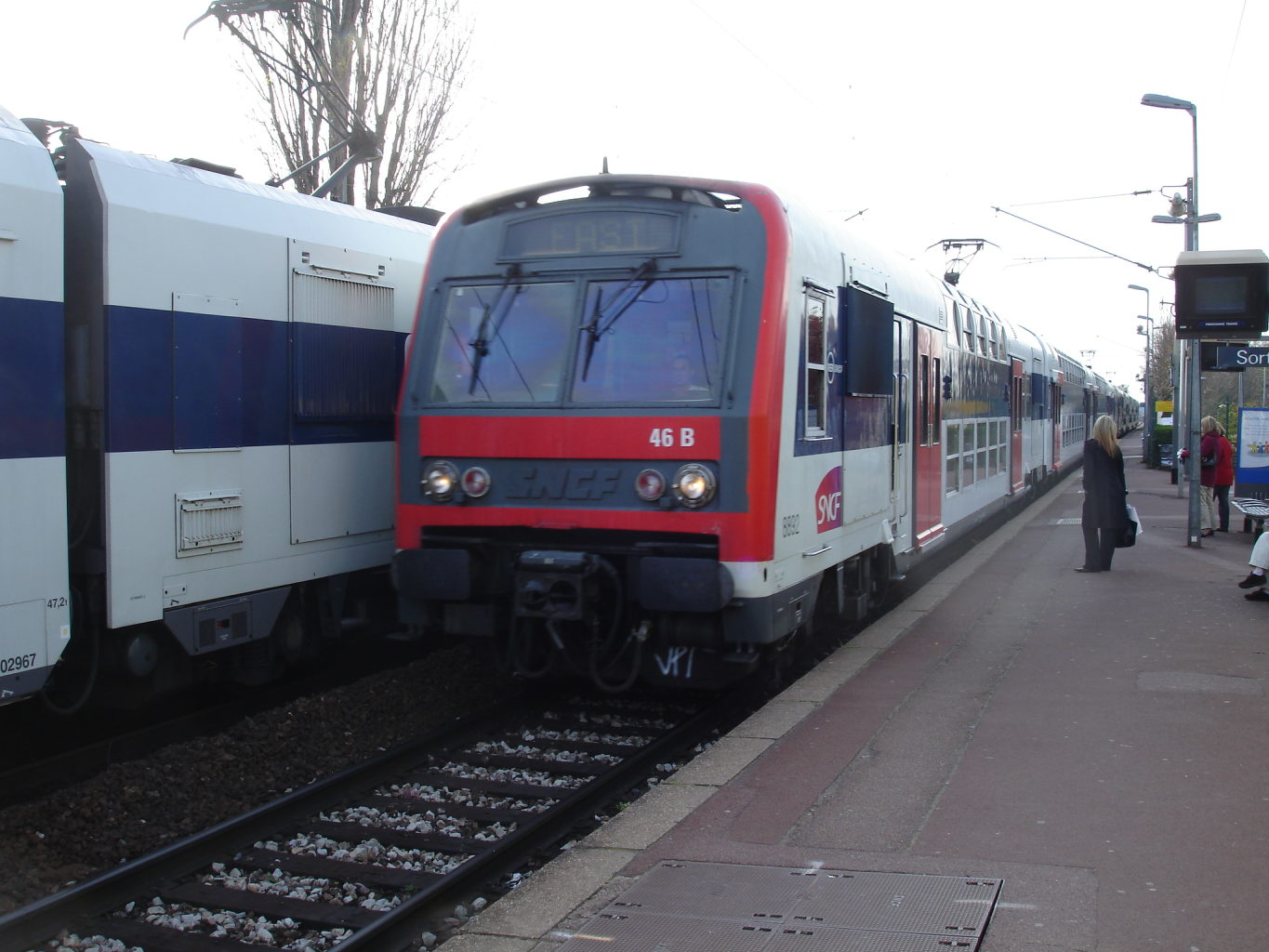
Une rame Z 8800 en gare de Cernay, en avril 2007. Elle assure la mission FAST, ancienne mission directe entre Ermont - Eaubonne et Les Grésillons ayant pour terminus Bibliothèque François-Mitterrand.

Depuis le 10 décembre 2007, tous les trains s'arrêtent à Gennevilliers, Épinay-sur-Seine, Saint-Gratien, comblant le dernier « trou » entre Paris et Ermont, supprimant les derniers semi-directs existant aux heures de pointe. De ce fait, tous les trains en direction ou en provenance de Pontoise ou Montigny - Beauchamp sont devenus omnibus afin de doubler les fréquences dans toutes les gares jusqu’en zone 4 (passage de quatre à huit trains par heure), allongeant de quatre minutes les temps de parcours des anciens trains directs. Cette mesure a réorganisé les circulations parce que l'allongement des temps de parcours était tel qu'il ne pouvait se faire sans perturber l'insertion des trains entre Ermont - Eaubonne et Pontoise, la ligne C partageant ses voies avec les trains de la ligne H. De ce fait, il a été décidé une permutation des dessertes  sur le tronçon central et au sud : par exemple, les trains venant de Dourdan vont désormais à Pontoise, et ceux venant de Saint-Martin-d’Étampes à Chaville - Vélizy.
Également, depuis le 10 décembre 2007, tous les trains marquent l'arrêt aux gares d'Issy-Val de Seine, Issy, Meudon-Val Fleury et Chaville - Vélizy. Désormais, il y a douze trains par heure et par sens pour ces gares, une nouveauté initialement annoncée pour 2001. Enfin, pour la desserte du tronçon Juvisy – Versailles via Massy, la vitesse des trains a été augmentée entre Savigny-sur-Orge et Massy - Palaiseau d’une part, Versailles-Chantiers et Massy - Palaiseau d’autre part, avec, en contrepartie, une détente horaire sur le parcours (marge de régularité) reportée à Massy - Palaiseau sous la forme d’un arrêt long, de trois minutes environ.

### Schéma directeur de 2009

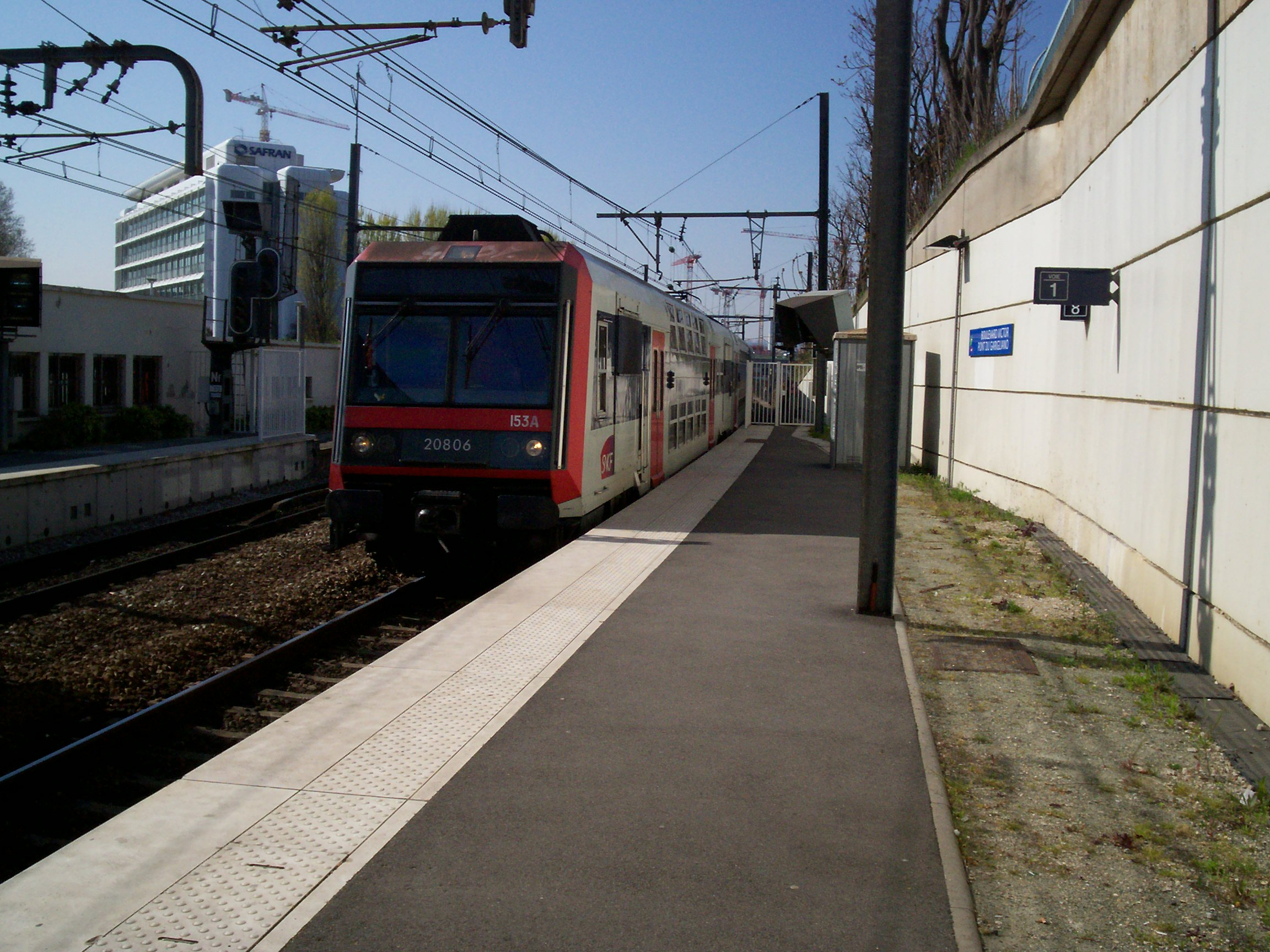
Une rame Z 20500 en gare de Pont du Garigliano en avril 2007.

En juillet 2009, le Syndicat des transports d'Île-de-France (STIF, devenu Île-de-France Mobilités) a adopté le schéma directeur de la ligne. Il a été élaboré pour le court (2011-2013) et le moyen terme (2015-2017) afin de proposer une amélioration de la qualité du service offert aux voyageurs, avec une évolution globale de la ligne en termes d’offre de service, d’offre de transport, de gestion des circulations et d’équipement des gares.
Pour l'échéance 2011-2013, il prévoyait, afin d'améliorer la régularité, le renforcement de l’alimentation électrique sur la Grande Ceinture Sud (allant de Savigny-sur-Orge à Versailles), sur la branche de Dourdan et sur le tronçon central grâce, respectivement, à la création d'une sous-station à Jouy-en-Josas (d'ici mi-2011), d'une autre à Dourdan d'ici mi-2012, et le renforcement et la fiabilisation de celle des Invalides pour fin 2012. Le coût de ces trois opérations était de 8 millions d'euros pour la sous-station de Jouy-en-Josas, de 5 millions d'euros pour celle de Dourdan et de 6,5 millions d'euros pour celle des Invalides.
Ces opérations devaient permettre de renforcer et de fiabiliser la tension d'alimentation électrique. Elles rendaient possible le remplacement des trains de six voitures circulant sur la Grande Ceinture Sud par des trains de quatre ou huit voitures, comme sur le reste de la ligne. Elles devaient faciliter la préparation des rames stationnant à Dourdan et éviter les pannes à répétition sur le tronçon central. Les deux nouvelles sous-stations ont finalement été mises en service à l'été 2012.

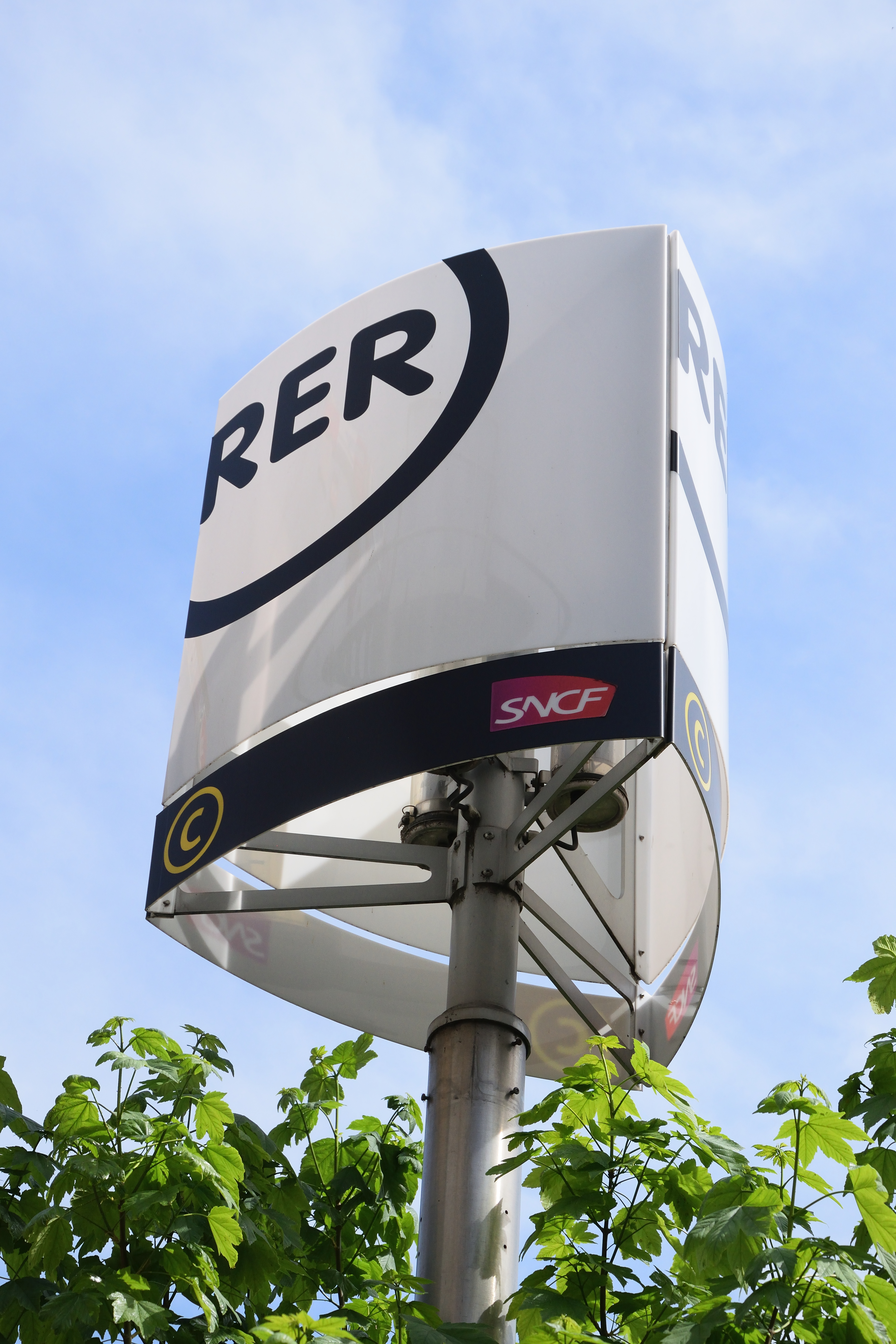
Signe de la ligne C à la gare d'Issy-Val de Seine.

Le 4 octobre 2010, l'autorité organisatrice a voté, lors son conseil d'administration, une augmentation de la vitesse des trains du RER C entre Invalides et Pont du Garigliano. Ce projet prévoit de supprimer les diverses zones de ralentissement à 40 km/h, pour permettre aux trains de rouler à la vitesse limite de 60 km/h, pour un coût de 5,70 millions d'euros. Cette opération permet de faire gagner de vingt-cinq à quarante-cinq secondes selon le sens, après des travaux qui consistent pour l'essentiel à modifier la signalisation. Ce gain modeste devrait avant tout permettre de fluidifier le trafic aux heures de pointe et d'améliorer la robustesse de la grille ; il est rendu possible par les meilleures capacités de freinage des rames Z 2N, les limitations antérieures ayant été mises en place en raison du freinage peu performant des éléments inox Z 5300, disparus de la ligne en 2003,.
Le 27 mars 2011, le poste d’aiguillage et de régulation (PAR) des Invalides a été mis en service dans une nouvelle configuration. Du fait de sa position sur la partie centrale de la ligne et en raison de sa gestion simultanée des 50 trains par heure aux heures de pointe, il est considéré comme le point névralgique de la ligne, et son bon fonctionnement est primordial pour la régularité.
Son renouvellement, d'un montant de 26 millions d'euros, a permis de fiabiliser le système de commande des installations, mettre hors d’eau les installations de commande de la ligne, et permettre la mise en place d’une commande centralisée sur le réseau regroupant, dans un même lieu, les moyens de gestion de la ligne. En effet, le poste ancien était équipé d'une installation de commande informatique, plus que trentenaire, qui connaissait des problèmes d’obsolescence liés à l’arrêt de la fabrication des matériels mis en œuvre, à la difficulté du maintien des connaissances du personnel ainsi qu'à la vétusté du matériel et à la conception du système. Son renouvellement a ainsi permis de faire face aux difficultés de maintenance et de pérennité du système ainsi qu'aux pannes assez nombreuses ayant des conséquences importantes sur la régularité. Il a constitué une opportunité majeure pour l'évolution de la gestion de la ligne, en y adossant une opération de développement.
À ce sujet, l’audit du STIF sur le réseau ferré national en Île-de-France, publié en mai 2008, indiquait que la centralisation de la commande des itinéraires devait permettre de diminuer significativement le temps de retour à la normale en cas d’incident et par conséquent le nombre de trains touchés. De ce fait, ce type d’investissement devrait générer un gain potentiel de régularité important, de l’ordre d’un point. Par ailleurs, mettre en œuvre des commandes d’itinéraires modernisées et automatisées est de nature à diminuer le nombre d’incidents liés aux erreurs de régulateur ou d’aiguilleur.
Après le renouvellement du PAR des Invalides, un terminus provisoire a été réalisé à Javel pour fin 2013, dans le but d'améliorer la régularité, grâce à la création de deux communications permettant le retournement des trains en cas de trafic interrompu dans le tronçon central, pour un coût de 8 millions d'euros, intégralement pris en charge par le STIF. D'autres terminus seront aménagés sur chacune des trois branches de la ligne d'ici 2015, dans Paris intra-muros, afin de réduire l'impact de perturbations pouvant se propager rapidement à l’ensemble de la ligne,.
Le 7 décembre 2011, le STIF a approuvé, lors de son conseil d'administration, deux conventions de financement.
La première convention concerne des études d’avant-projet relatives à la modernisation de la ligne pour un montant de 17,4 millions d’euros. Ces études porteront sur les projets de refonte du nœud ferroviaire de Brétigny, de modernisation de la signalisation entre Juvisy et Brétigny, de renforcement de l’alimentation électrique et de création d'un terminus partiel en gare souterraine de Paris-Austerlitz. Ces quatre projets doivent permettre d’améliorer la fiabilité des infrastructures et les conditions d’exploitation de la ligne et donc la régularité des trains de la ligne.
La seconde convention a pour objet notamment de moderniser l’information des voyageurs et d'améliorer l’ambiance d’attente sur les quais dans les seize gares parisiennes de la ligne, dans le cadre du Plan Impaqt (Plan Immédiat de Modernisation Pour l’Amélioration de la Qualité des Trains), pour un montant total de 113 millions d’euros. Des luminaires basse consommation seront installés sur les quais, de façon à améliorer le confort des voyageurs dans ces espaces souvent bas de plafond.

### Densification en petite couronne

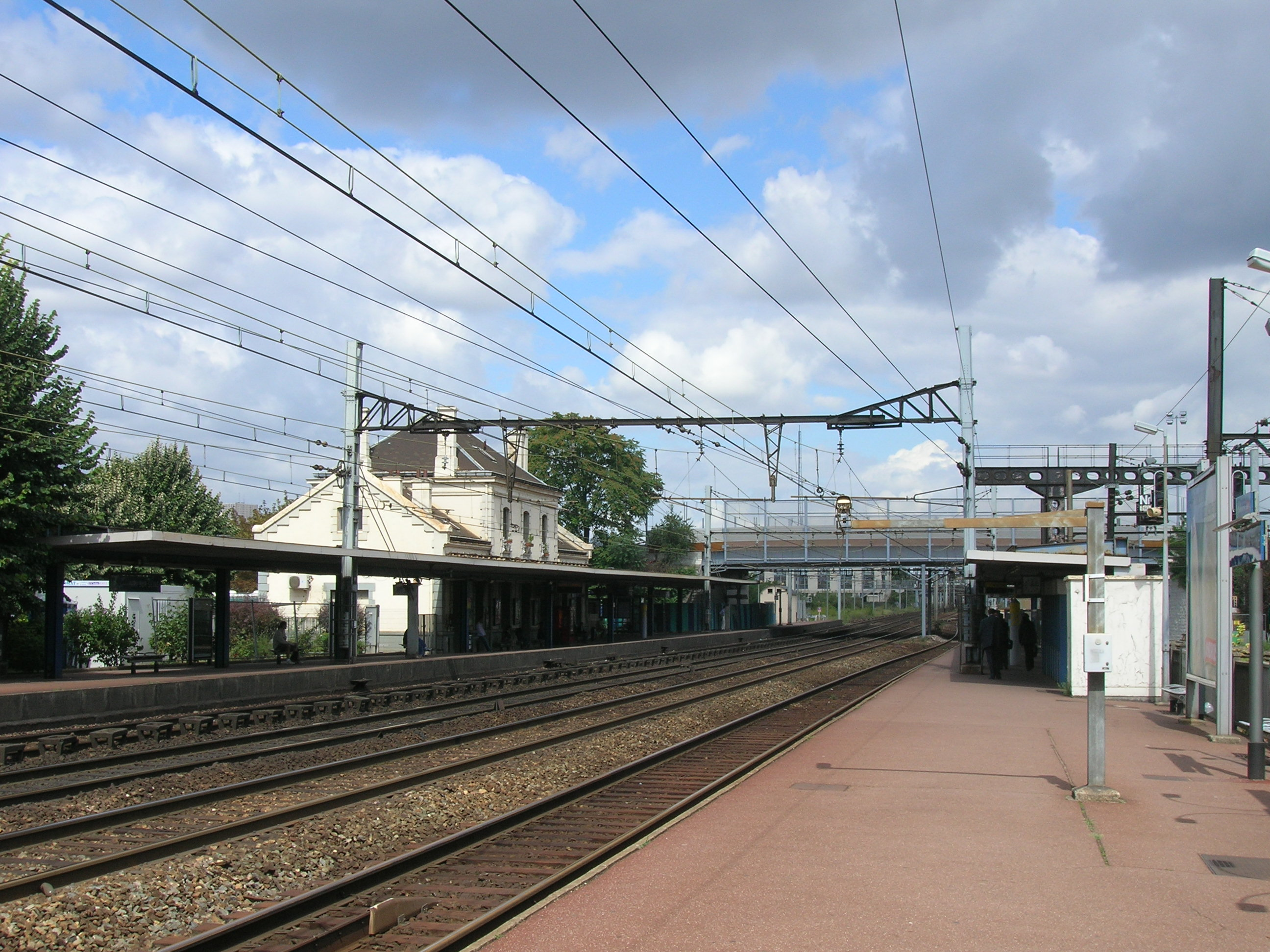
La gare d'Ivry-sur-Seine, en août 2006.

Le 11 décembre 2011, la SNCF et RFF ont mis en place le cadencement de la ligne, contre l'avis du STIF. En effet, ce dernier souhaitait le reporter à décembre 2012, afin de reprendre la concertation avec les autorités organisatrices, de remanier profondément certains éléments du dossier pénalisant les usagers, d'organiser la concertation avec les usagers des lignes impactées par ce nouveau cadencement, de préciser les impacts financiers du projet, pour les autorités organisatrices, dont les ressources sont très contraintes.
Ce cadencement visait à améliorer la lisibilité et à mieux coordonner les trains entre eux de façon à favoriser leur insertion dans des trafics variés lorsqu'ils passent de ligne en ligne. Pour des raisons de robustesse d'exploitation, il a été accompagné de celui des TGV intersecteurs, en interaction avec le RER C entre les gares des Saules et de Massy - Verrières, et des autres circulations au départ de la gare d'Austerlitz (Transport express régional et Intercités). De ce fait, un travail commun entre le STIF et la région Centre a commencé avec le cadencement des trains Transport express régional de l'axe Paris – Orléans. À cette occasion, la desserte des gares situées au sud d'Étampes a été refondue afin d’améliorer la lisibilité de l’offre et de résoudre les problèmes posés par les voitures hors quai.
Cependant, le cadencement ne s'est pas accompagné de l'amélioration de la desserte du secteur de Seine-Amont aux heures de pointe, grâce à un doublement de la fréquence de desserte des gares d’Ivry-sur-Seine et de Vitry-sur-Seine (passage de 1 à 2 arrêts par quart d’heure). Cette mesure a été repoussée à la fin 2013, à la suite des critiques exprimées :
L'association d'usagers CIRCULE considère qu'il n’y a aucune raison, a priori, pour que certains usagers aient deux trains au quart d’heure, aux heures de pointe, et pas d'autres comme à Ivry-sur-Seine ou Vitry-sur-Seine. Il note ainsi qu'il faut 4 minutes pour rallier Ivry à Paris contre 26 minutes, voire plus, depuis Sainte-Geneviève-des-Bois. De ce fait, Circule souhaite que le STIF trouve un équilibre entre fréquence en proche couronne et temps de parcours pour la grande couronne. De plus, il n'acceptera pas la mise en œuvre des nouvelles dessertes tant que les travaux prévus n’auront pas été réalisés, et que le résultat obtenu ne sera pas convaincant, c'est-à-dire en garantissant un haut niveau de régularité sur l’ensemble des tronçons de la ligne.
Selon les études réalisées par RFF en 2006 et 2008, sans ce cadencement généralisé de l'ensemble des circulations ferroviaires, la création des arrêts supplémentaires n'aurait pas été possible.
Le 13 février 2013, le STIF a adopté dans le cadre de son conseil d'administration, le renforcement de la desserte des gares d'Ivry-sur-Seine et Vitry-sur-Seine en heures de pointe et l'augmentation de la capacité des trains les plus chargés de l'axe Versailles-Château – Versailles-Chantiers, en 2014, soit à partir du 15 décembre 2013.
La refonte de la desserte des gares d'Ivry-sur-Seine et de Vitry-sur-Seine (passage de 1 à 2 arrêts par quart d'heure) consistera en la création, dans le sens de la pointe, d'un arrêt supplémentaire par quart d'heure à Vitry-sur-Seine, sur la mission Versailles-Chantiers – Versailles-Château-Rive-Gauche, ainsi qu'à Ivry-sur-Seine sur la mission Dourdan. Le conseil du STIF a d'ailleurs pris acte de cette mesure qui aurait un impact de moins d'une minute sur les missions concernées et serait même sans effet pour la mission Versailles-Chantiers. Il affirme sa vigilance à ce que cet engagement soit strictement respecté par RFF et la SNCF.
Pour permettre l'augmentation de capacité, le Conseil du STIF a décidé du redéploiement sur la ligne C de six rames Z 2N supplémentaires, actuellement en service sur les lignes L (Saint-Lazare) et P (Est) grâce à l'arrivée du Francilien. Ils permettront aux six trains les plus fréquentés de la circulaire Versailles, de passer de six (train court « Evolys ») à huit voitures (c.-à-d. un train long composé de 2 rames de 4 voitures ensemble), améliorant les conditions de transport de voyageurs.
Le 16 novembre 2013, la ligne C est mise en correspondance avec la ligne de tramway T7 (Villejuif - Louis Aragon - Athis-Mons) au niveau de Rungis - La Fraternelle pour les branches Pont de Rungis et Massy - Palaiseau.
Le 16 décembre 2013, la desserte des gares d'Ivry-sur-Seine et de Vitry-sur-Seine aux heures de pointe est renforcée (passage de 1 à 2 arrêts par quart d'heure) et la capacité des trains les plus chargés de l'axe Versailles-Château – Versailles-Chantiers est augmentée. Ce renforcement de desserte consiste en la création, dans le sens de la pointe, d'un arrêt supplémentaire par quart d'heure à Vitry-sur-Seine, sur la mission Versailles-Chantiers – Versailles-Château, ainsi qu'à Ivry-sur-Seine sur la mission Dourdan.
En juillet 2014, le poste d'aiguillages des Ardoines a subi un important incendie, impliquant des réparations longues. Pour compenser les conséquences de l'incident, les gares entre Jusivy et Brétigny ont vu leur desserte réduite. Elle n'a pas encore été ramenée à son niveau précédent, en mai 2023.
À la suite du prolongement de la ligne 14 du métro vers Mairie de Saint-Ouen, la gare de Saint-Ouen est en correspondance avec cette ligne de métro depuis le 14 décembre 2020. La gare de la Porte de Clichy l'est aussi fin janvier 2021. La même année, au mois d'avril, la ligne 9 du tramway d'Île-de-France est ouverte et une correspondance est établie depuis avril 2021 avec la gare de Choisy-le-Roi (à proximité) et en gare des Saules.

### Simplification avec la mise en service du T12
La réalisation de la ligne T12 (ex-tram-train Évry – Massy) a permis la simplification du schéma du RER C grâce à la suppression de la branche qui relie Savigny-sur-Orge à Versailles-Chantiers. Dans la première phase du projet, elle concerne la desserte non plus par le RER C, mais par le tram-train des gares situées entre Savigny-sur-Orge et Massy - Palaiseau puis dans un second temps des gares situées entre Massy - Palaiseau et Versailles-Chantiers.
Fin 2008, la SNCF a proposé que la desserte de la section soit reprise par un tram-train reliant les gares de Versailles-Chantiers et de Sucy - Bonneuil.
En 2009, lors de la concertation publique sur le tram-train Évry – Massy (actuel projet T12), des avis se sont exprimés en faveur de l'intégration de la section entre Versailles-Chantiers et Massy - Palaiseau audit tram-train. Pour le tram-train, cela présente un avantage (la desserte du pôle de Versailles-Chantiers sans rupture de charge) et un inconvénient (un risque de répercussion sur l'ensemble de la ligne des conflits de circulation avec les TGV intersecteurs normands et les trains de fret circulant entre Versailles-Chantiers et Massy - Palaiseau).
En juin 2009, à l'occasion de l'adoption par le STIF du schéma directeur du RER C, un projet de rocade ferrée en moyenne couronne est évoqué. Le document explique qu'il s'agirait de prolonger vers l'est et le sud, entre Noisy-le-Sec et Massy - Palaiseau via Noisy-le-Grand-Mont d'Est et Sucy - Bonneuil, le concept de la Tangentielle Légère Nord. Il est notamment expliqué que cette rocade serait mise en place par la reprise de tout ou partie de la mission « Massy » du RER C moyennant l’organisation de correspondances performantes avec les autres missions du RER C, c'est-à-dire avec les trains de la mission « Pont de Rungis » du RER C. Le document ne se prononce absolument pas sur le sort de la section comprise entre Versailles-Chantiers et Massy - Palaiseau qui, explique-t-il, pourrait soit être intégrée à la future rocade ferrée, soit au tram-train.
Un choix semble toutefois se dessiner lorsque, le 26 janvier 2011, l'État et la région se mettent d'accord sur les grandes orientations des transports en commun en Île-de-France : l'éventuel prolongement du T12 à Versailles-Chantiers semble en effet acté, avec l'indication d'une mise en service envisagée à horizon 2025.
Début 2011, dans un cahier d'acteur déposé dans le cadre du débat public sur la LGV d'interconnexion sud IDF, la SNCF semble prendre acte de ce choix concernant la section entre Versailles-Chantiers et Massy - Palaiseau et propose d'intégrer la section entre Massy - Palaiseau et Pont de Rungis à une tangentielle Massy - Palaiseau – Sucy - Bonneuil via Pont de Rungis (avec une correspondance à cet endroit avec la ligne 14 du métro et le RER C qui subsisterait pour sa mission desservant Pont de Rungis avec une fréquence au quart d'heure). La rocade ferrée pourrait avoir une fréquence allant jusqu'à 12 trains par heure.
Le 16 mai 2013, le conseil du STIF a adopté le prolongement du tram-train Évry – Massy jusqu'à Versailles-Chantiers. La branche Massy - Palaiseau, prolongée jusqu'à Versailles lors de l'ouverture du premier tronçon du tram-train, sera de nouveau limitée à Massy - Palaiseau. Lors de la mise en service totale, la branche Versailles-Chantiers allant d'Épinay-sur-Orge à Versailles sera entièrement desservie par le tram-train[réf. nécessaire].
Cependant, les retards sur le projet d'amélioration de la ligne entre Massy et Valenton compromettent ce plan. En effet, lors de la mise en service du T12 en 2023, la section ouest du projet Massy – Valenton devrait toujours être en cours de réalisation, rendant impossible la desserte par le T12 de la section Massy – Versailles. Pour remédier à ce problème, la relation Massy – Versailles continuera à être effectuée par le RER C sous la forme d'une desserte en navette cadencée au quart d'heure,.
Le 7 juin 2023, la présidente d'Île-de-France Mobilités Valérie Pécresse annonce que la future branche Massy - Palaiseau – Versailles-Chantiers du RER C, qui sera déconnectée et transformée en navette lors de l'ouverture de la ligne T12 le 10 décembre 2023, portera le nom de « ligne V ». La navette est lancée le 4 décembre 2023.

## Infrastructure

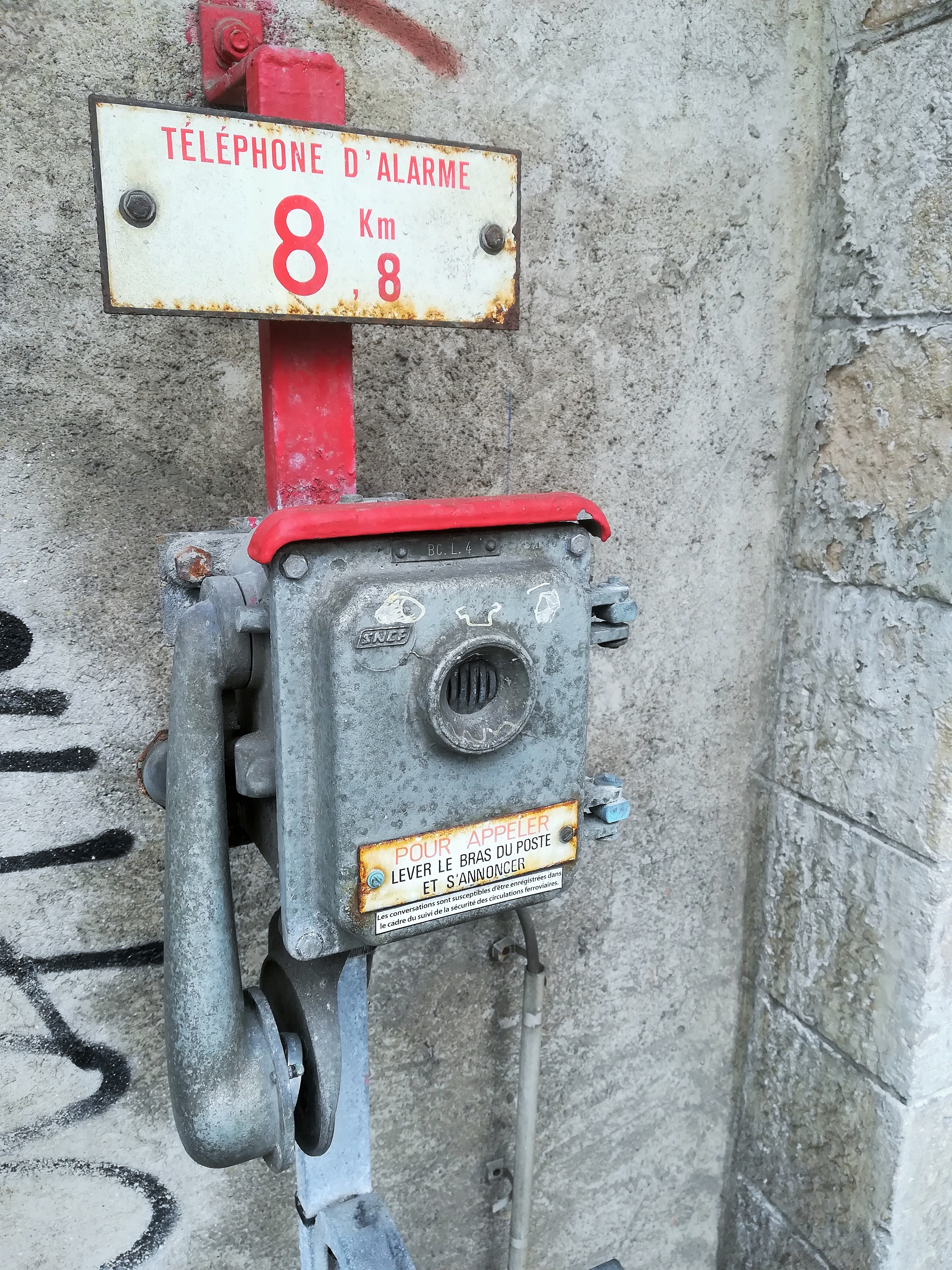
Un téléphone d'alarme à la gare de Meudon-Val-Fleury. Juillet 2018.

### Ligne
La ligne C emprunte les voies de lignes très diverses, tant par leur histoire que par leurs caractéristiques.
Au nord-ouest (branche Pontoise), elle emprunte la ligne Vallée de Montmorency - Invalides (ou VMI) de Champ de Mars - Tour Eiffel à Ermont - Eaubonne. Cette liaison ouverte en 1988 rassemble divers tronçons anciens rénovés : le raccordement de Boulainvilliers, puis la ligne d'Auteuil, la Petite Ceinture et enfin la ligne de Saint-Ouen-les-Docks ou ligne des Grésillons. Les trains poursuivent ensuite sur la ligne Saint-Denis – Pontoise, d'Ermont - Eaubonne à Pontoise, et cohabitent avec ceux de la ligne H du Transilien.
Avec le développement du tramway T3b vers l'Ouest, une correspondance est établie à la gare de la Porte de Clichy le 24 novembre 2018,.
À l'ouest, elle emprunte la ligne des Invalides à Versailles-Rive-Gauche, ouverte de 1840 à 1902, jusqu'à son terminus Versailles-Château-Rive-Gauche. À partir de Viroflay-Rive-Gauche, elle emprunte également les voies de la ligne de Paris-Montparnasse à Brest jusqu'à Saint-Quentin-en-Yvelines, où les trains cohabitent avec ceux de la ligne N.
Dans Paris, un court tronçon relie, depuis 1979, la gare des Invalides à celle du Musée d'Orsay. Ce tronçon a permis la création de la transversale rive gauche (TRG) en 1979, puis celle du RER C en 1980. Plusieurs gares du tronçon central sont dotées de quatre voies, permettant de recevoir les trains en alternat. Toutefois la gare de Saint-Michel - Notre-Dame, première gare de la ligne par son trafic (52 000 voyageurs quotidiens), constitue le point noir de la ligne, avec ses deux voies dotées de quais étroits et hauts de seulement 35 cm, en raison de la faible hauteur des voûtes
Au sud-ouest, elle emprunte, à partir de Musée d'Orsay, la ligne dite de Quai-d'Orsay à Paris-Austerlitz puis, jusqu'à Étampes, la ligne de Paris-Austerlitz à Bordeaux-Saint-Jean, et enfin un court tronçon de la ligne Étampes – Pithiviers, d'Étampes à Saint-Martin-d'Étampes. Sur la ligne de Bordeaux, les trains cohabitent avec de nombreux trains de grandes lignes et de fret. Cette ligne comporte quatre voies jusqu'à Étampes, avec deux voies contiguës de même parité, ce qui permet aux trains directs de doubler facilement les dessertes omnibus. Les circulations du RER C exploitent 75 % des capacités disponibles entre Paris et Brétigny, le reste étant constitué de trains du TER Centre-Val de Loire vers Orléans et Châteaudun, d'Aqualys et d’Intercités vers Limoges et Toulouse.
Après Choisy-le-Roi, une première branche emprunte la Grande Ceinture des Saules à Massy - Palaiseau.
À Brétigny, une seconde branche emprunte la ligne Brétigny – Tours, ouverte en 1865, en direction de Dourdan - La Forêt.
La partie centrale de la ligne est vulnérable aux crues de la Seine. Le trafic est interrompu sur la partie centrale entre Austerlitz, Javel et Avenue-Henri-Martin si le niveau de référence du fleuve dépasse 5,60 mètres, alors qu'à partir de 6 mètres les voies risquent la submersion. Ainsi en 2018, le trafic du RER C est interrompu sur le tronçon central du 23 janvier au 10 février 2018, l'eau affleurant sur les voies à cause de la remontée des nappes phréatiques, ce qui a obligé la SNCF à pomper plusieurs millions de mètres cubes d’eau et nécessité le démontage puis la réinstallation d'une centaine d'équipements électriques. Les passagers ont été redirigés notamment vers la ligne 10 du métro et les bus RATP de la ligne 63.

### Tensions d'alimentation

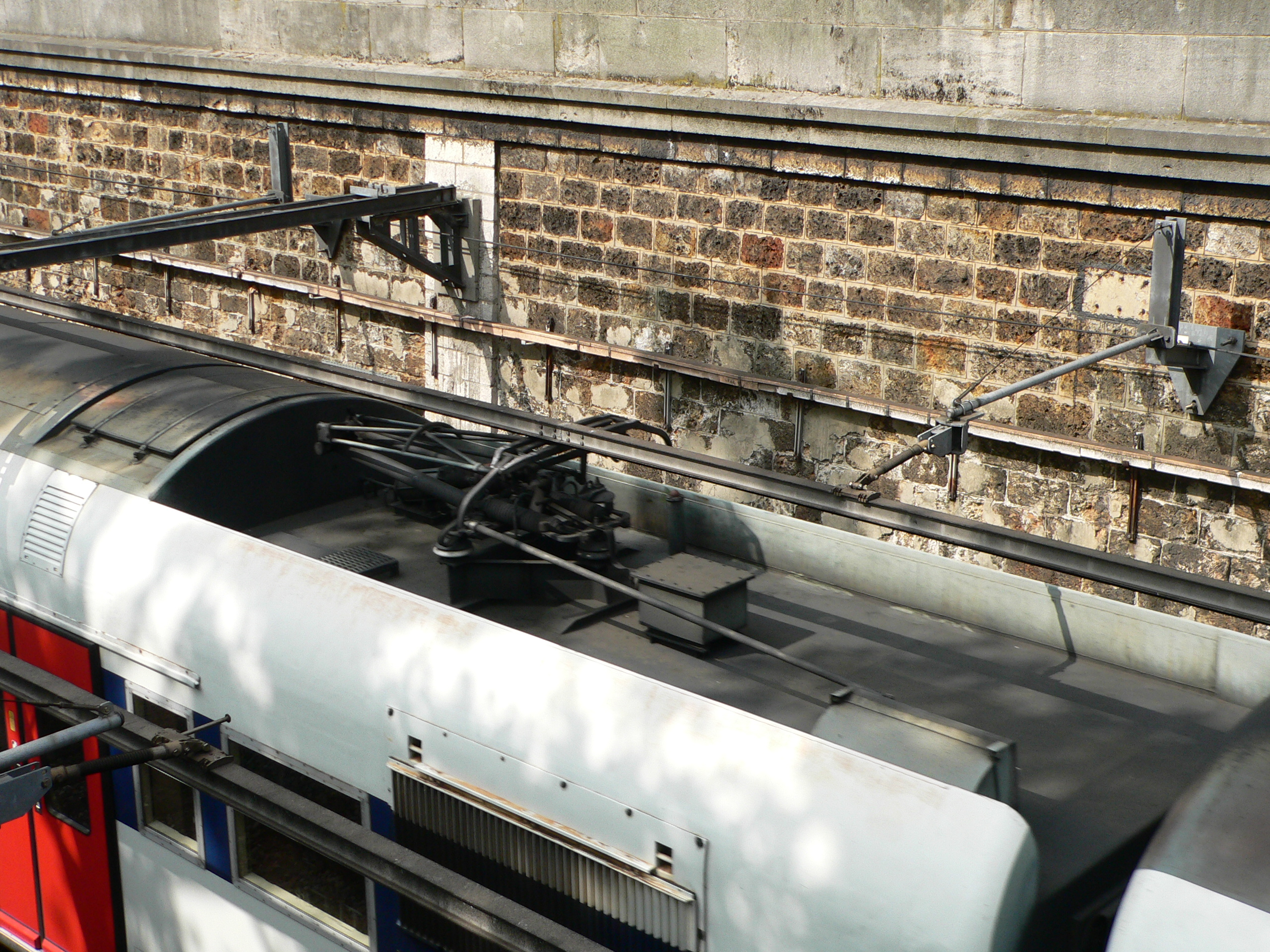
Profil aérien de contact sur le tronçon central.

La ligne est découpée en deux parties pour l'alimentation électrique, situation qui découle de l'histoire de l'électrification du réseau ferroviaire national.
À l’exception de la section entre Saint-Ouen et Pontoise, alimentée en 25 000 volts monophasé, le reste de la ligne est électrifié en 1 500 volts continu.
La présence de deux tensions différentes impose, pour la desserte du nord de la ligne, l'utilisation de matériel roulant bicourant apte aux deux systèmes d'électrification tout comme sur les autres lignes du RER, à l'exception de la ligne E électrifiée entièrement en 25 kV.
De Champ de Mars à Pont du Garigliano, la caténaire est de type souple, d'une section équivalant à 294 mm2 avec un feeder de 262 mm2. La caténaire est ensuite de type polygonal de section équivalente à 400 mm2 jusqu'à Versailles-Château-Rive-Gauche. La sous-station des Invalides, de 5 000 kVA, est complétée par une autre sous-station de 2 × 5 000 kVA à Pont du Garigliano, dotée de deux transformateurs 62/20 kV de 8 000 kVA. Le premier transformateur assure l'alimentation en courant de traction, le deuxième l'éclairage, la signalisation et les installations de sécurité. Deux autres sous-stations alimentent la ligne des Invalides, à Meudon et à Porchefontaine en complément de celle de la ligne Paris – Le Mans, avec poste de mise en parallèle à Chaville.
Le tronçon parisien de la VMI est alimenté en 1 500 V par la sous-station de Pereire, mise sous tension le 18 août 1988. La VMI au nord de la section de séparation de Saint-Ouen est alimentée en 25 kV par la sous-station de Saint-Denis - La Briche, et télécommandée par le central sous-station de Paris-Nord.
Une caténaire rigide est mise en place sur le tronçon central, le gabarit restreint de certaines sections du tunnel ne permettant pas l'installation d'une caténaire 1 500 V classique (avec deux fils de contact, un porteur auxiliaire, un porteur plus un feeder nécessaire) vu le trafic (24 trains par heure). Le profilé métallique, pour un encombrement bien moindre, offre la section conductrice nécessaire ; il présente le second avantage de s'user moins vite.
Cette expérience concluante a conduit la RATP à une expérimentation similaire sur la ligne A à La Défense. La problématique de la ligne A est toutefois différente : d'une part, le problème de gabarit ne se pose pas, étant plus généreux. Il se pose en revanche le problème de la caténaire, accompagné d'un problème de comportement dynamique à grande vitesse (100 km/h pour le RER A contre 60 km/h pour le RER C).

### Vitesses limites
De nombreuses limites de vitesse sont en vigueur sur les voies de circulation du RER C. Ces limites vont de 30 à 140 km/h. La vitesse dépend du tracé, des tunnels, gares, etc.
Les vitesses maximales peuvent être atteintes d'Ivry-sur-Seine à Juvisy (130 km/h), puis de Brétigny à Étampes (140 km/h). L'autre branche vers Dourdan est en grande partie limitée à 110 km/h pour les trains du RER. La section Nord vers Pontoise circule au maximum à 120 km/h.
La section centrale en tunnel, à Paris, est limitée de 40 à 60 km/h.

### Travaux Castor

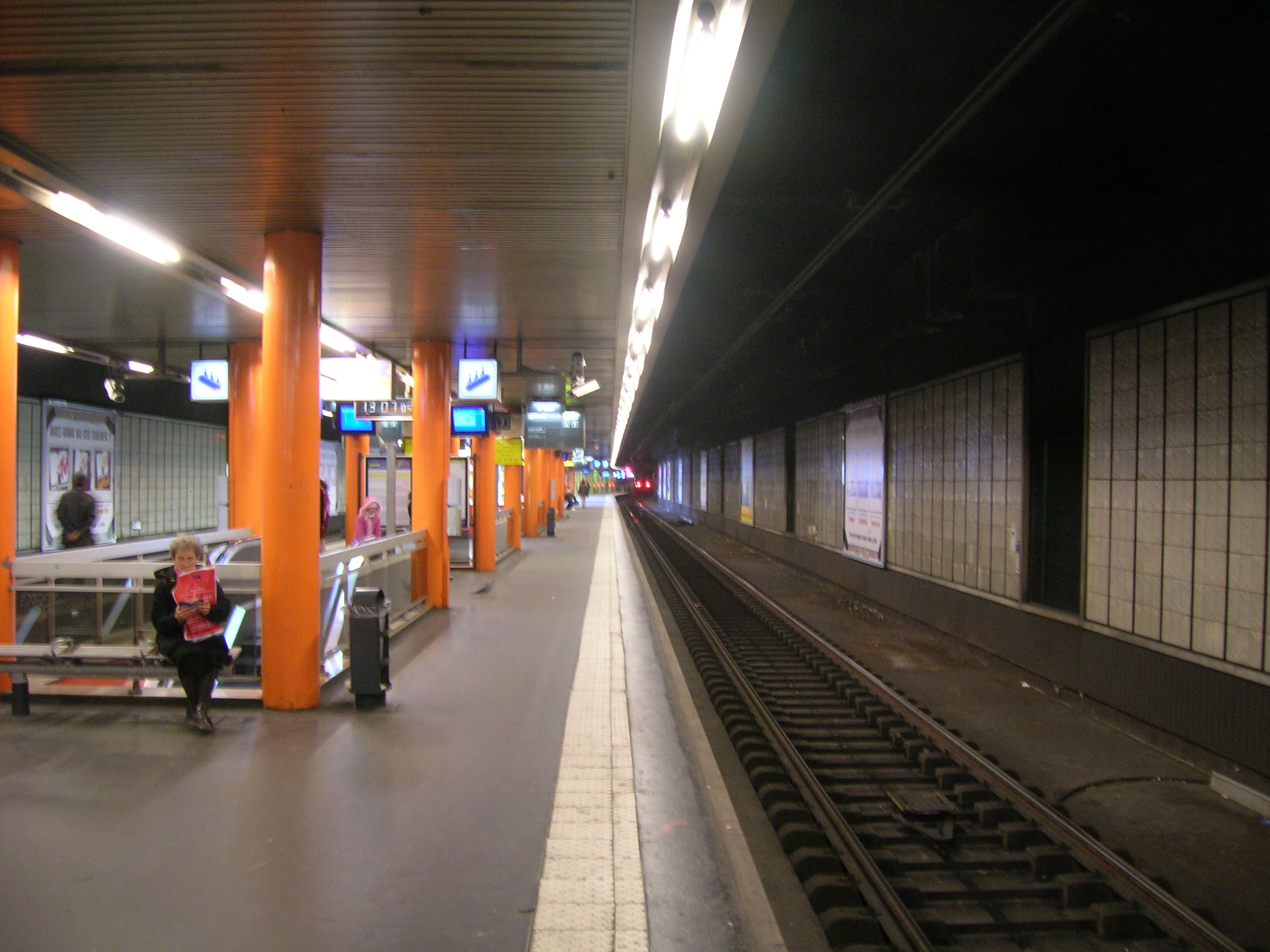
La gare des Invalides, en novembre 2006. Elle joue le rôle de terminus, durant les « Grands Travaux Castor », des trains provenant de l'ouest de la gare, à moins que le trafic ne soit, certaines années, interrompu sur une zone plus large.

Le tronçon central, long de huit kilomètres, emprunte des tunnels vieillissants qui, pour l'essentiel, ont été construits en 1899. Dans certains secteurs, la voie côtoie de près la Seine, et passe sous une chaussée aujourd'hui très fréquentée avec un faible écart entre celle-ci et la voûte des tunnels. De ce fait, une fragilisation des ouvrages s’accentuant avec le temps a été constatée.
Pour y faire face, Réseau ferré de France (RFF, devenu SNCF Réseau) a engagé en 1995 un vaste programme de rénovation des tunnels parisiens, appelé « Grands Travaux Castor » ou plus simplement « Travaux Castor », qui devait prendre fin en 2020, mais est prolongé jusqu'en 2023 au moins. L'étalement des travaux dans le temps s'explique par le fait qu'une exécution continue de ceux-ci aurait nécessité la fermeture complète de la ligne pendant au moins un an, ce qui n'était pas envisageable. En 2016 cependant, dans ses questions-réponses, la SNCF indique que les travaux de renforcement du tunnel dureront encore 20 ans, et auraient nécessité 3 ans d'interruption totale.
Financés intégralement par SNCF Réseau, ces travaux sont estimés dans leur ensemble à 250 millions d'euros, soit 15 millions d'euros par an, aux conditions économiques de 2010. En 2016, la SNCF indique avoir investi 350 millions d'euros en 20 ans dans ces travaux.
Ces travaux visent à un renforcement des fondations des ouvrages par la méthode dite du jet grouting, qui consiste à injecter du ciment sous forte pression dans le sol, avec consolidation de la voûte des tunnels à l’aide d’une coque en béton ancrée à cette voûte. Par la même occasion, des opérations de maintenance ferroviaire sont menées dans les gares.
Afin de minimiser les incidences sur la circulation ferroviaire et la gêne occasionnée aux usagers de la ligne, ces travaux souterrains nécessitent chaque été, une interruption totale du trafic ferroviaire entre Austerlitz et Invalides entre la mi-juillet et la mi-août, période de moindre affluence. À cette occasion, un service de substitution par bus connu sous le nom de Bus Castor est mis en place et permet de relier les gares concernées.
En 2015, le programme « Castor + » occasionne une interruption de trafic prolongée dans le temps, du 15 juillet au 22 août soit près de six semaines, et qui s'étend exceptionnellement entre les gares de Paris-Austerlitz et de Javel pour la branche ouest et d'Avenue du Président-Kennedy pour la branche nord. En 2016, ces travaux prennent le nom de « Travaux d'été » afin d'harmoniser l'appellation avec les autres grandes phases de travaux sur le réseau francilien ; ils se déroulent du 16 juillet au 27 août.
En 2017, ces travaux d'été ont lieu du 15 juillet au 26 août 2017 inclus entre les gares de Paris-Austerlitz et de Javel, pour la branche ouest, et d'Avenue Henri-Martin, pour la branche nord. Le Bus Castor est limité au parcours entre Invalides et Javel.
En 2018, ces mêmes travaux d'été ont lieu du 15 juillet au 25 août 2018 entre les mêmes gares. Durant ces travaux sont effectués des remplacements de rails, à titre préventif, et le désamiantage de la gare de Saint-Michel - Notre-Dame à la suite de la crue de la Seine en janvier 2018. Une navette est prévue uniquement entre Invalides et Javel. La même navette est prévue en 2019.
En 2020, la ligne est de nouveau interrompue entre ces mêmes gares du 15 juillet au 22 août 2020. Compte tenu de l’ampleur des travaux, la SNCF annonce la réouverture de la gare de Saint-Michel - Notre-Dame le  29 août 2020. Aucun bus Castor n’est prévu cette année pendant cette période ; cependant, la RATP renforce la fréquence des rames de la ligne 10 du métro et celle des bus des lignes régulières 30 et 63.
En 2021, les travaux sont planifiés du 15 juillet au 21 août 2021.

## Liste des gares
La ligne C dessert au total 75 gares dont 16 dans Paris.
|  |   |   |   |  |   |  | Gare                                                 | Zone | Communes                                       | Correspondances                                                         |
|  | - | - | - |  | - |  | ---------------------------------------------------- | ---- | ---------------------------------------------- | ----------------------------------------------------------------------- |
|  |   |   |   |  | ■ |  | Pontoise                                             | 5    | Pontoise                                       | Transilien · Ligne H du Transilien · Ligne J du Transilien              |
|  |   |   |   |  | • |  | Saint-Ouen-l'Aumône                                  | 5    | Saint-Ouen-l'Aumône                            | Transilien · Ligne H du Transilien                                      |
|  |   |   |   |  | • |  | Saint-Ouen-l'Aumône-Liesse                           | 5    | Saint-Ouen-l'Aumône                            | Transilien · Ligne H du Transilien                                      |
|  |   |   |   |  | • |  | Pierrelaye                                           | 5    | Pierrelaye                                     | Transilien · Ligne H du Transilien                                      |
|  |   |   |   |  | • |  | Montigny – Beauchamp                                 | 4    | Pierrelaye, Montigny-lès-Cormeilles, Beauchamp | Transilien · Ligne H du Transilien                                      |
|  |   |   |   |  | • |  | Franconville – Le Plessis-Bouchard                   | 4    | Franconville                                   | Transilien · Ligne H du Transilien                                      |
|  |   |   |   |  | • |  | Cernay                                               | 4    | Ermont                                         | Transilien · Ligne H du Transilien                                      |
|  |   |   |   |  | • |  | Ermont – Eaubonne                                    | 4    | Ermont, Eaubonne                               | Transilien · Ligne H du Transilien · Ligne J du Transilien              |
|  |   |   |   |  | • |  | Saint-Gratien                                        | 4    | Saint-Gratien                                  |                                                                         |
|  |   |   |   |  | • |  | Épinay-sur-Seine                                     | 3    | Épinay-sur-Seine                               | (T) · (8) · (11)                                                        |
|  |   |   |   |  | • |  | Gennevilliers                                        | 3    | Gennevilliers                                  | (T) · (1)                                                               |
|  |   |   |   |  | • |  | Les Grésillons                                       | 3    | Gennevilliers                                  |                                                                         |
|  |   |   |   |  | • |  | Saint-Ouen                                           | 2    | Saint-Ouen-sur-Seine                           | (M) · (14)                                                              |
|  |   |   |   |  | • |  | Porte de Clichy Tribunal de Paris                    | 1    | Paris 17e                                      | (M) · (13) · (14) · (T) · (3b)                                          |
|  |   |   |   |  | • |  | Pereire – Levallois                                  | 1    | Paris 17e                                      | (Pereire)                                                               |
|  |   |   |   |  | • |  | Neuilly – Porte Maillot Palais des Congrès           | 1    | Paris 17e                                      | (Porte Maillot)                                                         |
|  |   |   |   |  | • |  | Avenue Foch                                          | 1    | Paris 16e                                      | (Porte Dauphine, par la voie publique)                                  |
|  |   |   |   |  | • |  | Avenue Henri-Martin                                  | 1    | Paris 16e                                      | (Rue de la Pompe, par la voie publique)                                 |
|  |   |   |   |  | • |  | Boulainvilliers                                      | 1    | Paris 16e                                      | (La Muette)                                                             |
|  |   |   |   |  | • |  | Avenue du Président-Kennedy Maison de Radio France   | 1    | Paris 16e                                      |                                                                         |
|  | ■ |   |   |  |   |  | Saint-Quentin-en-Yvelines Montigny-le-Bretonneux     | 5    | Montigny-le-Bretonneux                         | TER Centre-Val de Loire                                                 |
|  | • |   |   |  |   |  | Saint-Cyr                                            | 5    | Saint-Cyr-l'École, Versailles                  | Transilien · Ligne N du Transilien · Ligne U du Transilien · (T) · (13) |
|  | • |   |   |  |   |  | Versailles-Chantiers                                 | 4    | Versailles                                     | Grandes lignes                                                          |
|  |   |   | ■ |  |   |  | Versailles-Château-Rive-Gauche                       | 4    | Versailles                                     |                                                                         |
|  |   |   | • |  |   |  | Porchefontaine                                       | 4    | Versailles                                     |                                                                         |
|  |   | • |   |  |   |  | Viroflay-Rive-Gauche                                 | 3    | Viroflay                                       | Transilien · Ligne N du Transilien · (T) · (6)                          |
|  |   | • |   |  |   |  | Chaville – Vélizy                                    | 3    | Viroflay                                       |                                                                         |
|  |   | • |   |  |   |  | Meudon-Val-Fleury                                    | 3    | Meudon                                         |                                                                         |
|  |   | • |   |  |   |  | Issy                                                 | 2    | Issy-les-Moulineaux                            |                                                                         |
|  |   | • |   |  |   |  | Issy-Val de Seine                                    | 2    | Issy-les-Moulineaux                            | (T) · (2)                                                               |
|  |   | • |   |  |   |  | Pont du Garigliano Hôpital européen Georges-Pompidou | 1    | Paris 15e                                      | (T) · (3a)                                                              |
|  |   | • |   |  |   |  | Javel                                                | 1    | Paris 15e                                      | (Javel – André Citroën, par la voie publique)                           |
|  |   |   |   |  | • |  | Champ de Mars – Tour Eiffel                          | 1    | Paris 7e/15e                                   | (Bir-Hakeim)                                                            |
|  |   |   |   |  | • |  | Pont de l'Alma Musée du Quai Branly – Jacques-Chirac | 1    | Paris 7e                                       | (Alma – Marceau, par la voie publique)                                  |
|  |   |   |   |  | • |  | Invalides                                            | 1    | Paris 7e                                       | (M) · (8) · (13)                                                        |
|  |   |   |   |  | • |  | Musée d'Orsay Valéry Giscard d'Estaing               | 1    | Paris 7e                                       | (Solférino, par la voie publique)                                       |
|  |   |   |   |  | • |  | Saint-Michel – Notre-Dame                            | 1    | Paris 4e/5e/6e                                 | (Saint-Michel) (Cluny – La Sorbonne)                                    |
|  |   |   |   |  | • |  | Paris-Austerlitz                                     | 1    | Paris 13e                                      | Grandes lignes                                                          |
|  |   |   |   |  | • |  | Bibliothèque François-Mitterrand                     | 1    | Paris 13e                                      | (Avenue de France, par la voie publique)                                |
|  |   |   |   |  | • |  | Ivry-sur-Seine                                       | 2    | Ivry-sur-Seine                                 | (Mairie d'Ivry, par la voie publique)                                   |
|  |   |   |   |  | • |  | Vitry-sur-Seine                                      | 3    | Vitry-sur-Seine                                |                                                                         |
|  |   |   |   |  | • |  | Les Ardoines                                         | 3    | Vitry-sur-Seine                                |                                                                         |
|  |   |   |   |  | • |  | Choisy-le-Roi                                        | 3    | Choisy-le-Roi                                  | (Rouget de Lisle, par la voie publique) Tvm 393                         |
|  |   |   | • |  |   |  | Les Saules                                           | 4    | Orly                                           | (T) · (9)                                                               |
|  |   |   | • |  |   |  | Orly-Ville                                           | 4    | Orly                                           |                                                                         |
|  |   |   | • |  |   |  | Pont de Rungis – Aéroport d'Orly                     | 4    | Thiais                                         | (Thiais - Orly) Ouigo Train Classique                                   |
|  |   |   | • |  |   |  | Rungis – La Fraternelle                              | 4    | Rungis, Wissous                                | (T) · (7)                                                               |
|  |   |   | • |  |   |  | Chemin d'Antony                                      | 4    | Antony                                         |                                                                         |
|  |   |   | • |  |   |  | Massy – Verrières                                    | 4    | Massy                                          | (RER) · (B)                                                             |
|  |   |   | ■ |  |   |  | Massy – Palaiseau                                    | 4    | Massy                                          | Grandes lignes (dont Massy TGV)                                         |
|  |   |   |   |  | • |  | Villeneuve-le-Roi                                    | 4    | Villeneuve-le-Roi                              |                                                                         |
|  |   |   |   |  | • |  | Ablon                                                | 4    | Ablon-sur-Seine                                |                                                                         |
|  |   |   |   |  | • |  | Athis-Mons                                           | 4    | Athis-Mons                                     |                                                                         |
|  |   |   |   |  | • |  | Juvisy                                               | 4    | Juvisy-sur-Orge                                | Ouigo Train Classique                                                   |
|  |   |   |   |  | • |  | Savigny-sur-Orge                                     | 4    | Savigny-sur-Orge                               |                                                                         |
|  |   |   |   |  | • |  | Épinay-sur-Orge                                      | 4    | Épinay-sur-Orge                                | (T) · (12)                                                              |
|  |   |   |   |  | • |  | Sainte-Geneviève-des-Bois                            | 5    | Sainte-Geneviève-des-Bois                      |                                                                         |
|  |   |   |   |  | • |  | Saint-Michel-sur-Orge                                | 5    | Saint-Michel-sur-Orge                          |                                                                         |
|  |   |   |   |  | • |  | Brétigny                                             | 5    | Brétigny-sur-Orge                              |                                                                         |
|  |   |   | • |  |   |  | La Norville – Saint-Germain-lès-Arpajon              | 5    | La Norville                                    |                                                                         |
|  |   |   | • |  |   |  | Arpajon                                              | 5    | Arpajon                                        |                                                                         |
|  |   |   | • |  |   |  | Égly                                                 | 5    | Égly                                           |                                                                         |
|  |   |   | • |  |   |  | Breuillet – Bruyères-le-Châtel                       | 5    | Breuillet                                      |                                                                         |
|  |   |   | • |  |   |  | Breuillet-Village                                    | 5    | Breuillet                                      |                                                                         |
|  |   |   | • |  |   |  | Saint-Chéron                                         | 5    | Saint-Chéron                                   |                                                                         |
|  |   |   | • |  |   |  | Sermaise                                             | 5    | Sermaise                                       |                                                                         |
|  |   |   | • |  |   |  | Dourdan                                              | 5    | Dourdan                                        | TER Centre-Val de Loire                                                 |
|  |   |   | ■ |  |   |  | Dourdan - La Forêt                                   | 5    | Dourdan                                        |                                                                         |
|  |   |   |   |  | • |  | Marolles-en-Hurepoix                                 | 5    | Marolles-en-Hurepoix                           |                                                                         |
|  |   |   |   |  | • |  | Bouray                                               | 5    | Lardy                                          |                                                                         |
|  |   |   |   |  | • |  | Lardy                                                | 5    | Lardy                                          |                                                                         |
|  |   |   |   |  | • |  | Chamarande                                           | 5    | Chamarande                                     |                                                                         |
|  |   |   |   |  | • |  | Étréchy                                              | 5    | Étréchy                                        |                                                                         |
|  |   |   |   |  | • |  | Étampes                                              | 5    | Étampes                                        | TER Centre-Val de Loire                                                 |
|  |   |   |   |  | ■ |  | Saint-Martin-d'Étampes                               | 5    | Étampes                                        |                                                                         |

(Les gares en gras servent de départ ou de terminus à certaines missions.)

### Intermodalité
Le RER C est la ligne de RER qui présente le plus grand nombre de possibilités d'intermodalité : elle est en correspondance avec la quasi-totalité des lignes de métro (sauf la ligne 11 et les bis), les lignes B, D et E du RER et la quasi-totalité des lignes du tramway (sauf le T4, le T5 et le T10) ainsi que, à Choisy-le-Roi, les bus à haut niveau de service 393 et Tvm. Elle permet également de joindre des gares où s'arrêtent des trains régionaux, grandes lignes et des TGV (ainsi que des Ouigo).
Depuis l'entrée en vigueur de la nouvelle tarification 1er janvier 2025, les correspondances métro en surface ne sont plus comptabilisées comme telles avec les cartes Navigo Easy ou Liberté+ : les utiliser implique le décompte de deux tickets occasionnels et non un seul.

## Exploitation

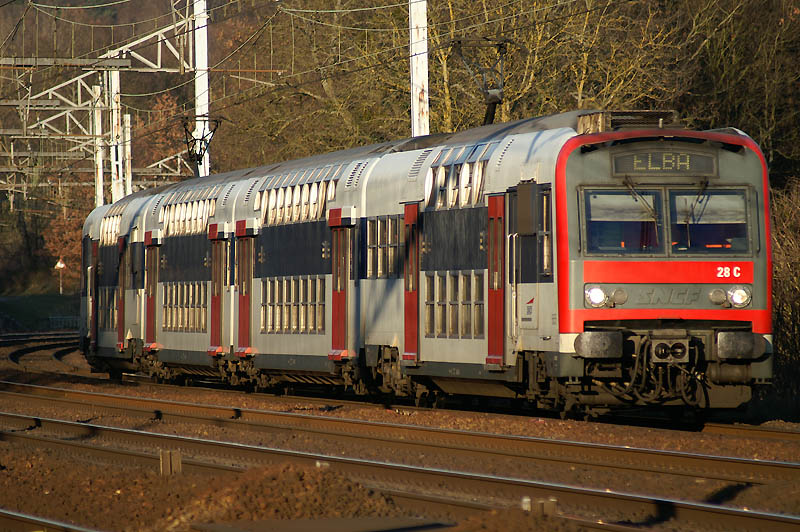
Une rame Z 5600 vers Lardy, en février 2005.

La ligne C est une ligne entièrement exploitée par la SNCF, qui fonctionne de 3 h 38 à 1 h 48 du matin, à l'aide d'un parc de matériel roulant homogène, constitué de rames Z 2N, dont le fonctionnement est fiable[réf. nécessaire], réparti cependant en quatre séries d'âge différent : plus d'une trentaine de Z 5600, et une quarantaine de Z 8800, Z 20500 et Z 20900. Cette homogénéité du parc apporte une relative souplesse à son exploitation, contrairement aux lignes RER A ou D, en dépit de ses défauts structurels. En effet, la ligne est composée d'un nombre de branches si important que son exploitation se révèle très délicate.
Exceptionnellement, le service peut devenir continu, c'est-à-dire effectué 24 h sur 24, à l'occasion d'événements importants comme la Fête de la musique et la nuit du Nouvel An. À cette occasion, le service spécial nocturne est assuré au départ de Neuilly - Porte Maillot pour Pont de Rungis à raison d'un train par heure, au départ de Champ de Mars pour Saint-Martin-d'Étampes à raison de deux trains et pour Dourdan à raison de trois trains durant ces nuits. Il est également assuré au départ de la gare d'Austerlitz pour Ermont - Eaubonne à raison d'un train par heure, et pour Saint-Quentin-en-Yvelines à raison de deux trains durant ces nuits. Tous les trains du service desservent alors toutes les gares du parcours.

### Noms des missions

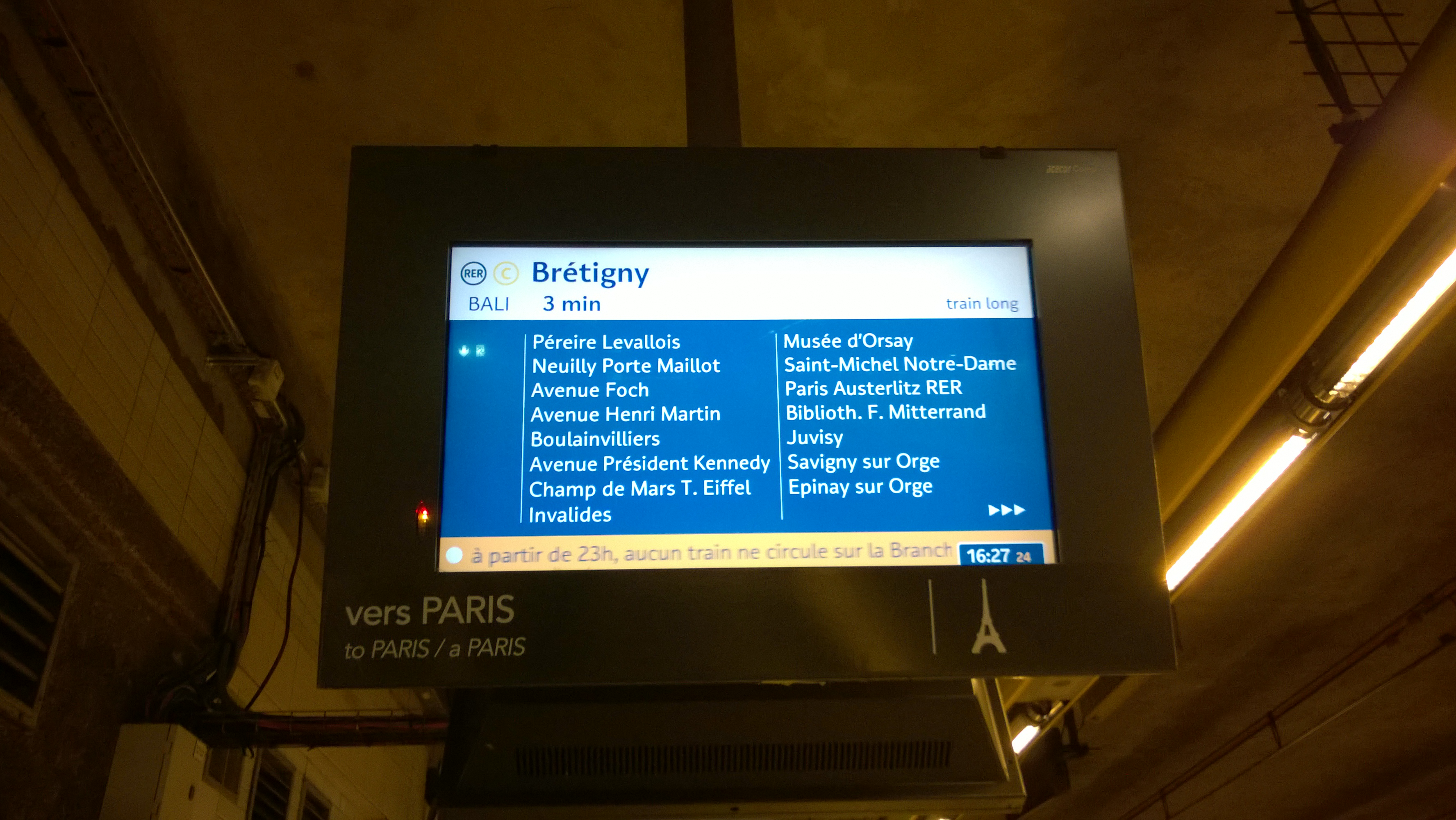
Écran LCD d'affichage Infogare en gare de la Porte de Clichy, en janvier 2018. Il annonce ici l'arrivée prochaine d'un train assurant une mission BALI (en direction de Brétigny).

La ligne C du RER est la première ligne du réseau ferré francilien à disposer de codes missions, concept instauré en 1979, sur une idée de Roger Tallon, quand la ligne était encore nommée Transversale Rive-Gauche. Ces codes ont d'abord été affichés sur les rames Z 5300, premières rames à disposer d'indicateurs frontaux destinés à recevoir cette information. Ce concept est généralisé par la suite sur les automotrices Z 2N (en commençant par les rames Z 5600), puis sur toutes les rames et lignes en Île-de-France.
Les codes mission de la ligne C du RER sont composés de quatre lettres. Au départ il s'agissait de combiner signification des lettres et prononciation évoquant des prénoms féminins, puis masculins, puis n'importe quel mot faisant sens, au mépris de la signification des lettres, en particulier depuis fin 2022.

#### Première lettre: destination
La première lettre du nom du train (appelé « mission ») correspond à la gare d'arrivée :
- A : Paris-Austerlitz (inutilisé en 2023, remplacé par "Z"[8]) ;
- B : Brétigny ;
- C : Versailles-Chantiers, affecté à la navette Versailles-Chantiers – Massy - Palaiseau (désormais la ligne V du Transilien) depuis décembre 2023 ;
- D : Dourdan ou Dourdan - La Forêt ;
- E : Saint-Martin-d'Étampes ou parfois Étampes ;
- F : Bibliothèque François-Mitterrand (précédemment Pereire - Levallois lors de la navette[8], jusqu'à 1996) ;
- G : Montigny - Beauchamp, anciennement Argenteuil[8] (avant la rentrée 2006) ;
- H : Avenue Henri-Martin[94] ;
- I : Ermont - Eaubonne ;
- J : Juvisy ;
- K : Chaville - Vélizy ;
- L : Invalides ;
- M : Massy - Palaiseau ;
- N : Pontoise, anciennement Montigny - Beauchamp[8] (avant la rentrée 2000) ;
- O : Musée d'Orsay ;
- P : Pont du Garigliano ;
- Q : Les Grésillons ;
- R : Pont de Rungis - Aéroport d'Orly ;
- S : Saint-Quentin-en-Yvelines ;
- T : Javel[94] (autrefois Ermont - Eaubonne[8]) ;
- U : Pereire - Levallois ;
- V : Versailles-Château-Rive-Gauche ;
- W : Les Saules ;
- X : Choisy-le-Roi ;
- Y : Orly-Ville. Anciennement, train long dont l'avant à destination de Dourdan se sépare de l'arrière à destination de Saint-Martin-d'Étampes en gare de Brétigny (YETI, YACK, YVES, YVAN et YVON), a disparu dans les années 2000[8] ;
- Z : Paris-Austerlitz[94], autrefois Pont-Cardinet lors de la navette (jusqu'à 1996)[8].

#### Deuxième, troisième et quatrième lettres: desserte et/ou prononçabilité
Au service annuel 2024, pour les nouveaux codes missions BOBA, JUJU, KOBE, LULU, NAJA, NICO, SICA, SIRI, SORO, VACK, les trois dernières lettres ne servent plus qu'à rendre le code mission prononçable (évoquant de préférence des mots français existants), conformément à une décision prise pour le service 2022. Ainsi, la lettre 'O' en deuxième position ne dénote plus la desserte de toutes les gares pour les missions KOBE et BOBA (semi-directes créées en décembre 2023) par exemple.
À noter que pour les codes créés avant le service annuel 2022 :
- la deuxième lettre fait toujours référence à la desserte du train :
  - A et E : direct entre Bibliothèque François-Mitterrand et Juvisy, pour des missions poursuivant au-delà de Juvisy 'E' dénotait généralement un train également direct entre Juvisy et Brétigny (sauf DEBA) tandis que 'A' dénotait un train desservant toutes les gares entre Juvisy et Brétigny ;
  - I : direct entre Bibliothèque François-Mitterrand et Choisy-le-Roi et omnibus entre Choisy et Juvisy[96] ;
  - L et V : Autrefois, bien avant 2000, semi-directs entre Paris-Austerlitz et Brétigny (avec desserte de Juvisy). 'L' était alors l'équivalent "consonne" de 'E'[97]. Quant aux différences entre 'L' et 'V', elles concernaient une autre partie du parcours[97] ;
  - O : omnibus sur tout le parcours ;
  - U : semi-direct entre Paris et Brétigny avec arrêts à Juvisy[97] et Choisy[96] (à partir de 1993, ce qui permettrait alors de déduire qu'il aurait été l'équivalent "voyelle" de 'V') ;
- les deux dernières lettres précisent toujours la desserte pour les trains à destination :
  - d'Étampes : ELBA désigne la mission normale sans arrêt entre Bibliothèque François-Mitterrand et Juvisy et omnibus au-delà, ELAO désigne la mission de pointe de soirée semi-directe entre Bibliothèque François-Mitterrand et Brétigny avec arrêt à Juvisy ;
  - de Dourdan - La Forêt : codes missions ayant comme 4e lettre un « O » (DEBO). Ceci permet de les distinguer des missions ayant pour terminus Dourdan, ces deux terminus ayant la même première lettre code « D » ;
  - Y final : train de pointe avec une desserte plus omnibus qu'habituellement entre Paris et Choisy (incluse, exemples : CITY, DUFY)[8].

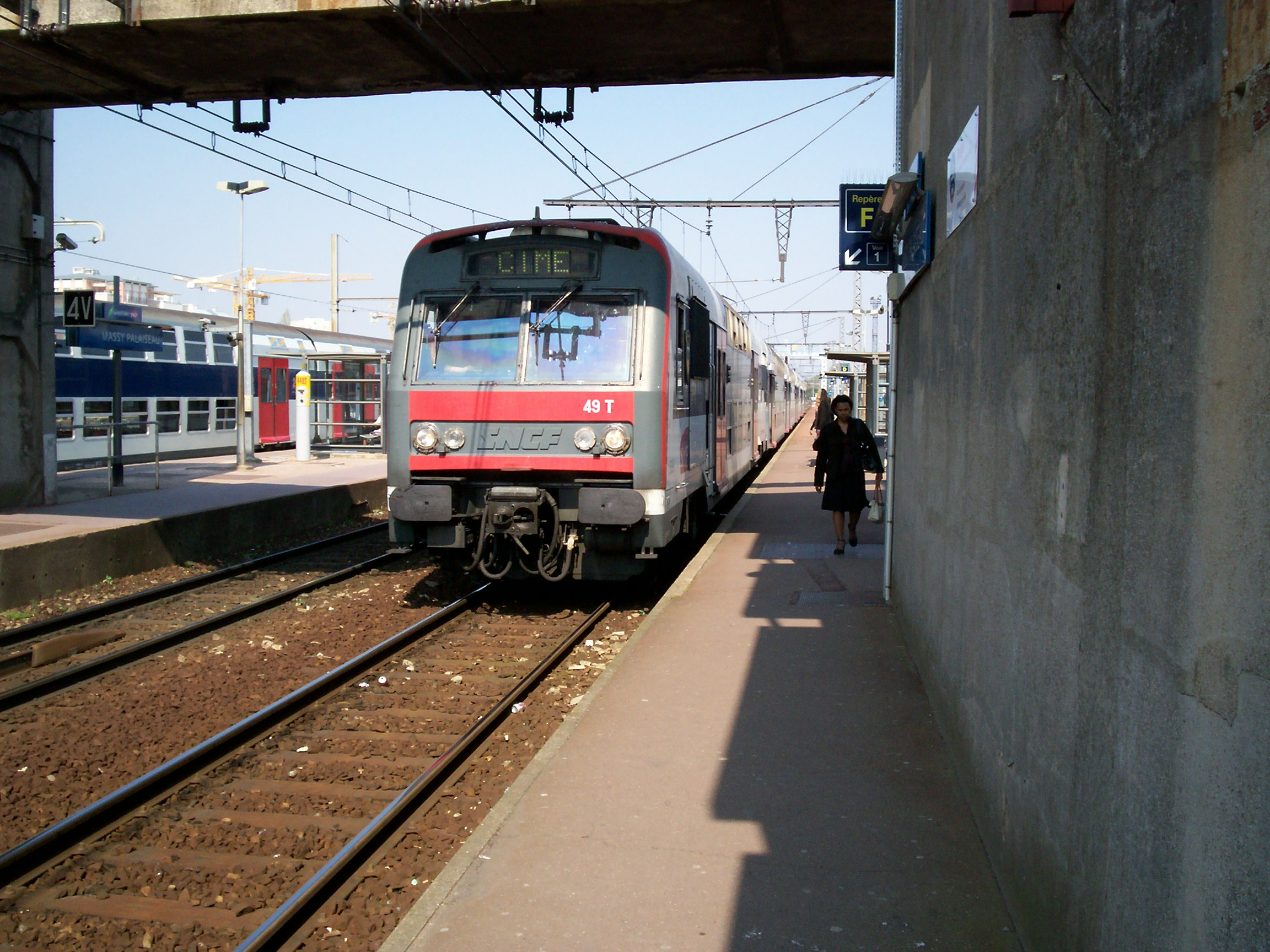
Une rame Z 5600 en gare de Massy - Palaiseau, en avril 2007.

| Destinations | Codes Missions (circulations régulières seulement) |
| --- | -------------------------------------------------- |
| Brétigny | BALI, BOBA                                         |
| Dourdan | DEBA, DELI                                         |
| Dourdan - La Forêt | DEBO                                               |
| Saint-Martin-d'Étampes | ELAO, ELBA                                         |
| Bibliothèque François-Mitterrand | FOOT                                               |
| Montigny - Beauchamp | GOTA                                               |
| Juvisy | JILL, JUJU                                         |
| Chaville - Vélizy | KOBE, KNAK                                         |
| Invalides | LARA, LULU, LOLA                                   |
| Massy - Palaiseau | MONA                                               |
| Pontoise | NAJA, NARA, NICO, NORA                             |
| Musée d'Orsay | ORET                                               |
| Pont de Rungis - Aéroport d'Orly | ROMI                                               |
| Saint-Quentin-en-Yvelines | SARA, SICA, SIRI, SLOM, SORO                       |
| Versailles-Château-Rive-Gauche | VACK, VETO                                         |
| Paris-Austerlitz | ZANI, ZARA, ZORA                                   |
| Les inscriptions en italique sont concernées par la coupure du week-end entre Invalides et Musée d'Orsay, depuis le service annuel 2019,. |                                                    |

### Plan de transport de la ligne

#### Principes de la desserte
La ligne C est l'unique ligne de RER à utiliser plus d'une voie par sens pour son exploitation, en particulier entre Paris et Brétigny où les trains les plus directs sont aiguillés sur voies centrales et dépassent les trains omnibus. Du fait de l'asymétrie de trafic entre la branche sud d'une part et les branches ouest et nord d'autre part, et des capacités de retournement limitées en ligne, le fonctionnement de la ligne C repose sur l'association d'une desserte au sud avec un terminus au nord, à l'ouest ou sur le tronçon central de la ligne permettant le retournement vers le sud.

##### Répartition des arrêts
Depuis 2007, la totalité des missions sont omnibus dans Paris intra-muros et sur les branches ouest et nord.
Au sud de la gare d'Austerlitz, le plan de transport hérite de celui de la banlieue sud-ouest mis en place dans les années 1960 et 1970, utilisant les quatre voies entre Paris et Brétigny et avec une segmentation autour de quatre gares principales : Paris-Austerlitz et Bibliothèque François-Mitterrand, Choisy-le-Roi (bifurcation vers Pont de Rungis - Aéroport d'Orly), Juvisy (correspondance RER D) et Brétigny (embranchement vers Dourdan et Saint-Martin-d'Étampes).
Depuis le 10 décembre 2023, deux gares, Les Ardoines et Épinay-sur-Orge, ont vu leur desserte accrue, l'une en vue de la correspondance avec la ligne 15, l'autre pour renforcer la correspondance avec le T12.
| Zone | Terminus               | Tronçons sans arrêt                                               | Fréquence             | Période            | Commentaires et historique |
| ---- | ---------------------- | ----------------------------------------------------------------- | --------------------- | ------------------ | --- |
| Z1   | Pont de Rungis         | Omnibus                                                           | 2/h                   | Permanent          | Mission cadencée constamment sur toute la journée, en alternance avec la zone 5. |
| Z2   | Juvisy                 | Bibliothèque François-Mitterrand – Les Ardoines ou Choisy-le-Roi. | 4/h                   | Permanent          | Jusqu'au 3 décembre 2023, étaient prolongés pour moitié (heure creuse) ou en totalité (heure de pointe) jusqu'à Versailles-Chantiers via Massy - Palaiseau et la ligne de Grande ceinture, ce qui correspondait à la zone Z6 disparue depuis (ou plutôt récupérée par la ligne V). Jusqu'au 9 décembre 2023 sans arrêt entre Bibliothèque François-Mitterrand et Choisy-le-Roi, sauf en pointe où un arrêt à Vitry-sur-Seine était assuré depuis décembre 2013. Depuis le 10 décembre 2023, arrêt aux Ardoines sauf en milieu de pointe le matin (missions SICA) et pendant toute la pointe du soir (missions JILL). |
| Z3   | Brétigny               | Choisy-le-Roi – Juvisy                                            | 4/h                   | Pointe             | Jusqu'au 8 décembre 2023, sans arrêt entre Bibliothèque François-Mitterrand et Juvisy y compris aux heures de pointe. Depuis le 11 décembre 2023 : arrêts à Ivry-sur-Seine et Vitry-sur-Seine ajoutés aux heures de pointe, et arrêt aux Ardoines récupéré de la Z2. |
| Z4   | Saint-Martin-d'Étampes | Bibliothèque François-Mitterrand – Juvisy                         | 2/h creuse 4/h pointe | Renforcé en pointe | Mission cadencée en alternance avec la zone 8 en heure creuse. Sans arrêt entre Juvisy et Brétigny pendant les heures de pointe (à l'exception de trois trains ELBA en fin de pointe de soirée). |
| Z5   | Massy - Palaiseau      | Omnibus                                                           | 2/h                   | Permanent          | Mission cadencée constamment sur toute la journée, en alternance avec la zone 1. |
| Z7   | Brétigny               | Bibliothèque François-Mitterrand – Juvisy                         | 4/h                   | Milieu de pointe   | Supprimée à la suite de l'incendie du poste d'aiguillage des Ardoines en 2014. Partiellement rétablie en 2021 avec trois trains terminus en gare d'Austerlitz surface en pointe du matin. Depuis le 11 décembre 2023, quatre trains le matin (codés NARA) et quatre trains le soir (codés BALI). |
| Z8   | Dourdan                | Bibliothèque François-Mitterrand – Juvisy                         | 2/h creuse 4/h pointe | Renforcé en pointe | Mission cadencée en alternance avec la zone 4 en heure creuse. Directe entre Juvisy et Brétigny aux heures de pointe. Arrêts à Épinay-sur-Orge et Savigny-sur-Orge assurés depuis le 11 décembre 2023 en pointe du matin. Arrêt à Choisy-le-Roi assuré jusqu'au 8 décembre 2023. Arrêt à Ivry-sur-Seine assuré de décembre 2013 au 8 décembre 2023. |

##### Retournement des RER C
Le retournement des trains peut utiliser toutes les voies dans les gares en impasse mais seulement des voies dédiées dans les gares traversantes. Seules la gare des Invalides et la gare de l'avenue Henri-Martin offrent des capacités de retournement en direction de l'ouest et du nord, mais au prix de conflits avec la circulation traversante (cisaillements) qui ne les rendent exploitables qu'en situation perturbée ou par faible trafic traversant.
| Code | Terminus                       | Voies disponibles | Voies disponibles | Fréquence (t/h) | Fréquence (t/h) | Contraintes | Commentaires et historique |
| Code | Terminus                       | Voies dédiées     | Autres voies      | Heure creuse    | Heure de pointe | Contraintes | Commentaires et historique |
| ---- | ------------------------------ | ----------------- | ----------------- | --------------- | --------------- | --- | --- |
| V    | Versailles-Château-Rive-Gauche | 5                 | 0                 | 4               | 4               | Passage par le nœud ferroviaire de Viroflay / Porchefontaine partagé avec les lignes N, U et les trains origine/terminus gare Montparnasse (sauf grande vitesse).                                                 | Gare terminus de la ligne des Invalides dédiée à la ligne C.                                                                                       |
| S    | Saint-Quentin-en-Yvelines      | 2                 | 4                 | 2               | 4               | Passage par le nœud ferroviaire de Viroflay / Porchefontaine partagé avec les lignes N, U et les trains origine/terminus gare Montparnasse (sauf grande vitesse).                                                 | Terminus entre les voies des lignes N et U traversant la gare                                                                                      |
| N    | Pontoise                       | 3                 | 7                 | 2               | 4               | Voies partagées avec la ligne H. | Reliées au reste de la ligne par la VMI entre Ermont - Eaubonne et Champ de Mars - Tour Eiffel.                                                    |
| G    | Montigny - Beauchamp           | 1                 | 2                 | 2               | 4               | Voies partagées avec la ligne H. | Reliées au reste de la ligne par la VMI entre Ermont - Eaubonne et Champ de Mars - Tour Eiffel.                                                    |
| K    | Chaville - Vélizy              | 2                 | 2                 | 0               | 4               | Plus lointain retournement disponible à l'ouest de Paris sans conflit avec d'autres circulations sur la branche ouest.                                                                                            | Plus lointain retournement disponible à l'ouest de Paris sans conflit avec d'autres circulations sur la branche ouest.                             |
| L    | Invalides                      | 2                 | 2                 | 2               | 0 à 4           | Les deux voies à quai par sens contribuent à fluidifier le trafic traversant aux heures de pointe. Un tiroir hors quai à Champ de Mars - Tour Eiffel permet également de retourner des trains terminus Invalides. | Week-end : 6 trains par heure retournés en direction de l'ouest et du nord.                                                                        |
| O    | Musée d'Orsay                  | 1                 | 3                 | 4 (WE)          | 0               | Les deux voies à quai par sens contribuent à fluidifier le trafic traversant aux heures de pointe. Un tiroir hors quai à Champ de Mars - Tour Eiffel permet également de retourner des trains terminus Invalides. | Terminus de 4 trains par heure vers le sud depuis fin 2018 hors jours ouvrés.                                                                      |
| P    | Pont du Garigliano             | 1 (tiroir)        | 2                 | 0               | 0               | Aucune, mais rarement utilisé. | 4 trains retournés par heure en pointe jusqu'en 2014.                                                                                              |
| Z    | Gare d'Austerlitz              | 0                 | 20                | 0               | 4               | 5 voies à quai déferrées en attente de restitution. Avant-gare peu performante objet d'une opération de modernisation en cours.                                                                                   | Terminus des missions de renfort. Utilisation plus importante en cas de situation perturbée ou de fermeture du tunnel central (ex. travaux CASTOR) |
| H    | Avenue Henri-Martin            | 0                 | 3                 | 0               | 0               | Conflit avec la circulation traversante, communication supplémentaire prévue pour 2030. | Retournement de trains en cas de situation perturbée.                                                                                              |

#### Offre de transport aux heures de pointe
Le couplage entre desserte terminus a régulièrement varié depuis le début de la ligne C, tandis que le principe de desserte a vu l'ajout de trois arrêts supplémentaires en petite couronne (Choisy-le-Roi, puis Ivry-sur-Seine et Vitry-sur-Seine) en réaction à la densification autour de ces gares ou à l'ouverture d'une ligne de transport en commun en site propre. Le service annuel 2024, applicable depuis le 10 décembre 2023, a vue la desserte totalement repensée, notamment aux heures de pointe, à l'occasion de la mise en service du T12 et du renforcement de la desserte de la gare des Ardoines en vue de l'ouverture de la ligne 15.

##### Du sud vers le nord et l'ouest

###### Heure de pointe du matin
Au service annuel 2024, l'heure de pointe du matin est exploitée en quatre périodes avec plusieurs modifications de cadencement et changements d'association origine – destination. Chacune de ces périodes se caractérise par le nombre de trains au quart d'heure à l'entrée de Paris : l'amorce de pointe (4 trains), le début de pointe (5 trains), le milieu de pointe (dit hyperpointe, 6 trains) et la fin de pointe (5 trains).
- Missions similaires aux heures creuses, alternant tous les quarts d'heure :
  - Des trains de Massy - Palaiseau à Montigny - Beauchamp (codés GOTA), toutes les demi-heures, desservant toutes les gares,
  - Des trains de Pont de Rungis - Aéroport d'Orly à Montigny - Beauchamp (codés GOTA), toutes les demi-heures, desservant toutes les gares ;

- Missions régulières tout au long de la pointe (sauf amorce de pointe) :
  - Neuf trains de Saint-Martin-d'Étampes à Versailles-Château (codés VETO) tous les quarts d'heure, desservant toutes les gares jusqu'à Brétigny puis Juvisy et toutes les gares de Bibliothèque François-Mitterrand à Versailles-Château,
  - Sept trains de Dourdan à Chaville - Vélizy (codés KOBE) tous les quarts d'heure, desservant toutes les gares jusqu'à Brétigny, puis Épinay-sur-Orge, Savigny-sur-Orge, Juvisy et toutes les gares de Bibliothèque François-Mitterrand à Chaville - Vélizy ;

- Amorce de pointe (+ VACK et GOTA) :
  - Deux trains de Dourdan à Pontoise (codés NARA), départs à 5 h 37 et 5 h 52, et desservant toutes les gares jusqu'à Juvisy et toutes les gares de Bibliothèque François-Mitterrand à Pontoise,
  - Deux trains de Saint-Martin-d'Étampes à Saint-Quentin-en-Yvelines (codés SLOM), départs à 5 h 44 et 5 h 59, desservant toutes les gares jusqu'à Brétigny puis Juvisy et toutes les gares de Bibliothèque François-Mitterrand à Saint-Quentin-en-Yvelines,
  - Un train de Dourdan à Chaville - Vélizy (codé KNAK), départ à 6 h 12, desservant toutes les gares jusqu'à Juvisy et toutes les gares de Bibliothèque François-Mitterrand à Chaville - Vélizy[103],[104],
  - Un train de Juvisy à Pontoise (codé NAJA), départ à 6 h 42, desservant toutes les gares jusqu'aux Ardoines et toutes les gares de Bibliothèque François-Mitterrand à Pontoise ;

- Début de pointe (+ KOBE, VETO et GOTA) :
  - Deux trains de Brétigny à Pontoise (codés NICO), départs à 6 h 49 et 7 h 4, desservant toutes les gares jusqu'à Juvisy, puis Choisy-le-Roi et toutes les gares de Vitry-sur-Seine à Pontoise,
  - Deux trains de Juvisy à Saint-Quentin-en-Yvelines (codés SIRI), départs à 6 h 54 et 7 h 9, desservant toutes les gares jusqu'aux Ardoines et toutes les gares de Bibliothèque François-Mitterrand à Saint-Quentin-en-Yvelines ;

- Milieu de pointe (+ KOBE, VETO et GOTA) :
  - Quatre trains de Brétigny à Paris-Austerlitz (codés ZANI), départs à 7 h 19, 7 h 34, 7 h 49 et 8 h 4, desservant toutes les gares jusqu'à Juvisy, et toutes les gares de Choisy-le-Roi à Paris-Austerlitz,
  - Trois trains de Brétigny à Pontoise (codés NARA), départs à 7 h 24, 7 h 39 et 7 h 54, desservant toutes les gares jusqu'à Juvisy et toutes les gares de Bibliothèque François-Mitterrand à Pontoise, un dernier train (codé LARA) au départ de Brétigny à 8 h 9 effectue la même desserte et termine à Invalides,
  - Quatre trains de Juvisy à Saint-Quentin-en-Yvelines (codés SICA), départs à 7 h 26, 7 h 41, 7 h 56 et 8 h 11, desservant toutes les gares jusqu'à Choisy-le-Roi et toutes les gares de Bibliothèque François-Mitterrand à Saint-Quentin-en-Yvelines ;

- Fin de pointe (+ KOBE, VETO et GOTA) :
  - Deux trains de Brétigny à Invalides (codés LULU), départs à 8 h 19 et 8 h 34 de Brétigny, desservant toutes les gares jusqu'à Juvisy, puis Choisy-le-Roi et toutes les gares de Vitry-sur-Seine à Invalides,
  - Deux trains de Juvisy à Saint-Quentin-en-Yvelines (codés SIRI), départs à 8 h 24 et 8 h 39, desservant toutes les gares jusqu'aux Ardoines et toutes les gares de Bibliothèque François-Mitterrand à Saint-Quentin-en-Yvelines,
  - Le dernier train de Dourdan (codé SORO), départ à 8 h 16, effectue la même desserte que les trains codés KOBE mais est prolongé jusqu'à Saint-Quentin-en-Yvelines ;

###### Heure de pointe du soir
Le service dans le sens contraire est très similaire au service en heure creuse, les seules différences consistant en l'uniformisation des terminus sur les axes où existent des terminus partiels et sur l'ajout de trains effectuant des services dans Paris intra-muros à destination des banlieues ouest et nord.
- Axe Juvisy – Versailles :
  - Des trains de Juvisy à Versailles-Château (codés VACK) tous les quarts d'heure, desservant toutes les gares jusqu'aux Ardoines et toutes les gares de Bibliothèque François-Mitterrand à Versailles-Château ;
- Axe Grande Ceinture – vallée de Montmorency, alternant tous les quarts d'heure :
  - Des trains de Massy - Palaiseau à Pontoise (codés NORA), toutes les demi-heures, desservant toutes les gares,
  - Des trains de Pont de Rungis - Aéroport d'Orly à Pontoise (codés NORA), toutes les demi-heures, desservant toutes les gares ;
- Axe grande couronne sud – Saint-Quentin-en-Yvelines, alternant tous les quarts d'heure :
  - Des trains de Dourdan - La Forêt à Saint-Quentin-en-Yvelines (codés SARA) toutes les demi-heures, desservant toutes les gares jusqu'à Juvisy et toutes les gares de Bibliothèque François-Mitterrand à Saint-Quentin-en-Yvelines,
  - Des trains de Saint-Martin-d'Étampes à Saint-Quentin-en-Yvelines (codés SARA) toutes les demi-heures, desservant toutes les gares jusqu'à Juvisy et toutes les gares de Bibliothèque François-Mitterrand à Saint-Quentin-en-Yvelines ;
- Retours partiels :
  - Six trains de Bibliothèque François-Mitterrand à Chaville - Vélizy (codés KOBE), départs tous les quarts d'heure entre 16 h 4 et 17 h 19, desservant toutes les gares,
  - Six trains de Bibliothèque François-Mitterrand à Montigny - Beauchamp (codés GOTA), départs tous les quarts d'heure entre 16 h 10 et 18 h 10, desservant toutes les gares.

##### Du nord et de l'ouest vers le sud

###### Heures de pointe du matin
Le service dans le sens contraire est très similaire au service en heure creuse, les seules différences consistant en l'uniformisation des terminus sur les axes où existent des terminus partiels et sur l'ajout de trains effectuant des services en provenance des banlieues ouest et nord et à destination de Paris intra-muros.
- Axe Versailles – Juvisy :
  - Des trains de Versailles-Château à Juvisy (codés JUJU) tous les quarts d'heure, desservant toutes les gares jusqu'à Bibliothèque François-Mitterrand et toutes les gares des Ardoines à Juvisy ;
- Axe vallée de Montmorency – Grande Ceinture, en alternance tous les quarts d'heure :
  - Des trains de Montigny - Beauchamp à Pont de Rungis - Aéroport d'Orly (codés ROMI), toutes les demi-heures, desservant toutes les gares,
  - Des trains de Montigny - Beauchamp à Massy - Palaiseau (codés MONA), toutes les demi-heures, desservant toutes les gares ;
- Axe Saint-Quentin-en-Yvelines – grande couronne sud, alternant tous les quarts d'heure :
  - Des trains de Saint-Quentin-en-Yvelines à Saint-Martin-d'Étampes (codés ELBA) toutes les demi-heures, desservant toutes les gares jusqu'à Bibliothèque François-Mitterrand et toutes les gares de Juvisy à Saint-Martin-d'Étampes,
  - Des trains de Saint-Quentin-en-Yvelines à Dourdan - La Forêt (codés DEBO) toutes les demi-heures, desservant toutes les gares jusqu'à Bibliothèque François-Mitterrand et toutes les gares de Juvisy à Dourdan - La Forêt ;
- Retours partiels :
  - Neuf trains de Pontoise à Bibliothèque François-Mitterrand (codés FOOT), départs tous les quarts d'heure entre 6 h 16 et 8 h 16, desservant toutes les gares,
  - Six trains de Chaville - Vélizy à Bibliothèque François-Mitterrand (codés FOOT), départs tous les quarts d'heure entre 8 h 7 et 9 h 22, desservant toutes les gares.

###### Heure de pointe du soir
- Missions similaires aux heures creuses, alternant tous les quarts d'heure :
  - Des trains de Pontoise à Pont de Rungis - Aéroport d'Orly (codés ROMI), toutes les demi-heures, desservant toutes les gares,
  - Des trains de Pontoise à Massy - Palaiseau (codés MONA), toutes les demi-heures, desservant toutes les gares ;
- Missions régulières tout au long de la pointe :
  - Douze trains de Saint-Quentin-en-Yvelines à Dourdan (codés DELI), tous les quarts d'heures, desservant toutes les gares jusqu'à Bibliothèque François-Mitterrand, puis Juvisy et toutes les gares de Brétigny à Dourdan ;
- Missions régulières sauf fin de pointe (+MONA/ROMI et DELI) :
  - Dix trains de Montigny - Beauchamp à Brétigny (codés BOBA), tous les quarts d'heures, desservant toutes les gares jusqu'à Choisy-le-Roi et toutes les gares de Juvisy à Brétigny,
  - Dix trains de Chaville - Vélizy à Saint-Martin-d'Étampes (codés ELAO), tous les quarts d'heures, desservant toutes les gares jusqu'à Bibliothèque François-Mitterrand, puis Juvisy et toutes les gares de Brétigny à Saint-Martin-d'Étampes,
  - Dix trains de Versailles-Château à Juvisy (codés JILL) tous les quarts d'heure, desservant toutes les gares jusqu'à Bibliothèque François-Mitterrand et toutes les gares de Choisy-le-Roi à Juvisy ;
- Mission spécifique à la fin de pointe (+MONA/ROMI, JUJU et DELI) :
  - Trois trains d'Invalides à Saint-Martin-d'Étampes (codés ELBA), desservant toutes les gares jusqu'à Bibliothèque François-Mitterrand et toutes les gares de Juvisy à Saint-Martin-d'Étampes ;
- Mission de renfort en cœur de pointe (+MONA/ROMI, JILL, BOBA, ELAO et DELI) :
  - Quatre trains de Paris-Austerlitz à Brétigny (codés BALI), départs de la gare de surface à 17 h 31, 17 h 46, 18 h 1 et 18 h 16, desservant Bibliothèque François-Mitterrand et toutes les gares de Juvisy à Brétigny.

#### Heures creuses et week-end

##### Heures creuses
Aux heures creuses, l'offre de transport de compose de :
- Axe Versailles-Château – Juvisy[105],[106] :
  - Des allers-retours entre Versailles-Château et Juvisy (codés JUJU vers Juvisy, VACK vers Versailles) tous les quarts d'heure, desservant toutes les gares sauf entre Bibliothèque François-Mitterrand et Les Ardoines où ils sont directs ;

- Axe vallée de Montmorency – Grande Ceinture, en alternance tous les quarts d'heure :
  - Des allers-retours entre Massy - Palaiseau et Pontoise (codés NORA vers Pontoise, MONA vers Massy), toutes les demi-heures, desservant toutes les gares,
  - Des allers-retours entre Pont de Rungis - Aéroport d'Orly et Montigny - Beauchamp (codés GOTA vers Montigny, ROMI vers Pont de Rungis), toutes les demi-heures, desservant toutes les gares ;

- Axe Saint-Quentin-en-Yvelines – grande couronne sud, alternant tous les quarts d'heure :
  - Des allers-retours entre Saint-Quentin-en-Yvelines et Saint-Martin-d'Étampes (codés ELBA vers Étampes, SARA vers Saint-Quentin) toutes les demi-heures, desservant toutes les gares sauf entre Bibliothèque François-Mitterrand et Juvisy où ils sont directs,
  - Des allers-retours entre Invalides et Dourdan (codés DEBA vers Dourdan, DEBO vers Dourdan - La Forêt, LARA vers Invalides) toutes les demi-heures, desservant toutes les gares sauf entre Bibliothèque François-Mitterrand et Juvisy où ils sont directs.

##### Week-end
Le week-end, l'offre de transport a été similaire aux heures creuses jusqu'en 2018, avec une fréquence divisée par deux le dimanche avant 11 h du matin sur les axes Versailles – Juvisy et Saint-Quentin-en-Yvelines – Grande Couronne sud. Depuis le 9 décembre 2018, des missions sont coupées dans Paris intra-muros pour simplifier l'exploitation compte tenu de la multiplication des travaux de rénovation des infrastructures sur les différents tronçons.
Depuis décembre 2024, le plan de transport est le suivant, les fréquences étant identiques sur les axes coupés dans Paris depuis fin 2018 :
- Axe Versailles-Château – Juvisy[105],[108] :
  - Des allers-retours entre Versailles-Château et Juvisy (codés JUJU vers Juvisy, VACK vers Versailles) tous les quarts d'heure, desservant toutes les gares sauf entre Bibliothèque François-Mitterrand et Les Ardoines où ils sont directs ;

- Branche vallée de Montmorency – Invalides, en alternance tous les quarts d'heure :
  - Des allers-retours entre Invalides et Pontoise (codés NORA vers Pontoise, LOLA vers Invalides), toutes les demi-heures, desservant toutes les gares,
  - Des allers-retours entre Invalides et Montigny - Beauchamp (codés GOTA vers Montigny, LOLA vers Invalides), toutes les demi-heures, desservant toutes les gares ;

- Branche Paris-Austerlitz – Grande Ceinture, alternant tous les quarts d'heure :
  - Des allers-retours entre la gare d'Austerlitz et Pont de Rungis - Aéroport d'Orly (codés ROMI vers Pont de Rungis, ZORA vers la gare d'Austerlitz), toutes les demi-heures, desservant toutes les gares,
  - Des allers-retours entre la gare d'Austerlitz  et Massy - Palaiseau (codés MONA vers Massy, ZORA vers la gare d'Austerlitz), toutes les demi-heures, desservant toutes les gares ;

- Branche Saint-Quentin-en-Yvelines – Invalides, toutes les demi-heures :
  - Des allers-retours entre Invalides et Saint-Quentin-en-Yvelines (codés SARA vers Saint-Quentin, LOLA vers Invalides), desservant toutes les gares ;

- Branche Musée d'Orsay – grande couronne sud, alternant tous les quarts d'heure :
  - Des allers-retours entre Musée d'Orsay et Saint-Martin-d'Étampes (codés ELBA vers Saint-Martin-d'Étampes, ORET vers Musée d'Orsay) toutes les demi-heures, desservant toutes les gares sauf entre Bibliothèque François-Mitterrand et Juvisy où ils sont directs,
  - Des allers-retours entre Musée d'Orsay et Dourdan (codés DEBA vers Dourdan, DEBO vers Dourdan - La Forêt, ORET vers Musée d'Orsay) toutes les demi-heures, desservant toutes les gares jusqu'à Bibliothèque François-Mitterrand et toutes les gares de Juvisy à Dourdan ou Dourdan - La Forêt.

##### Contraintes d'exploitation
Outre les contraintes liées aux convergences avec d'autres circulations en banlieue et énumérées dans le tableau des retournements, le principal point d'engorgement de la ligne C du RER est le tronçon central entre la gare du Champ de Mars - Tour Eiffel et la gare de Paris-Austerlitz. En particulier, la gare de Saint-Michel - Notre-Dame, très centrale, cumule quais très bas (plus de 60 cm de dénivelé avec le plancher des Z 2N), échanges importants (avec la ligne B du RER et les lignes 4 et 10 du métro de Paris) et seulement un quai par sens de circulation, ce qui peut engorger la circulation dès lors que le trafic dépasse 20 trains par heure et par sens et retarder de nombreux trains.
Jusqu'en 2014, le plan de circulation d'heure de pointe prévoyait jusqu'à 24 trains par heure dans chaque sens sur ce tronçon de la ligne. Depuis 2014, le nombre de trains dans le tronçon central a été réduit à 20 par heure et le schéma directeur 2024 envisage une réduction à 16 trains par heure d'ici 2035.

### Matériel roulant
Le matériel roulant de la ligne C, depuis 1983, dans son intégralité depuis 2003 et probablement jusque vers la fin des années 2030, est constitué d'automotrices surnommées Z 2N ayant pour caractéristiques une longueur légèrement supérieure à 100 m et compatible avec la desserte de toutes les gares de la ligne en unité double, l'optimisation de l'emport de voyageurs assis en étant entièrement à deux étages, tout en étant adaptées au gabarit des tunnels traversant Paris.

#### Un matériel roulant modernisé très tôt

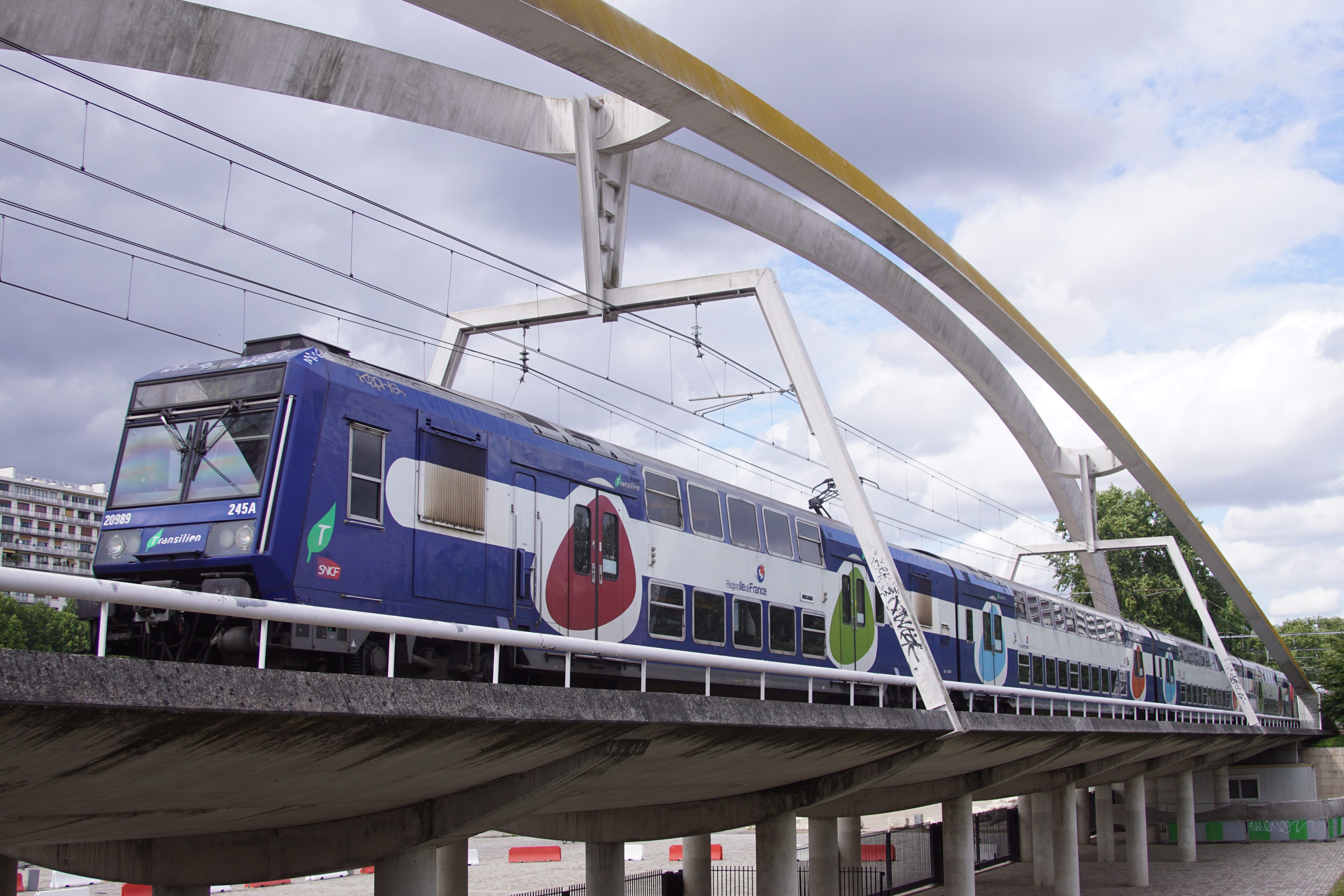
Une rame Z 20900 en livrée Transilien traversant le viaduc du quai André-Citroën, en juin 2020.

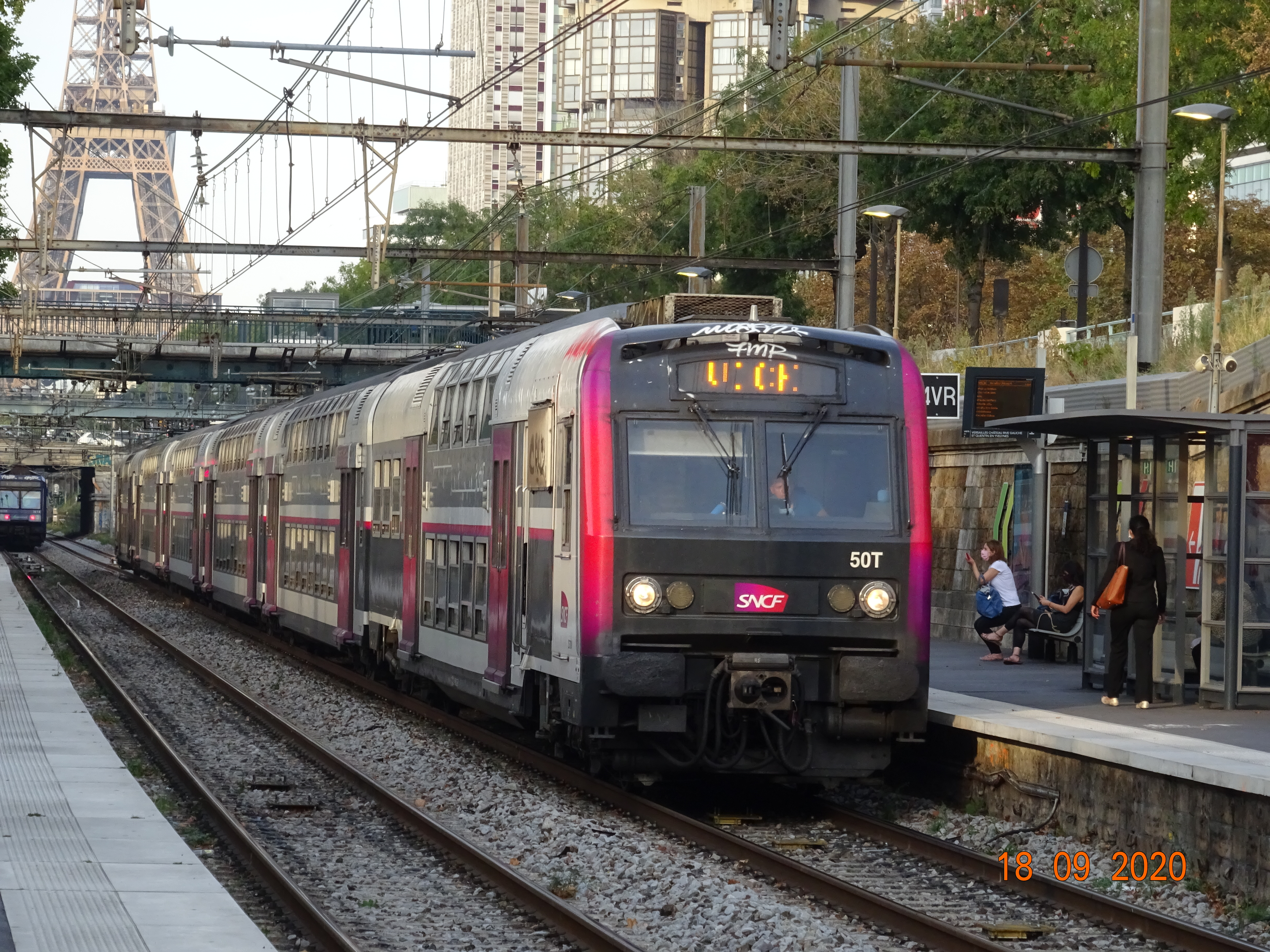
Une rame Z 5600 Carmillon « Evolys » assurant une mission VICK en gare de Javel.

Pendant les premières années d'exploitation, le service sur la ligne C était exclusivement assuré par des automotrices inox Z 5300 déjà en service sur le réseau de banlieue sud-ouest, avant l'arrivée des automotrices monocourant 1 500 V à deux niveaux Z 5600 en 1984 qui, ont permis d'augmenter la capacité d'emport des voyageurs par train et la capacité horaire d'emport , les Z 5300 n'ayant qu'un seul niveau.
La desserte de la ligne Vallée de Montmorency – Invalides (VMI) à partir de septembre 1988 rend nécessaire la commande pour la ligne des Z 8800 bicourant à deux niveaux et à quatre caisses, le réseau Nord étant électrifié en 25 kV. Ils seront livrés à partir de 1985. Le parc a été complété pendant les années 1990 par des automotrices Z 20500.

#### Évolution au début des années 2000: retrait des dernières Z 5300

##### Arrivée des Z 20900
En 2001, afin d'achever le retrait des Z 5300 fin 2003, une nouvelle série d'automotrices Z 20900, amélioration de la série Z 20500, a été livrée en 40 exemplaires. Dix ans plus tard, la ligne C a récupéré 14 Z 20900 de la ligne H.

##### Rames Z 5600 Evolys
Le retrait des Z 5300 posait un problème sur la ligne de grande ceinture sud où la puissance électrique disponible au début des années 2000 n'était pas compatible avec la puissance électrique d'une Z 2N circulant en unité accouplée, malgré les besoins de capacité qui ne permettent pas de faire circuler des rames simples aux heures de pointe. Il a donc été décidé de doter certaines Z 5600 de deux caisses supplémentaires de type VB 2N prélevées sur des rames réversibles des banlieues Nord et Ouest dont la composition passait alors de huit à sept voitures. La transformation de ces trains fut réalisée par l'EIMM de Rennes entre avril 2001 et février 2002.
Ces rames à six voitures, dénommées « Evolys » à la suite de cette modification technique, ne circulent jamais accouplées à une autre rame et étaient initialement réservées à la liaison entre Versailles-Château-Rive-Gauche et Versailles-Chantiers via Paris, aujourd'hui limitée à Juvisy depuis Versailles-Château. En dépit des problèmes qu'elles posent, car elles n'occupent pas la totalité des quais et perturbent les flux de voyageurs, elles souffrent d'une puissance massique réduite, car la masse de la composition augmente à motorisation constante. Combiné au déficit d'alimentation électrique de la grande ceinture sud et à une mauvaise configuration des convergences avec les autres circulations, la desserte qu'elles assuraient était particulièrement peu performante. Dans les années 2010, un programme de remise à quatre voitures de l'ensemble de ces rames à la suite de l'amélioration de l'alimentation électrique a été interrompu et a concerné seulement deux rames.

#### Années 2010: rénovation à mi-vie
Du 5 au 16 octobre 2009, des expositions dans certaines gares, des questionnaires ainsi qu'un site Internet dédié proposent aux usagers et aux cheminots de choisir, parmi trois propositions, la nouvelle décoration des trains lors de leur rénovation à venir. Ces nouveaux aménagements à dominante verte (sièges et décors) seront progressivement appliqués à partir de fin 2012 sur l'essentiel des rames lors de leur rénovation, à l'exception des 42 rames Z 20900, plus récentes.
La ligne C a récupéré les douze autres Z 20900 de la ligne H au début des années 2010, à la suite de la livraison des Z 50000.
En 2016, la rénovation de l'ensemble des rames à deux niveaux de la ligne, hors Z 20900, a pris fin. Elle aura coûté plus de 120 millions d'euros, financé directement à 50 % par le STIF, le reste étant financé par la SNCF dans le cadre du contrat d'exploitation STIF-SNCF. Elle vise à remplacer les sièges, à mettre en place une nouvelle décoration intérieure et extérieure, à installer des plans dynamiques de ligne et des caméras de vidéo-protection. Sur les 115 rames amenées à être rénovées, 21 l'étaient déjà au 9 février 2011, et 41 à la fin de l'année 2011.
Les 54 Z 20900 ont été rénovées à partir de 2018 et arborent désormais la livrée Île-de-France Mobilités (Waouh! light). La dernière rame rénovée a été livrée en juillet 2023.
À compter du 27 septembre 2021, l'intérieur des quatre voitures de la rame 187A (Z 20873/74) circulant sur la ligne est décoré par pelliculage de plusieurs œuvres des musées de la ville de Paris.

#### Années 2020: remplacement des Z 5600 et des Z 8800 par des Z 20500 transférées du RER D
À partir de 2025, l'arrivée des nouvelles rames Z 58500 sur le RER D a permis de libérer des rames Z 20500 qui sont transférées sur le RER C. Ce transfert devrait permettre la réforme des Z 5600 et des Z 8800 dans l'attente du futur Z 2N-NG. Les premières rames Z 20500 ex-RER D ont été mis en service le 6 mars 2025.[réf. nécessaire]

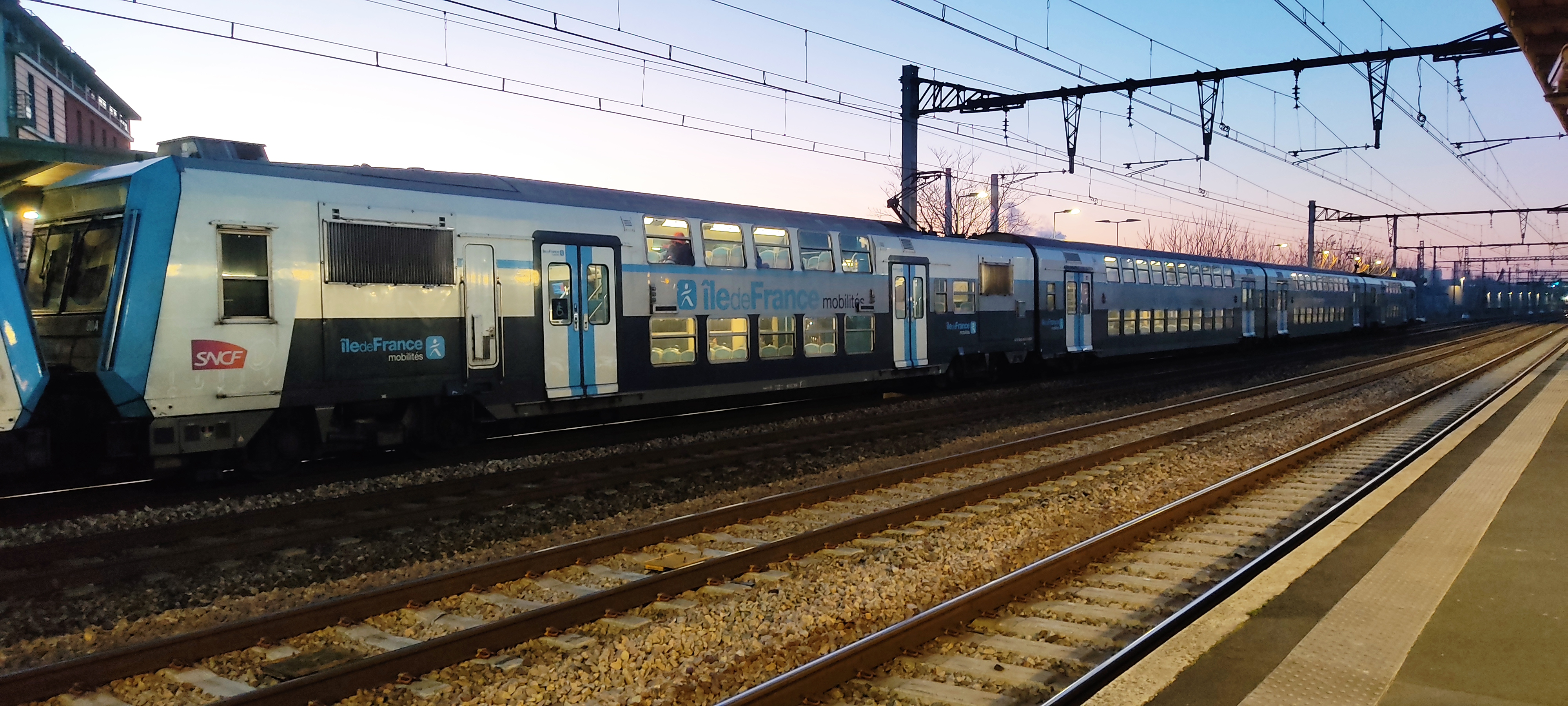
La Z 20500 n°80A (ex 80D) en gare de Vitry-sur-Seine.

### Ateliers

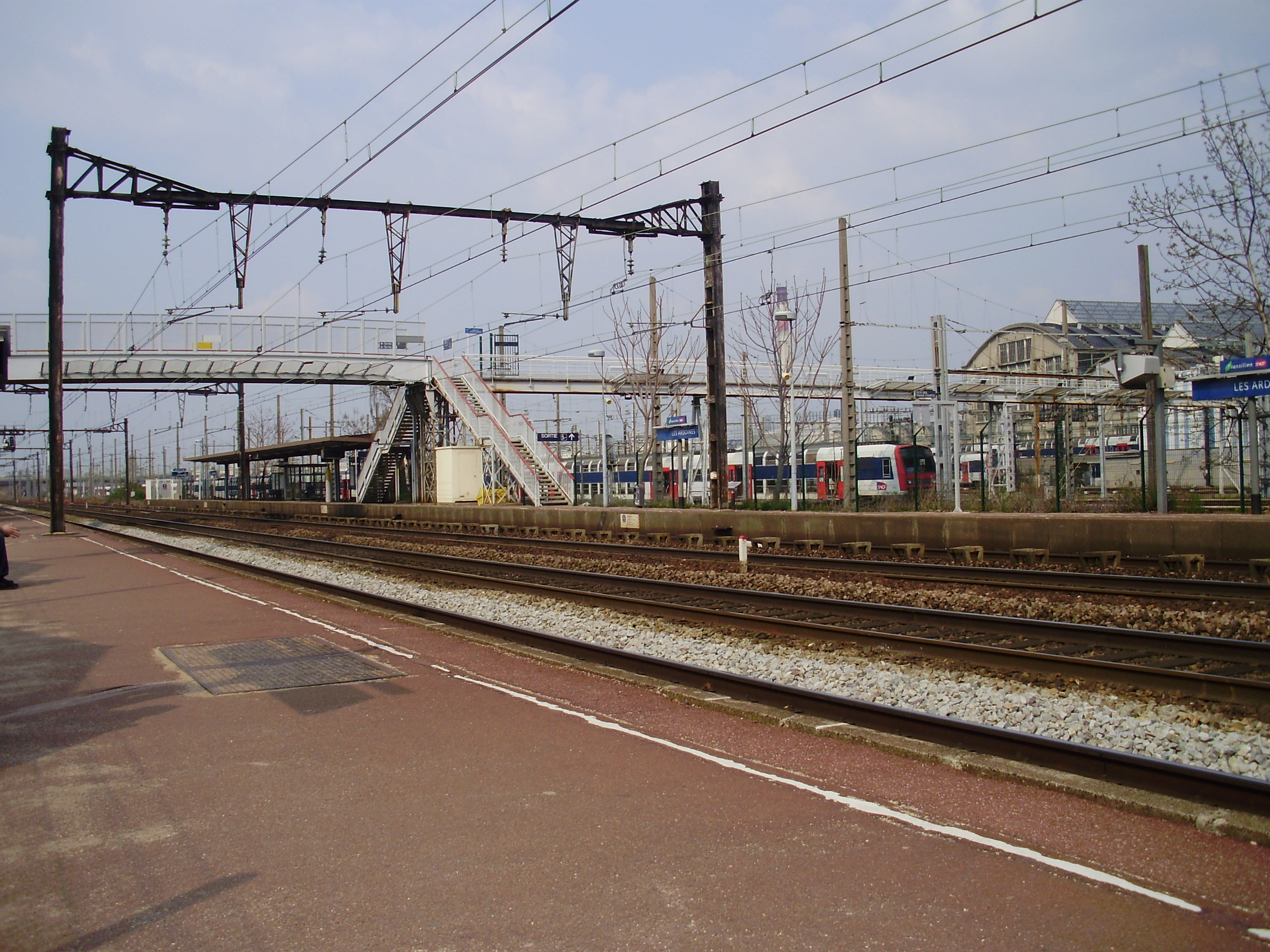
En arrière-plan, l'atelier des Ardoines, en avril 2010.

Le matériel roulant de la ligne C est entretenu dans les dépôts des Ardoines, à Vitry-sur-Seine dans le Val-de-Marne et, de Trappes, dans les Yvelines.

#### Atelier des Ardoines
Le dépôt des Ardoines a été mis en service en 1969 en tant qu'annexe au dépôt de Paris Sud-Ouest, puis finalement rattaché à l'atelier de maintenance de Vitry-sur-Seine, le 1er avril 1986.
Équipé à l'origine pour l'entretien de 80 éléments Z 5300 à quatre caisses, il a connu plusieurs extensions successives afin de l'adapter au parc en augmentation constante. Une première phase d'aménagements a porté sa capacité à 130 éléments de 1974 à 1979. En 1974, quatre voies de garage supplémentaires ont été créées et la machine à laver fut automatisée. En 1975, un vérin en fosse a été mis en service, permettant l'échange de gros organes sous caisses. Enfin, en 1979, la mise en service d'un terrier a permis la sortie du dépôt en direction de Paris sans cisailler les voies principales.
La mise en service des rames à deux niveaux de type Z 2N en 1984 a nécessité une seconde phase d'extension. En 1986, la remise équipée de sept voies sur fosse a été étendue à l'est avec la création de deux nouvelles voies montées sur potelets. Elles sont surmontées d'une poutre roulante de 2000 daN qui permet le levage de petits équipements. Les deux voies sont électrifiées par une caténaire commutable 1 500 / 25 000 volts. Elles sont dotées de courant pour poste de soudure, de distribution d'eau distillée et de prises d'air comprimé. Trois plateaux élévateurs ont été montés pour permettre au personnel d'entretien d'atteindre toutes les parties d'un matériel. La voie de circulation qui se situait au milieu du chantier a été déportée le long des voies principales, ce qui a permis l'extension du faisceau de garage. Une seconde machine à laver a été installée, rendue nécessaire par les rames à deux niveaux peintes, qui ont besoin de plus d'entretien que l'inox des automotrices Z 5300. Enfin, en 1987, deux fosses ont été ajoutées aux deux existantes, qui ont été allongées, et les locaux du personnel ont été entièrement reconstruits de façon plus fonctionnelle.

#### Atelier de Trappes
En mars 2005, un nouvel atelier de maintenance du matériel a ouvert le long des voies du triage de Trappes dans les Yvelines, en remplacement d'un atelier existant, pour un coût proche de douze millions d'euros, entièrement financés par la SNCF. Il est équipé de trois voies (deux électrifiées et une non électrifiée) avec fosse de visite, dont une dotée d'une caténaire commutable 1 500 / 25 000 volts. Des nacelles élévatrices permettent les interventions en hauteur. Il prend en charge l'entretien des vingt rames Z 5600 à six caisses « Evolys », ainsi que du matériel du réseau de Paris-Montparnasse (16 Z 2N (Z 8800) de la ligne U et une soixantaine de voitures Intercités). De plus, il dispose à proximité d'une machine à laver, d'un tour en fosse et d'un chantier de préparation permettant le nettoyage et de menues opérations d'entretien. Ce nouvel atelier permet d'accélérer les opérations de maintenance, limitant le volume de matériel défectueux qui est la principale cause d'irrégularité ; il soulage la charge de travail du dépôt des Ardoines et limite les parcours à vide sans voyageurs.

### Personnel d'exploitation

#### Agents de conduite
Les agents de conduite ne sont pas forcément affectés uniquement à la ligne C mais effectuent plusieurs types de missions différentes. En effet, les conducteurs de la ligne dépendent soit de la région de Paris Rive-Gauche, de la région de Paris-Nord ou bien de celle du Centre-Val de Loire (dépôt des Aubrais) ; ils peuvent ainsi également assurer d'autres trains sur les autres lignes dépendant de leur région respective.
Les agents de conduite dépendent des dépôts de :
- pour la région de Paris Rive-Gauche : Paris-Austerlitz, Paris-Montparnasse, Les Ardoines, Juvisy, Brétigny, Étampes, Dourdan, Versailles-Chantiers, Trappes ;
- pour la région de Paris-Nord : Pontoise ;
- pour la région Centre-Val de Loire : Les Aubrais.

Les agents de conduite du fait de leurs journées de service sont amenés à découcher. Pour la ligne C, les lieux de découcher sont à Paris-Austerlitz, Orly-Ville, Brétigny, Dourdan, Étampes, Juvisy, Massy-Palaiseau, Versailles-Château-Rive-Gauche, Cergy, Gennevilliers et Trappes.

#### Gestion de la ligne

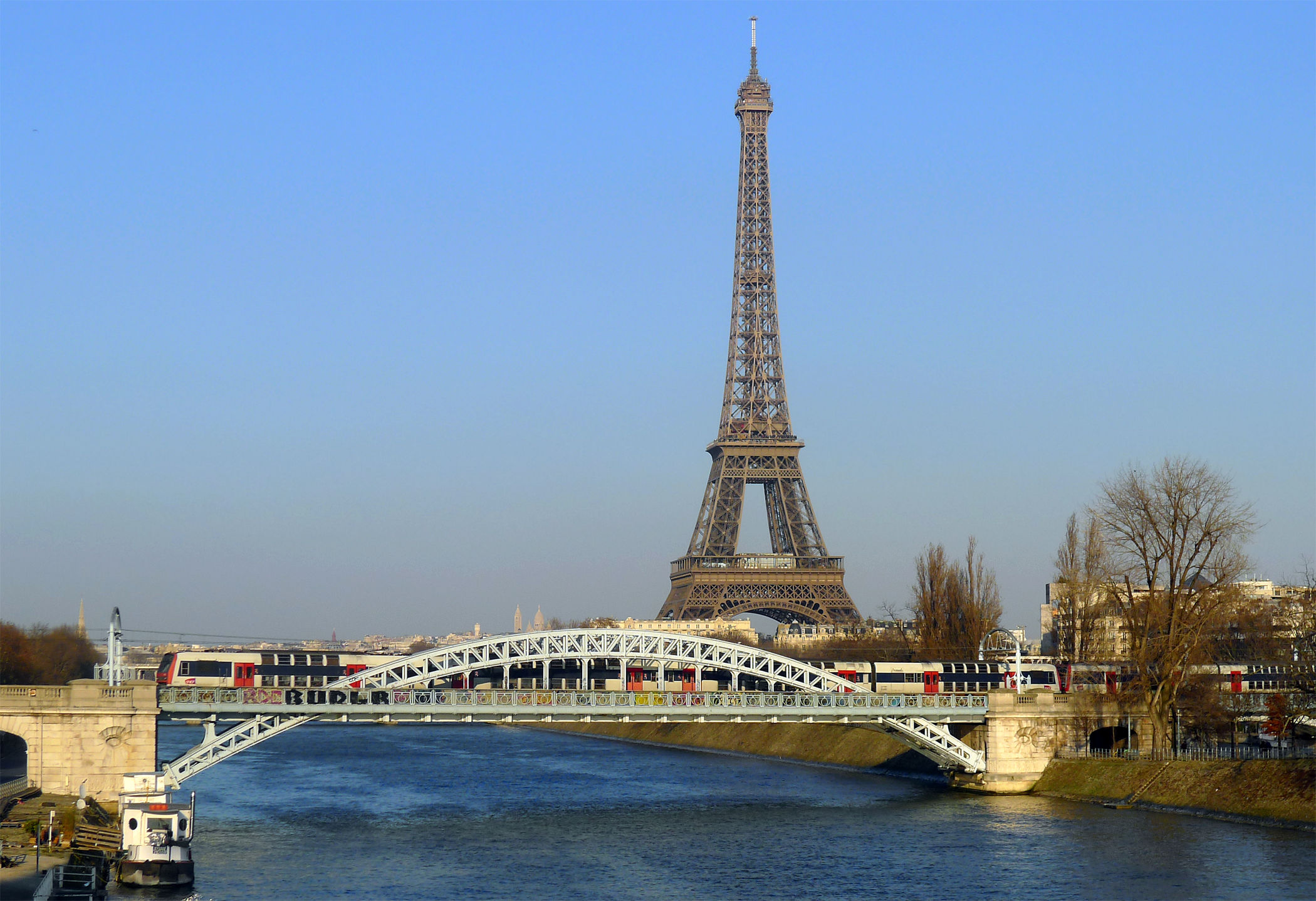
Une rame sur la partie du pont Rouelle qui enjambe le bras droit de la Seine, en février 2012.

La gestion opérationnelle de la ligne C est assurée par les agents du centre opérationnel Transilien (COT) de la ligne C, depuis décembre 2004. Le COT est situé au sein de l'ex-Centre régional des opérations (CRO) qui est maintenant le Centre opérationnel de gestion des circulations (COGC) de Paris Rive Gauche à la gare de Paris-Montparnasse (Vaugirard), à côté du COT des lignes Transilien N et U, et des centres de gestion du TER Centre-Val de Loire et de la LGV Atlantique.
Le COT (anciennement OCB pour « Office Centralisateur Banlieue ») de la ligne C a pour objectif d'assurer l'exécution du plan de transport de la ligne RER, en prenant si nécessaire les mesures visant à optimiser la gestion des moyens tant en matériel (trains) qu'en personnel (agents de conduite…), que ce soit en situation normale comme en situation perturbée. Le plan de transport transcrit les souhaits exprimés par Île-de-France Mobilités, l'autorité organisatrice des transports en Île-de-France en termes d'horaires, de dessertes des trains… et détermine entre autres la composition des trains (train court ou long).
Le COT gère également les perturbations qu'elles soient d'origine interne à la SNCF (train en panne, train avarié…) ou d'origine externe (tirages de signaux d'alarme, vandalisme, agression, obstruction de la fermeture des portes, intempéries, accident de personne…), quitte à adapter le plan de transport afin de permettre un retour à la normale du trafic, le plus rapidement possible et dans les meilleures conditions, en supprimant le minimum de trains et en tentant de réduire les retards. De ce fait, il est également chargé de communiquer aux usagers les informations concernant l'état du trafic et, si nécessaire, ses conséquences sur le plan de transport (trains retardés, supprimés, mise en place de bus de remplacement).

#### Circulation des trains

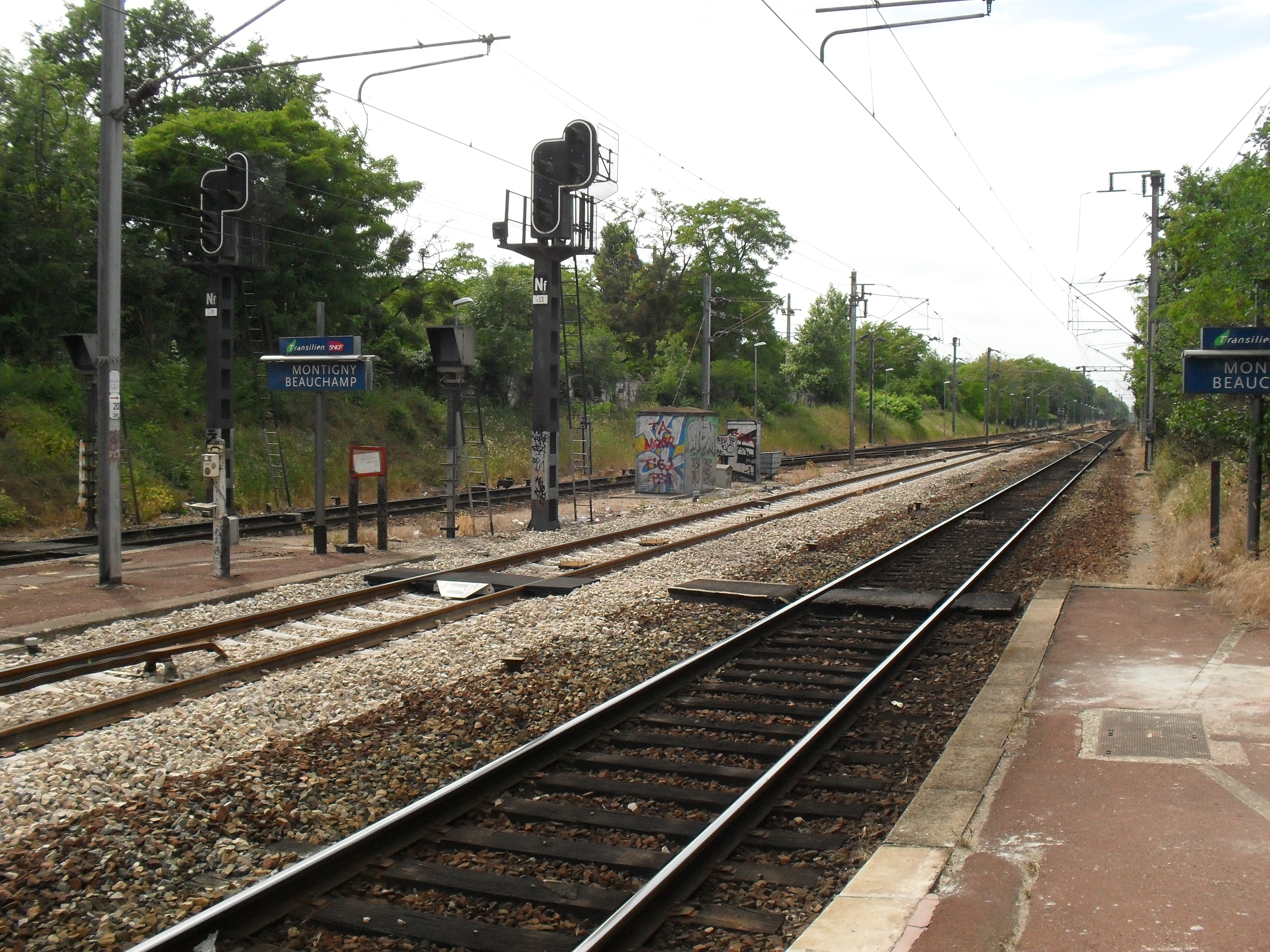
La signalisation ferroviaire, en gare de Montigny - Beauchamp, en mai 2011.

La circulation des trains proprement dite est gérée par les régulateurs du centre opérationnel de gestion des circulations (COGC) de Paris Rive-Gauche, situé à proximité immédiate du centre opérationnel Transilien, sur la quasi-totalité de la ligne, au sud de la gare d'Ermont - Eaubonne. Au nord, elle est gérée par les régulateurs du centre opérationnel de gestion des circulations (COGC) de Paris-Nord (Ermont – Pontoise).
Les COGC contrôlent des secteurs de circulation et des postes d'aiguillage, de technologie très variée, du poste mécanique des années 1930 au poste d'aiguillage à relais à commande informatique (PRCI). Depuis 2015, ils dépendent de SNCF Réseau, et sont chargés de l'exploitation de l'ensemble des circulations ferroviaires qu'elles soient SNCF (TER, Transilien, Fret, etc.) ou d'autres entreprises ferroviaires, tout en garantissant un accès équitable à toutes ces activités et entreprises.
Le COT de la ligne C est ainsi un des clients du COGC de Paris Rive Gauche, au même titre que le sont le COT des lignes N et U et les centres de gestion du TER Centre-Val de Loire et de la LGV Atlantique ; ce lien est de même nature que celui du COGC de Paris-Nord à l'égard du COT de la ligne H et du centre de gestion du TER Picardie.

### Irrégularité de la ligne
La ligne C du RER possède un taux moyen d'irrégularité parmi les lignes du réseau RER et Transilien. La longueur excessive des parcours qui entraînent des retards en chaîne, l'infrastructure parfois déficiente (défaillances techniques), mais également les incivilités croissantes (signaux d'alarme abusivement tirés, vitres cassées, personnes sur les voies, etc.) contribuent à hauteur de 40% au taux d'irrégularité de la ligne.
| Année    | 2000 | 2001 | 2002 | 2003 | 2004 | 2006 | 2007 | 2008 | 2009 | 2013 | 2014 | 2015 | 2016  | 2017 | 2018 | 2019 | 2020 | 2021 |
| -------- | ---- | ---- | ---- | ---- | ---- | ---- | ---- | ---- | ---- | ---- | ---- | ---- | ----- | ---- | ---- | ---- | ---- | ---- |
| Taux (%) | 9,0  | 11,2 | 9,1  | 7,3  | 8,8  | 8,7  | 7,2  | 12,1 | 10,8 | 9,84 | 10,4 | 10,4 | 11,45 | 11,9 | 10,7 | 12,1 | 10,1 | 9,3  |

### Tarification et financement
La tarification de la ligne est identique à celle en vigueur sur les réseaux RER et Transilien. Un ticket « métro-train-RER », qui remplace les ticket t+ et le billet origine-destination au 1er janvier 2025, permet un trajet simple quelle que soit la distance, avec une ou plusieurs correspondances possibles avec les autres lignes de métro, de Transilien ou de RER pendant une durée maximale de 2 h entre la première et dernière validation. En revanche, un ticket « métro-train-RER » ne permet pas d'emprunter les bus et les tramways, à l'exception des lignes « Tram Express » à titre temporaire.
Cependant, les tarifs fixés par Île-de-France Mobilités se limitent à l'Île-de-France et ne s'appliquent pas aux relations avec les gares situées dans les régions voisines, les voyageurs devant ainsi s'acquitter d'un titre de transport TER pour accéder aux gares « hors zones » situées dans les régions Centre-Val de Loire, Hauts-de-France et Normandie.
Le financement du fonctionnement de la ligne (entretien, matériel et charges de personnel) est assuré par l'exploitant, RATP ou SNCF selon les lignes. Cependant, les tarifs des billets et abonnements dont le montant est limité par décision politique ne couvrent pas les frais réels de transport. Le manque à gagner est compensé par l'autorité organisatrice, Île-de-France Mobilités, présidée depuis 2005 par le président du conseil régional d'Île-de-France et composé d'élus locaux. Elle définit les conditions générales d'exploitation ainsi que la durée et la fréquence des services. L'équilibre financier du fonctionnement est assuré par une dotation globale annuelle aux transporteurs de la région grâce au versement mobilité payé par les entreprises et aux contributions des collectivités locales.

## Projets

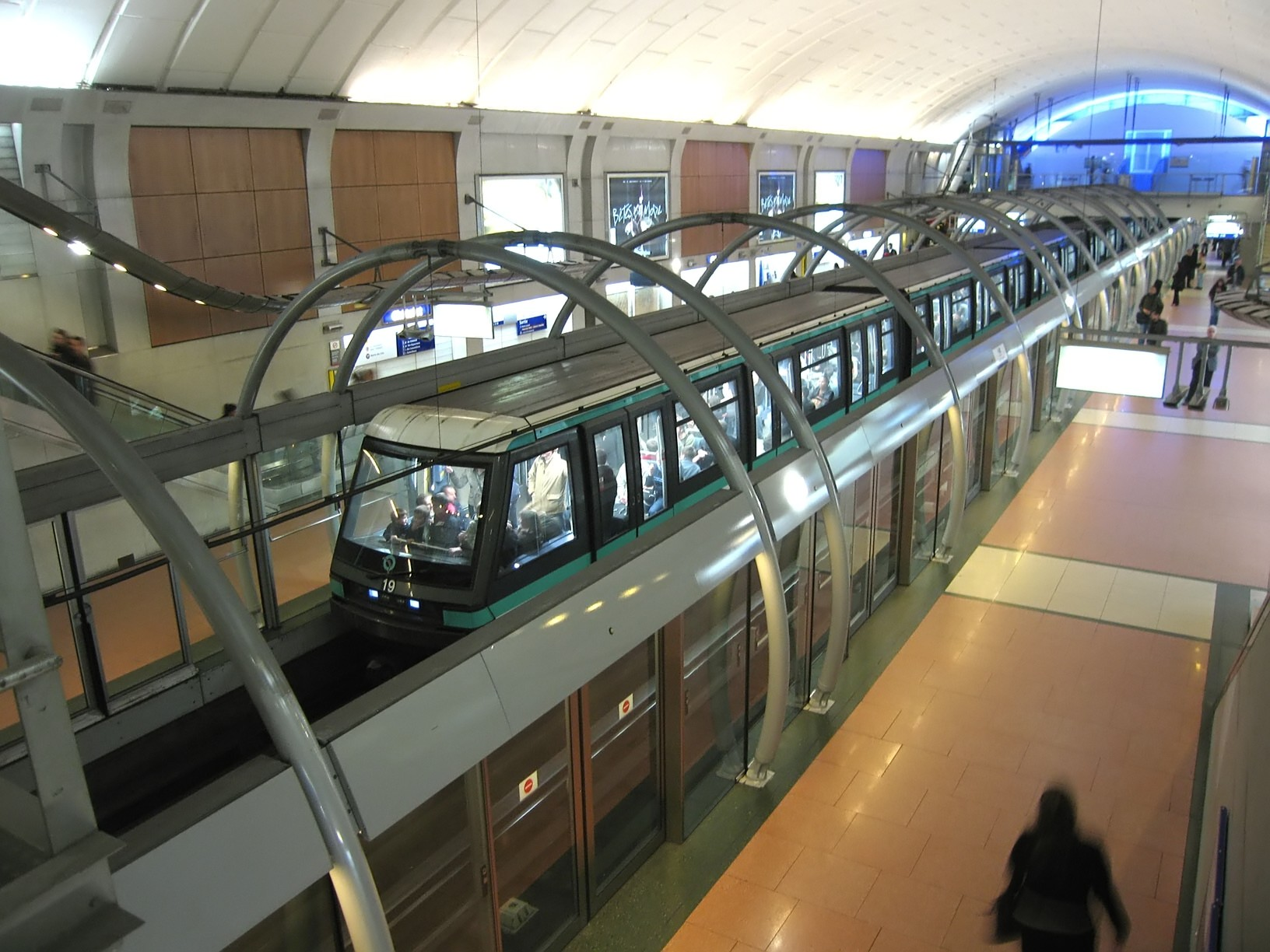
Une rame MP 89 CA du métro 14 (Meteor), à la station Châtelet, en octobre 2006.

### Nouvelles correspondances

#### Grand Paris Express
La ligne C est en correspondance avec la ligne 14 depuis 2000 à Bibliothèque François-Mitterrand et depuis 2020 à Porte de Clichy et Saint-Ouen sur la VMI. Cette ligne est la première à bénéficier, par ses prolongements à Aéroport d'Orly et Saint-Denis Pleyel, des travaux du Grand Paris Express, avec une nouvelle correspondance en gare du Pont de Rungis, renommée pour l'occasion Thiais - Orly - Pont de Rungis et future gare TGV d'Orly.
La ligne 15 sud sera en correspondance dès juillet 2026 avec la ligne C aux gares d'Issy et des Ardoines. La ligne 15 nord sera en correspondance avec la ligne C en gare des Grésillons.
La ligne C sera en correspondance avec la ligne 18 aux gares de Massy - Palaiseau et de Versailles-Chantiers.

#### Tramway
La ligne C est en correspondance avec la ligne 7 du tramway d'Île-de-France en gare de Rungis - La Fraternelle depuis le 16 novembre 2013 et sera également en correspondance avec cette même ligne en gare de Juvisy lorsque son prolongement aura été mis en service. Cette correspondance supplémentaire facilitera l'accès à la zone aéroportuaire d'Orly, au marché de Rungis et aux zones d'activités attenantes depuis les gares situées au sud de Juvisy.
La ligne C est en correspondance deux fois avec la ligne 9 du tramway d'Île-de-France : en gare de Choisy-le-Roi par la voie publique, où elle est aussi en correspondance avec le Trans-Val-de-Marne et la ligne de bus RATP 393, et en gare des Saules.
La ligne C est depuis le 11 décembre 2023 en correspondance avec la ligne 12 du tramway d'Île-de-France aux gares d'Épinay-sur-Orge et de Massy - Palaiseau.

### Matériel roulant

#### Transfert des Z 20500 du RER D
L'arrivée des Z 58500 sur le RER D à partir de 2025 commence à libérer des rames Z 20500 qui pourront être mises pour emploi sur la ligne C. Ce transfert permettra la réforme des Z 5600 et les Z 8800 dans l'attente du futur Z 2N-NG.

#### Futur matériel roulant du RER C: le Z 2N-NG
Le conseil régional d'Île-de-France a lancé une étude fin 2019, sur un nouveau matériel destiné à remplacer les Z 2N, appelé Z 2N-NG, dont l'arrivée est programmée à partir de 2033 selon le schéma directeur voté en avril 2024,,. Les caractéristiques techniques de ce nouveau matériel roulant sont en cours de définition.
De nouveaux ateliers de maintenance doivent être construits à Brétigny-sur-Orge et Gennevilliers pour l'entretien des rames et celui des Ardoines doit être rénové.
Dans le cadre du Schéma Directeur du Matériel Roulant du RER C, un volume estimé de 210 rames est prévu pour le renouvellement du matériel roulant du RER C.

#### Acquisition de Regio 2N pour les branches les plus éloignées
Lors du vote du schéma directeur de la ligne C par le conseil d'administration d'Île-de-France Mobilités le 3 avril 2024, faisant suite à des annonces une semaine auparavant devant la presse, la présidente de région a exposé l'idée d'acquérir des automotrices Regio 2N adaptées à la longueur des quais (103 m) pour assurer les missions Dourdan et Étampes une fois celles-ci terminus en gare d'Austerlitz surface. À la différence des autres Regio 2N Transilien, ces rames seraient dotées de remorques à deux étages plus courtes à l'instar des automotrices TER commandées par la région Nouvelle-Aquitaine,.

### Évolution de la desserte

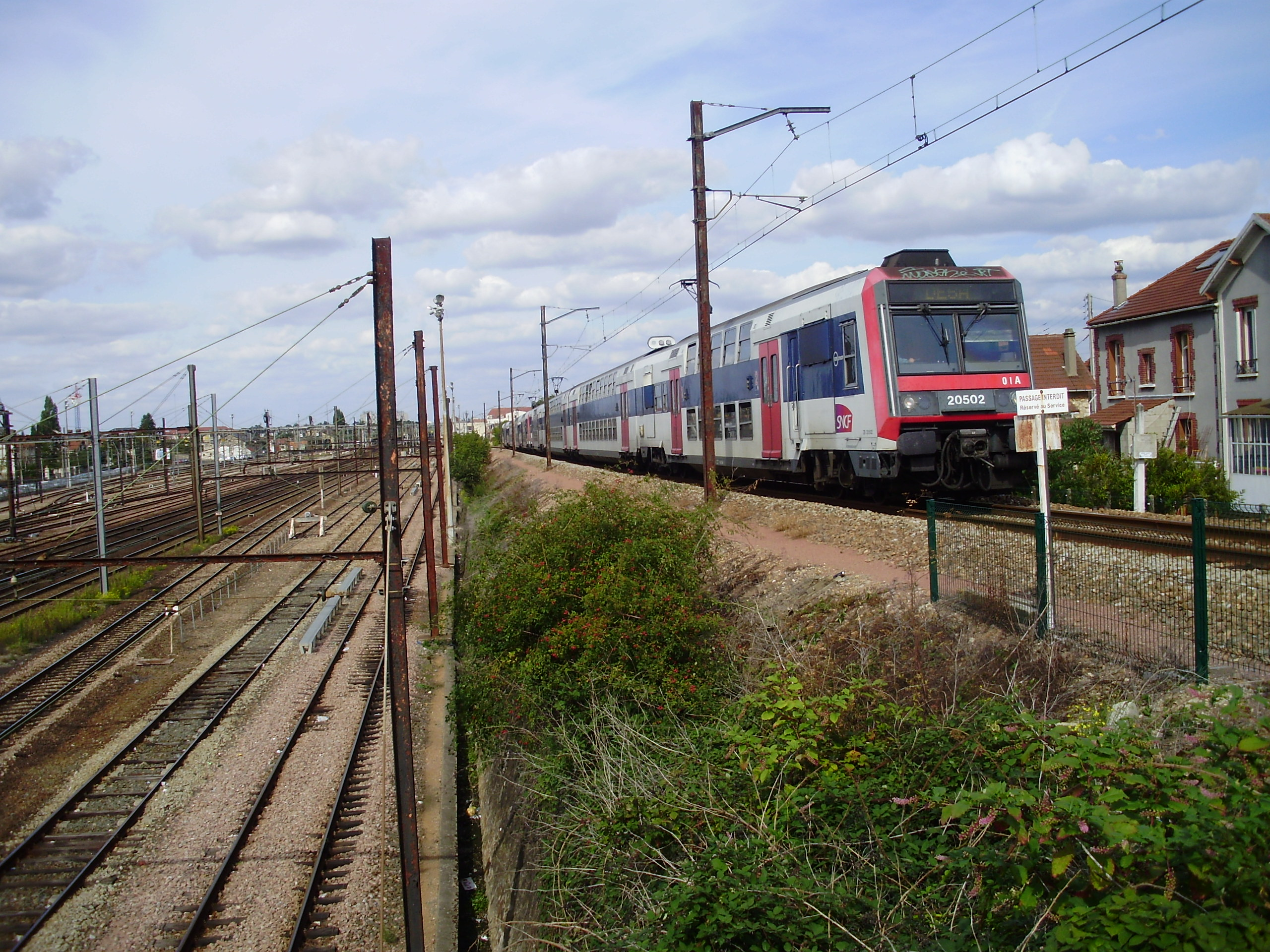
Une rame Z 2N quitte la gare de Brétigny en direction de Dourdan/Dourdan - La Forêt, en septembre 2010.

À l'horizon 2035, la desserte en heure de pointe du RER C est amenée à évoluer sur les missions en provenance du nord et du sud. Le schéma directeur 2024 prévoit de rendre les trains circulant sur la branche nord (jusqu'à Pontoise) terminus en gare de l'avenue Henri-Martin et gare des Invalides, tandis que les missions les plus éloignées de la branche sud (Étampes et Dourdan) devraient être origine et terminus en gare de surface à Paris-Austerlitz.
La modernisation du complexe ferroviaire de Brétigny permettra de prolonger à Brétigny les missions anciennement prolongées jusqu'à Versailles-Chantiers et rendues terminus Juvisy à l'ouverture du T12, permettant de desservir le val d'Orge avec jusqu'à douze trains par heure au plus fort de la pointe. Les autres branches hors de Paris ne connaîtront pas d'évolution significative de leur desserte.
Le doublement de la desserte des gares situées entre Pont de Rungis et Massy - Palaiseau, soit un train toutes les 15 minutes, pourrait être mis en place une fois les travaux d'augmentation de capacité des raccordements TGV achevés.

### Infrastructures

#### Modernisation des raccordements TGV à Massy et Valenton
La ligne de Choisy-le-Roi à Massy - Verrières accueille la circulation de RER, de trains de fret et de TGV intersecteurs. Les liaisons entre cette ligne, la LGV Interconnexion Est à Valenton et la LGV Atlantique à Massy ont été construites sous la forme de simples déviations à niveau.
La partie est est mise en service en novembre 2021 avec la suppression des cisaillement des RER et TGV au niveau de la gare des Saules, via un nouvel tunnel dit « terrier des Saules », permettant le passage des TGV sous les voies du RER,.
La partie ouest consiste à la suppression du passage à niveau de Fontaine-Michalon et l'ajout d'une voie supplémentaire dans le secteur de Massy. Après des années de blocage par la mairie d'Antony au prétexte de nuisances sonores pour les riverains, les travaux sur ce secteur débutent en 2022 pour une livraison en 2028. La mise en service de l'ensemble des raccordements dénivelés est nécessaire pour permettre le cadencement au quart d'heure sur le tronçon entre Pont de Rungis et Massy - Palaiseau.

#### Modernisation du complexe ferroviaire de Brétigny

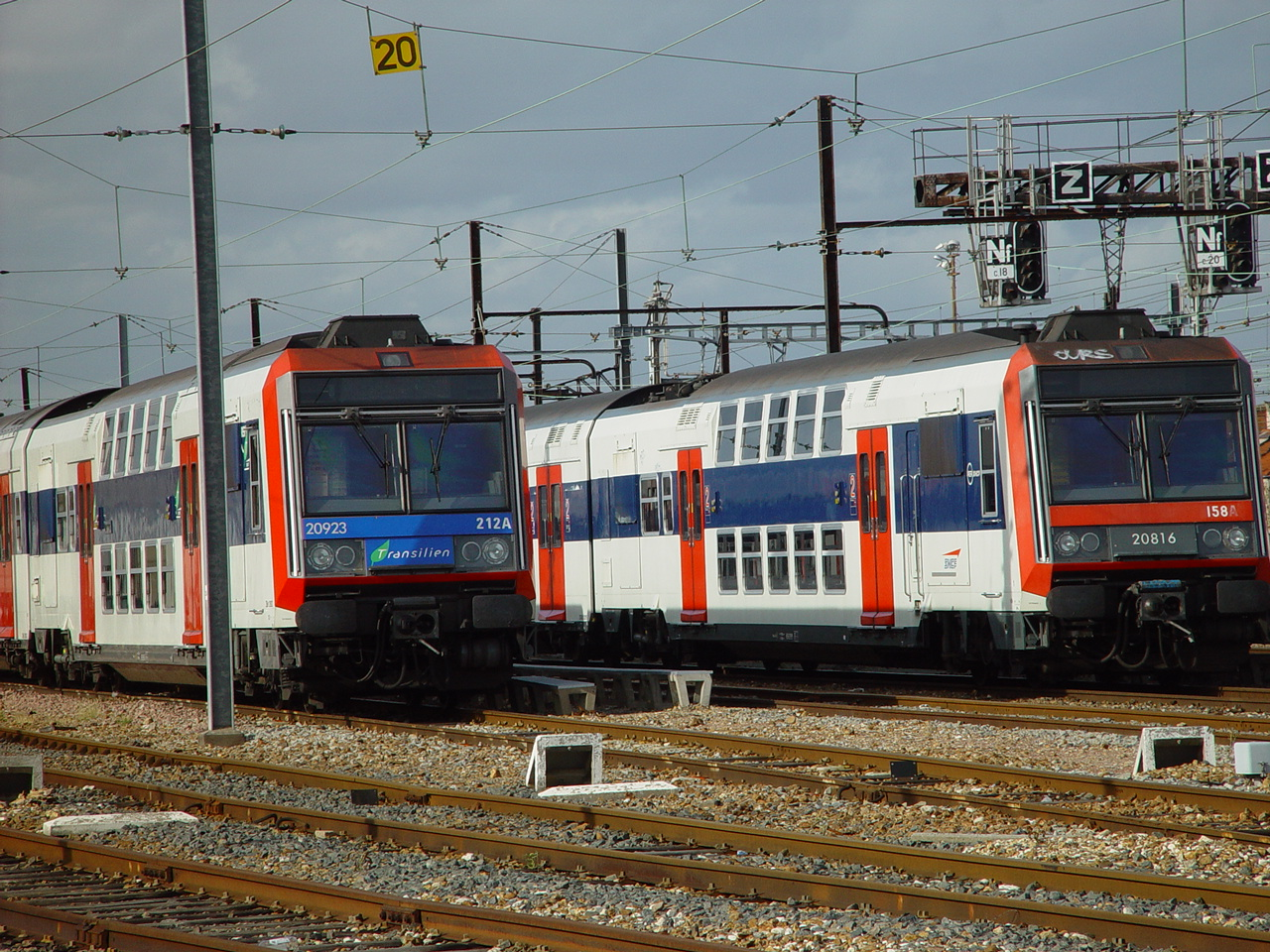
Deux rames à deux niveaux (Z 20900 et Z 20500) sur le faisceau de Brétigny, en mai 2005.

Le complexe ferroviaire de Brétigny, à la bifurcation entre la ligne de Paris-Austerlitz à Bordeaux-Saint-Jean (branche Étampes) et la ligne de Brétigny à La Membrolle-sur-Choisille (branche Dourdan), comprend de nombreux appareils de voie, une gare à sept quais voyageurs, ainsi que plusieurs espaces de triage et d'entreposage des trains. L'aiguillage des trains est géré à travers cinq postes mécaniques et la plupart des appareils de voie sont limités en déviation à 30 km/h, y compris ceux utilisés pour l'exploitation commerciale.
La performance de l'infrastructure, en particulier les voies de la branche Dourdan, limite la capacité de retournement des trains à Brétigny, alors que cette gare est un terminus idéal pour les missions de zone dense, en particulier depuis le débranchement du tronçon Savigny – Massy et l'arrêt à Juvisy des trains qui assuraient la mission Versailles – Versailles.
Deux projets ambitieux, dont un qui prévoyait la création d'un saut-de-mouton côté impair et le doublement du pont ferroviaire côté pair pour rejoindre la ligne vers Dourdan et réduire les conflits entre les trains de passage (branche Dourdan, Rémi) et les trains au garage, ont été annulés en raison de l'hostilité des riverains et du coût très élevé de ces ouvrages, alors estimé à 200 millions d'euros.
Le projet actuel n'ajoute aucun ouvrage d'art, hors la dénivellation d'un passage à niveau, mais prévoit une refonte importante du plan de voies et la fusion des postes d'aiguillage à commande individuelle en un seul poste d'aiguillage informatisé. Les déviations susceptibles d'être empruntées par les trains en service commercial seront franchissables à 60 km/h.

#### Modernisation des points de retournement dans Paris
Les plans de voie de la gare de Paris-Austerlitz (surface) et gare de l'avenue Henri-Martin seront remaniés pour permettre la mise en place de retournements vers la banlieue, à raison de huit trains par heure en gare d'Austerlitz surface et de quatre trains par heure en gare de l'avenue Henri-Martin.
En gare de l'avenue Henri-Martin, il s'agit d'ajouter une communication pour permettre le retournement de trains vers le nord. En avant-gare d'Austerlitz, la voie 1ter, historiquement utilisée pour des circulations techniques sera ouverte à des circulations commerciales à une vitesse de 60 km/h, déviations comprises, et deux communications permettront d'injecter des RER C sur chacune des voies sans gêner le trafic.
Les missions Étampes et Dourdan, qui partagent entre Paris et Brétigny les voies centrales au milieu des trains de voyageurs à plus long trajet, devraient in fine terminer en gare d'Austerlitz surface au moins pendant les heures de pointe. Cette terminaison en gare de surface permettra d'éviter les convergences avec les autres RER C des voies 2 et 2 bis vers la voie 2S (souterraine) en pointe du matin, et des voies 1 et 1S vers la voie 1 avec les TER et les trains intercités en pointe du soir, réduisant ainsi une source importante d'irrégularité. Afin de fluidifier les correspondances, l'ajout de cheminements directs entre quais de surface et quais souterrains, quasiment d'aplomb, est actuellement à l'étude.

### Projets ajournés ou abandonnés

#### Sextuplement des voies à l'approche de Paris
Le sextuplement des voies à l'approche de Paris (jusqu'à Choisy-le-Roi voire Juvisy) permettrait de desserrer les contraintes sur l'exploitation de la ligne C en période de pointe, entre trains omibus sur voies bis et trains régionaux sur voies centrales, permettant d'améliorer la ponctualité des trains et la capacité de la ligne. Bien qu'il ait conduit à des réservations lors de la réalisation de certains ouvrages (ex. rénovation de la gare des Ardoines) ainsi que sur plusieurs plans locaux d'urbanisme, ce projet a été mis en sommeil avec celui de la LGV POCL.

#### Schéma directeur 2009
Le schéma directeur de la ligne C du RER, adopté par le conseil du STIF du 8 juillet 2009, avait été élaboré pour les court (2011-2013) et moyen termes (2015-2017). Il proposait une amélioration de la qualité du service offert aux voyageurs, avec une évolution globale de la ligne en termes d'offre de service, d'offre de transport, de gestion des circulations et d'équipement des gares. Pour ce faire, le schéma directeur a pour objectifs d'améliorer la régularité, la lisibilité et la qualité du service, de réduire les temps de parcours, en particulier des zones d'habitat aux pôles d'emplois, et de faire évoluer les dessertes sur la période de pointe pour tenir compte de l'augmentation importante de la demande en particulier sur Seine-Amont. Il prévoyait en particulier l'arrêt en gare d'Austerlitz surface des missions Dourdan et Étampes, en échange du maintien du seul arrêt à Juvisy entre Paris et Brétigny.

##### Augmentation des capacités de retournement des trains en gare d'Austerlitz
Un terminus était envisagé en gare souterraine d'Austerlitz, d'ici fin 2015[réf. nécessaire], grâce à la modification de la signalisation, permettant le retournement de 8 trains par heure en cas de situation perturbée. Sa modification aurait permis son intégration au nouveau PAR. Si, lors des travaux Castor, Austerlitz fonctionne déjà en terminus pour 4 trains par quart d’heure, c'est parce qu'il y a eu des « arrangements locaux ». Le fonctionnement en mode terminus se fait alors localement sans l'intervention du PAR.[pas clair]

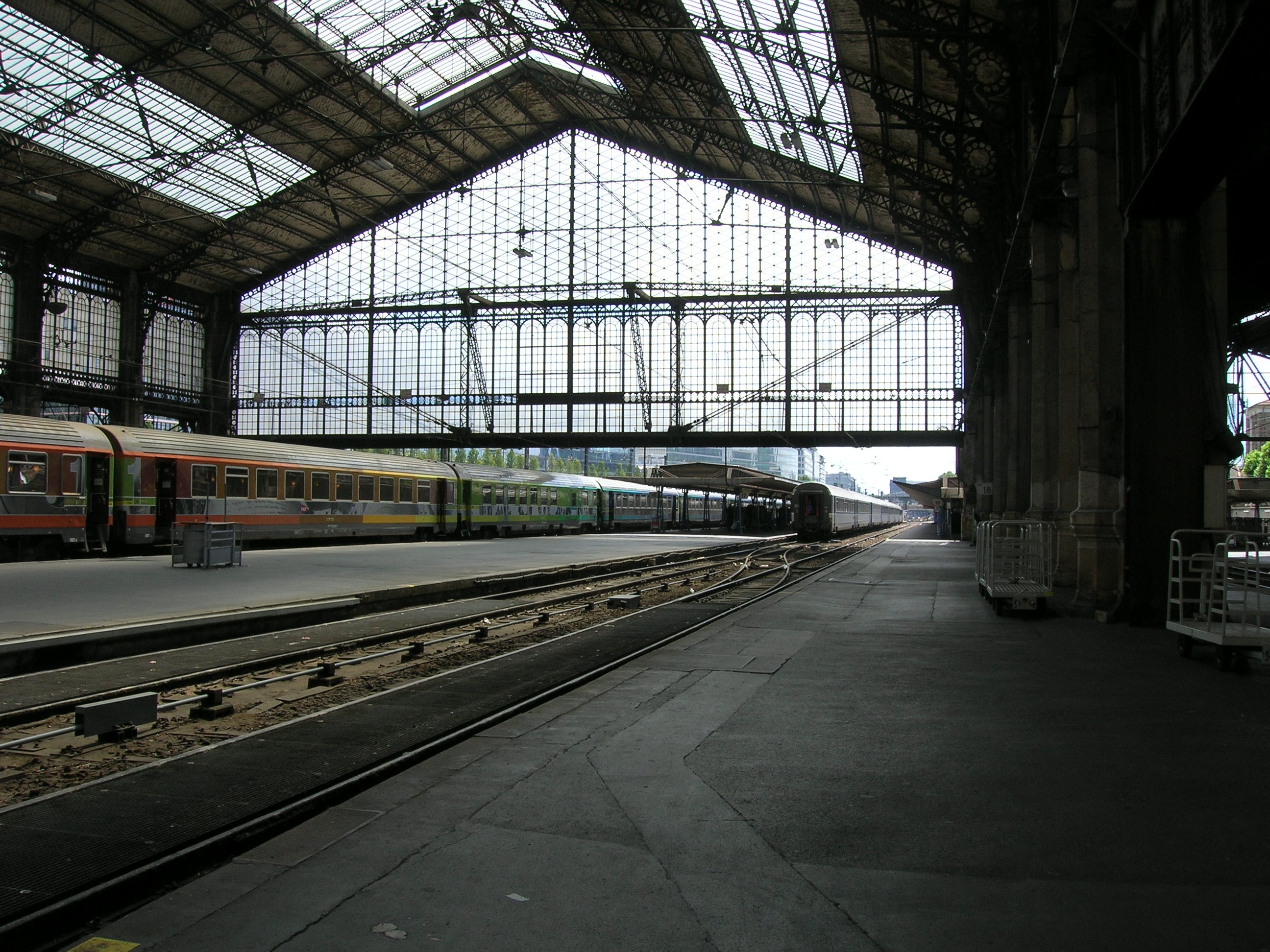
La gare de Paris-Austerlitz, en août 2006.

L'envoi des missions Étampes et Dourdan en gare de Paris-Austerlitz-surface, soit 8 trains par heure aux heures de pointe, nécessite de modifier le plan de voies dans l'avant-gare pour en augmenter la capacité.[Information douteuse].
De plus, l'envoi des missions Étampes et Dourdan en gare de Paris-Austerlitz-surface permettrait la suppression de la convergence à Bibliothèque François-Mitterrand, diminuant ainsi l'effet de propagation d'un éventuel retard, donc d'améliorer la régularité, et rendre ces missions indépendantes des autres. Les travaux de la voie supplémentaire d'accès à Paris-Austerlitz-surface et ceux de la communication à Bibliothèque François-Mitterrand avaient été évalués à 90 millions d'euros.

##### 2015-2022: Moyen terme

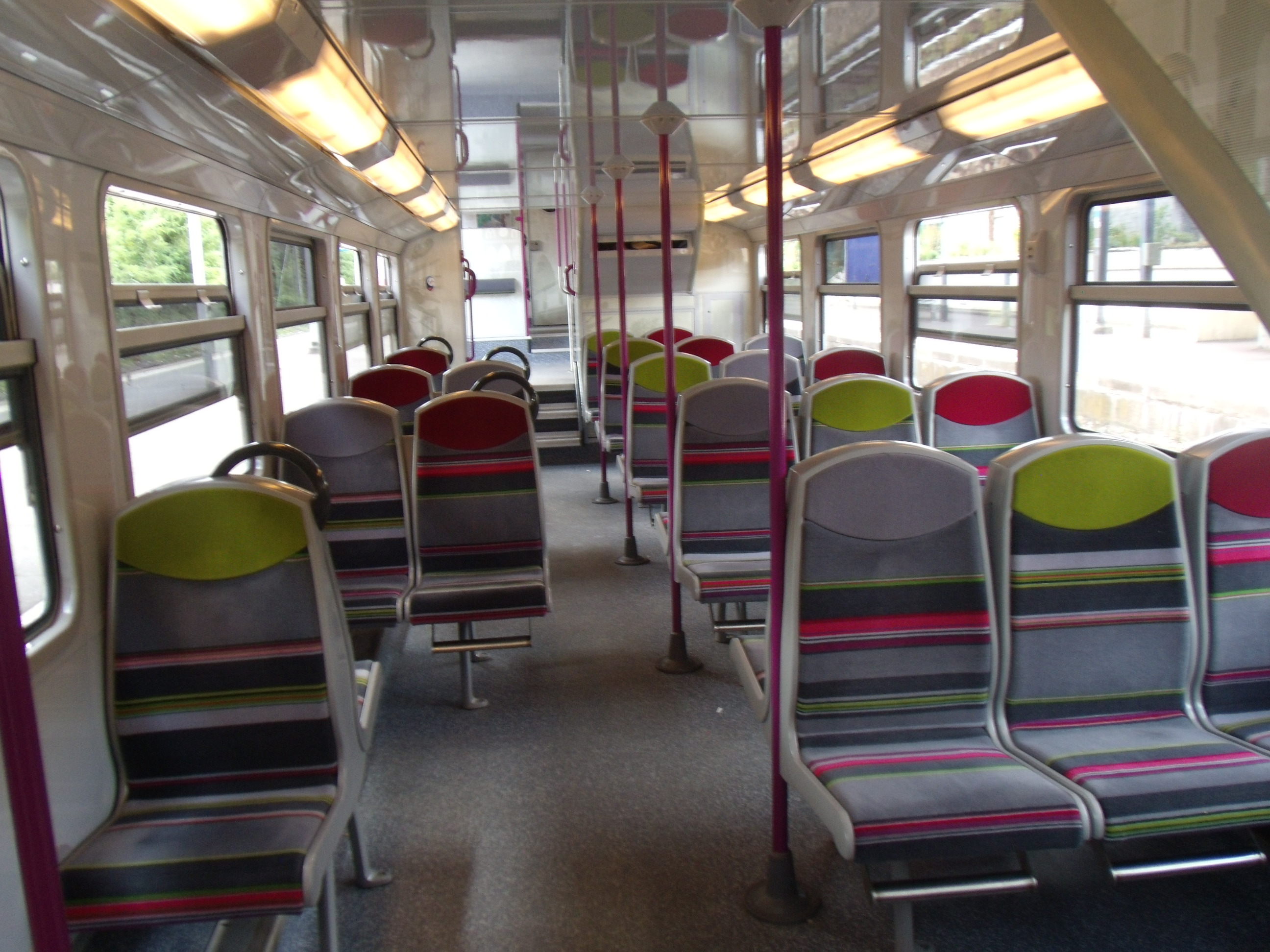
Une rame Z 20500 rénovée en gare de Montigny - Beauchamp, en juillet 2013.

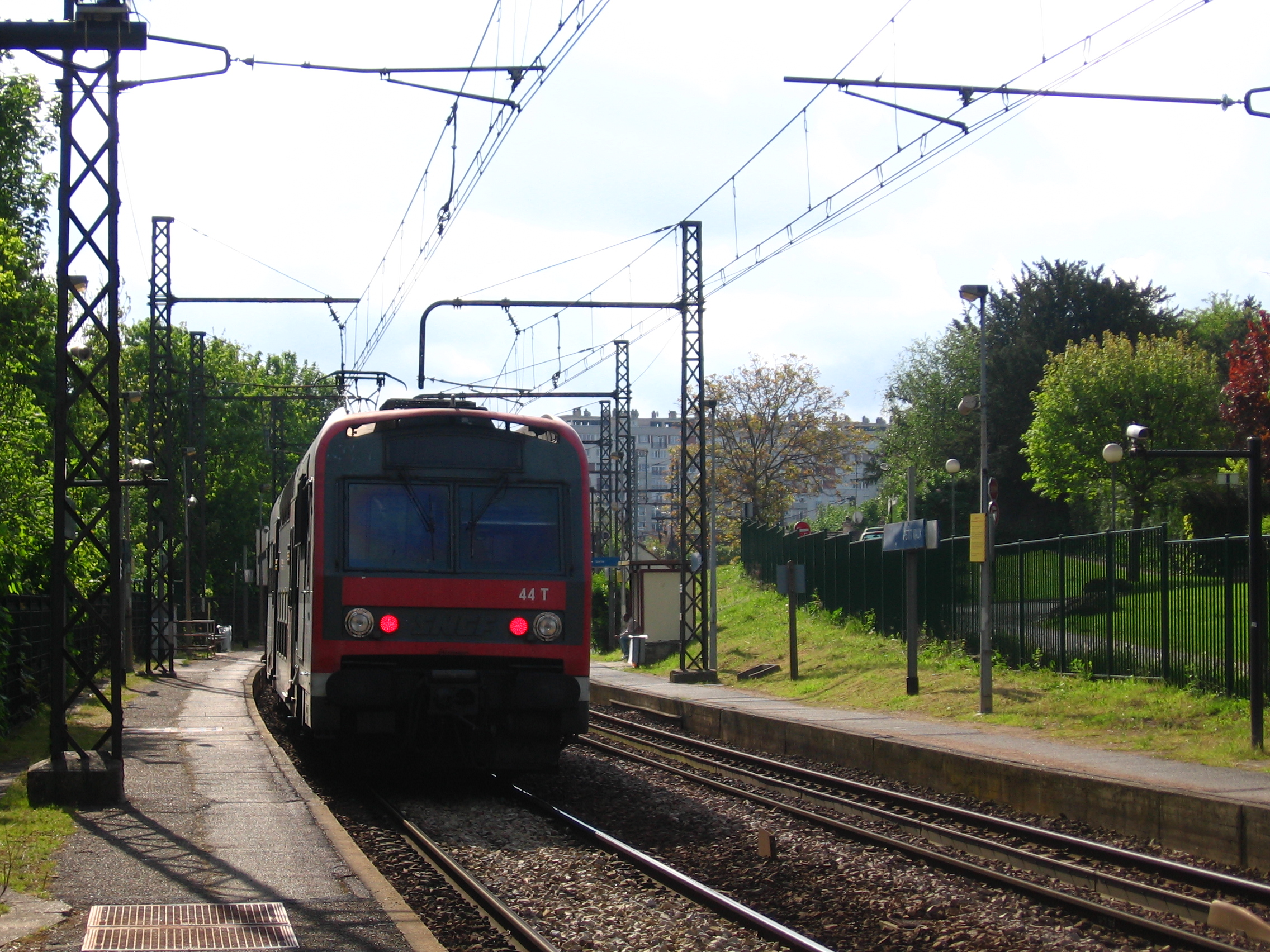
Une rame Z 5600 en gare de Petit Vaux, en avril 2009.

###### Travaux préalables
La mise en place de la nouvelle grille est assujettie à la réalisation de divers travaux.
Nouvelles voies et communications à Paris
Nouvelle signalisation et sous-station

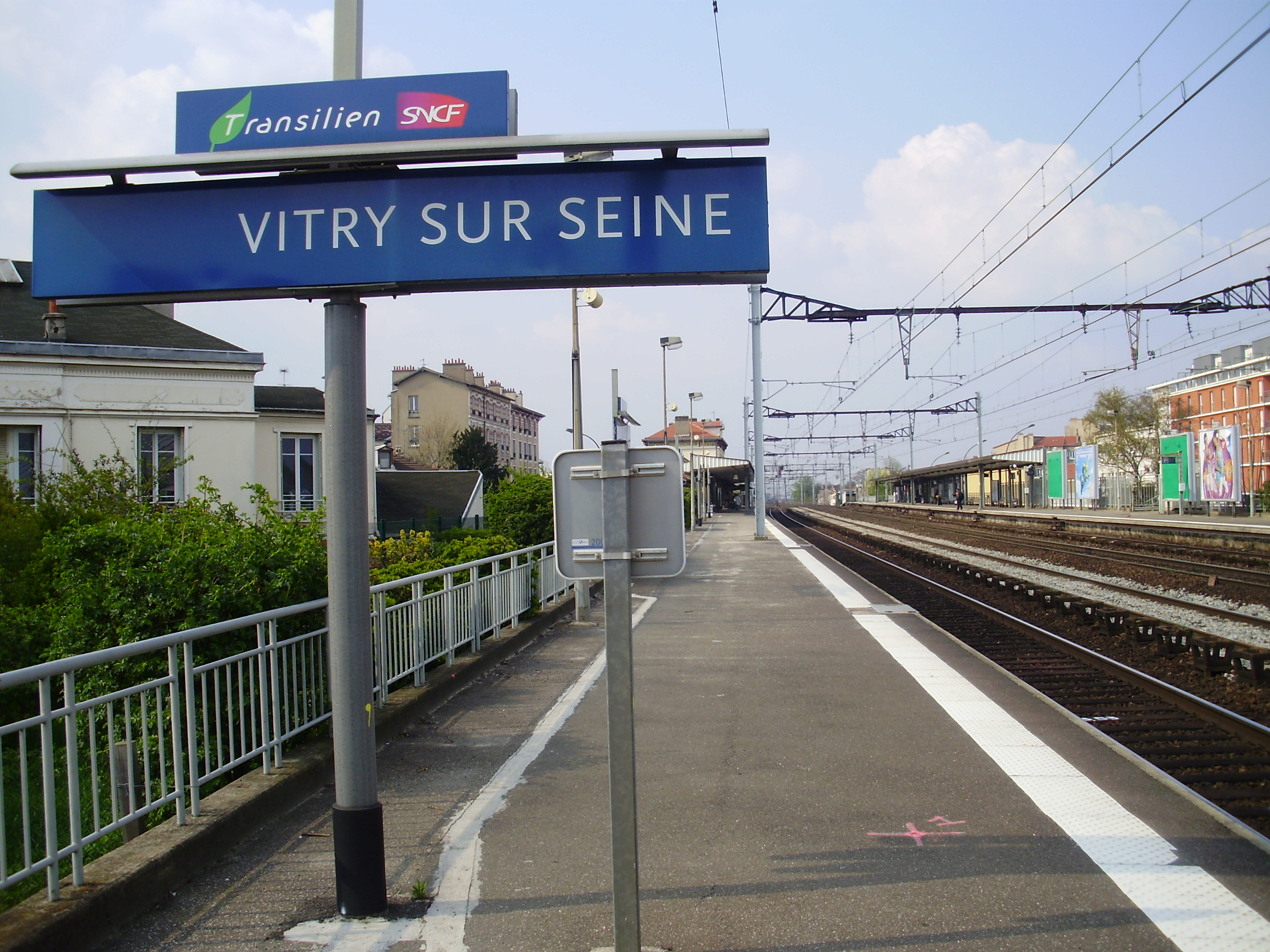
La gare de Vitry-sur-Seine, en avril 2010. Elle sera une des nombreuses gares bénéficiaires de la nouvelle offre de transport.

Pour mettre en œuvre l'augmentation du nombre d'arrêts desservis et des dessertes supplémentaires, il est prévu de reprendre en profondeur la signalisation ferroviaire entre Bibliothèque François-Mitterrand et Brétigny-sur-Orge en supprimant l'indication « jaune clignotant » et en déplaçant certains signaux de façon à réduire l'intervalle entre les trains (redécoupage du block), augmentant ainsi le débit. Il est également prévu d'équiper l'ensemble de la section du système de contrôle de vitesse continu appelé « KVBP » en remplacement du système de contrôle de vitesse KVB qui, lui, est ponctuel. Le KVBP permettra ainsi de réduire les contraintes de limitation de vitesse liées à la présentation d'indications restrictives par la signalisation, permettant donc également augmenter le débit. Ces aménagements sont estimés à 60 millions d'euros.
Pour permettre la circulation de davantage de trains en vallée de l'Orge, il sera nécessaire de créer une sous-station à Arpajon, pour un coût de 10 millions d'euros. De plus, les études d'alimentation électrique menées pour l'horizon 2017 montrent que les sous-stations de Bellevue et de Saint-Martin doivent être renforcées du fait du renforcement de l'offre (à trafic et matériel constants pour les autres activités Grandes Lignes, TER, fret et égaux à ceux de 2008). Le coût de ces renforcements est estimé à 10 millions d'euros. Les investissements en alimentation électrique sont évalués à 20 millions d'euros.
Meilleure organisation des circulations fret

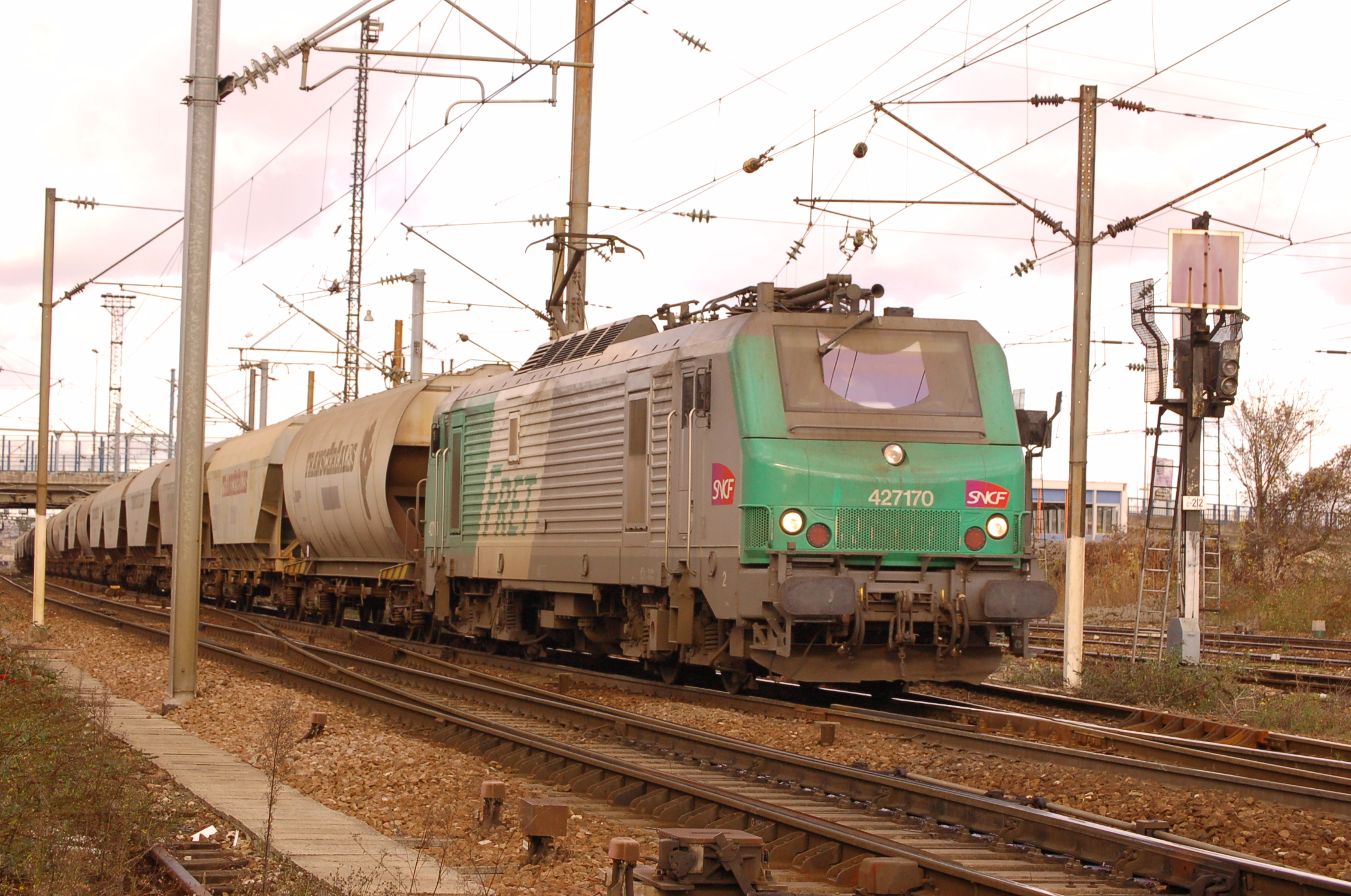
Un train de marchandises, en juin 2007.

Pour permettre la mise en œuvre de l'extension de la pointe, il faudra attendre la mise à disposition de deux à six rames supplémentaires ainsi que la réorganisation des circulations fret de l'axe Juvisy – Brétigny moyennant des travaux de signalisation,.
En effet, si la durée de la pointe est actuellement si courte (deux heures au lieu de trois), c'est parce que l'axe Juvisy – Brétigny est emprunté par de nombreux trains de marchandises, pour un trafic global quotidien (RER C et fret) de 50 à 100 trains. Cet axe est majeur, pour le trafic de marchandises national et international, et comporte de nombreuses entreprises desservies par le mode ferré. Ce trafic étant amené à se développer dans les années à venir avec le projet d'autoroute ferroviaire, il a été préféré une répartition homogène des circulations fret tout au long de la journée (deux trains de fret par heure et par sens quelle que soit l'heure de la journée), à une concentration des trains de fret aux heures creuses, rendant alors impossible l'extension de la période de pointe,,.

##### Critiques exprimées
Le schéma directeur est critiqué parce qu'il prévoit pour l'Essonne, et en particulier pour les usagers du val d'Orge, dès 2012, l'allongement des temps de parcours de certains trains pour finir en 2015 et 2017 par des trains quasi omnibus entre Juvisy et Bibliothèque François-Mitterrand, pour ceux déjà omnibus dans les gares du val d'Orge, et qu'il ne garantit rien concernant le prolongement de la pointe du soir.

#### Prolongement de la branche Saint-Quentin-en-Yvelines jusqu'à Coignières

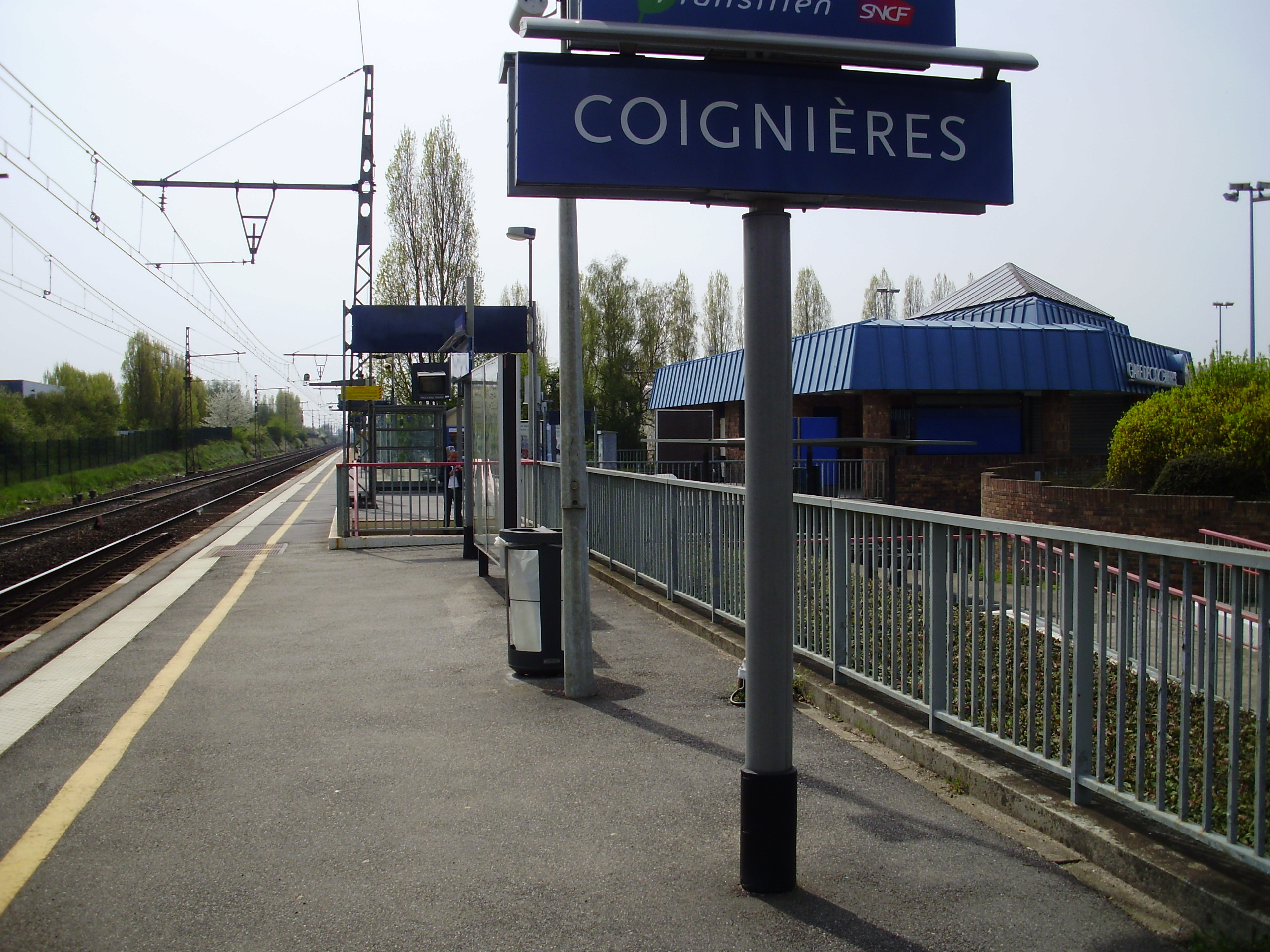
La gare de Coignières, en avril 2010.

Le déplacement du terminus de la gare de Saint-Quentin-en-Yvelines à la gare de Coignières avait été inscrit en phase 1 (horizon 2013-2020) du Schéma directeur de la région Île-de-France (SDRIF) adopté par délibération du conseil régional d'Île-de-France le 25 septembre 2008. Ce projet important pour la desserte de l'agglomération de Saint-Quentin-en-Yvelines (amélioration de la desserte des gares de La Verrière et Trappes, et maîtrise de la fréquentation (importante) de la gare de Saint-Quentin-en-Yvelines - Montigny-le-Bretonneux) a toutefois été retardé en raison des coûts élevés d'infrastructure nécessaires, dépassant 120 millions d'euros aux conditions économiques de juin 2008. Le projet suppose que des travaux soient réalisés sur la ligne, notamment pour sécuriser la traversée de Trappes.
Ce projet n'apparaît pas dans le schéma directeur voté en 2024[source insuffisante].

## Impact socio-économique

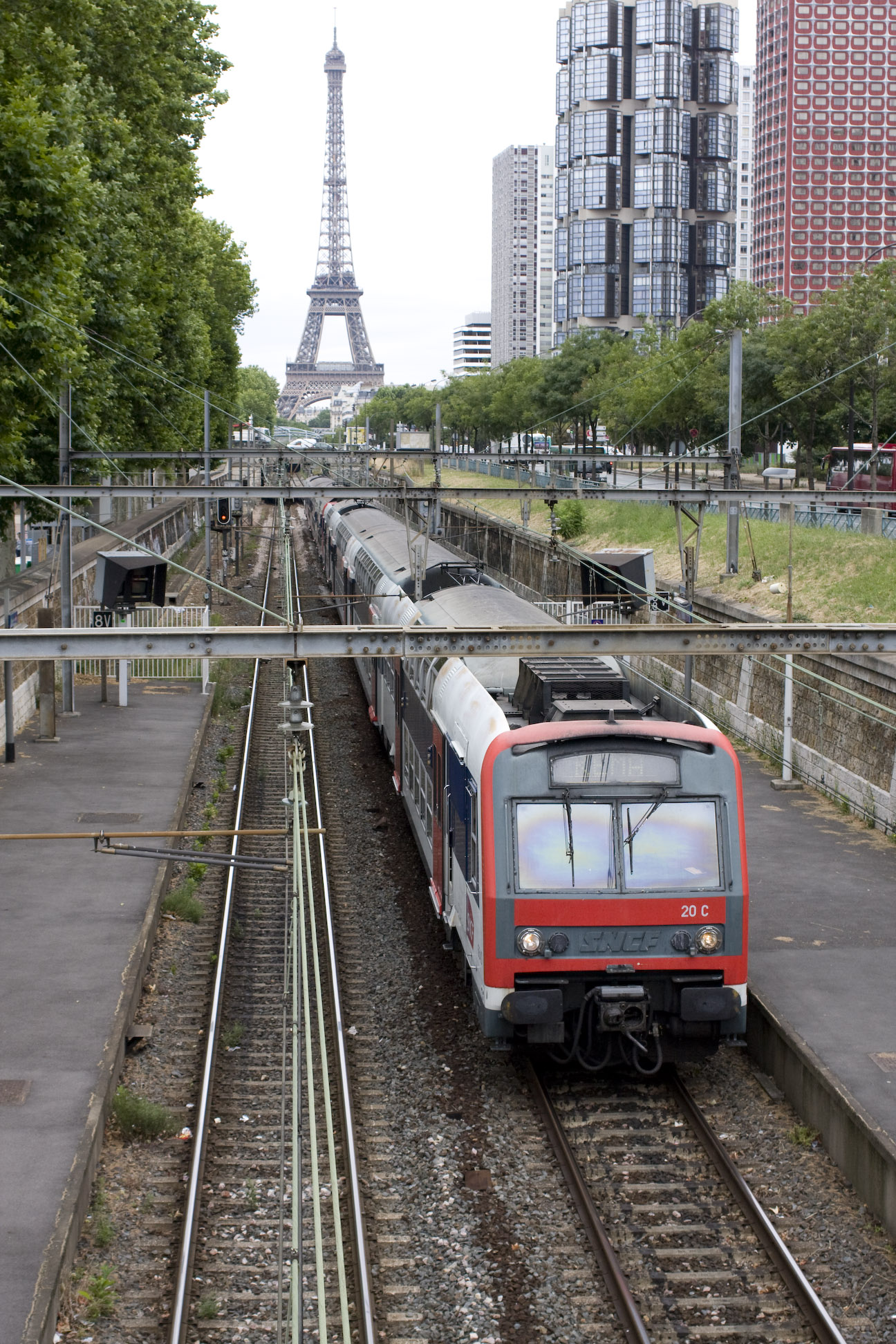
Une rame Z 5600 en gare de Javel, avec la tour Eiffel en arrière-plan, en juillet 2008.

La ligne C du RER marque le tournant des années 1970, où la SNCF s'intéresse de nouveau à la desserte de banlieue et ne souhaite plus abandonner de nouvelles lignes à la RATP pour la constitution du RER. De ce fait, la ligne est entièrement exploitée par l'entreprise. La Transversale Rive Gauche a permis de supprimer deux terminus parisiens mal reliés au réseau de surface et au métro, en une ligne dotée de très nombreuses correspondances, facilitant la diffusion dans la capitale des habitants de l'ouest et du sud de l'agglomération. La liaison Vallée de Montmorency – Invalides a facilité les échanges entre la banlieue nord et l'ouest parisien par le jeu des correspondances.
Cependant, la ligne C est critiquée pour son aspect tentaculaire, son nombre de branches rendant son exploitation particulièrement difficile : le moindre incident sur l'une d'elles a des répercussions sur toutes les autres. Par ailleurs si le réseau sud-ouest au-delà de Paris-Austerlitz se révèle assez performant, tant en vitesse qu'en densité des dessertes, la ligne dans Paris intra-muros est pour l'essentiel constituée de tronçons anciens et particulièrement peu performants, aux interstations courtes. Contrairement à la ligne A, dont les trains atteignent 100 km/h et une vitesse commerciale élevée, la lenteur de la ligne C l'a affublée de sobriquets peu flatteurs de la part de certains voyageurs, de « réseau escargot régional » ou de « ROR », « réseau omnibus régional ». Ceci est particulièrement flagrant pour la VMI, dont la lenteur rend un trajet de la vallée de Montmorency vers le quartier latin plus rapide via le Transilien Paris-Nord et une correspondance à la gare du Nord avec le RER B que par la ligne C et son long détour par l'ouest parisien pourvu de très nombreux arrêts. La décision du STIF de supprimer les trains semi-directs sur cette branche depuis décembre 2007 ne peut que rendre encore moins attractive cette liaison pour un trajet de bout en bout.
La compétitivité de la VMI est par ailleurs largement surclassée par la ligne 14 du métro de Paris et son prolongement à Porte de Clichy et Saint-Ouen ouvert en 2020. La ligne 15 du Grand Paris Express, dès son ouverture en juillet 2026, procurera également une alternative plus courte au tronçon central de la ligne C pour relier Les Ardoines à Issy-les-Moulineaux au sud-ouest de Paris.

## Culture populaire
Différentes sections de la ligne ont été (plus ou moins fidèlement) modélisées sous Microsoft Train Simulator et Open Rails,,. Le matériel roulant (Z 2N) a également été modélisé,,.
Le rappeur Booba, qui a grandi dans les Hauts-de-Seine, fait référence au RER C, notamment dans Ma définition (Temps mort) :
Ma jeunesse a les couleurs des trains RER C / Pendant le trajet, je rêvais de percer.
En 2015, un jeune passionné du RER C, alors âgé de 11 ans, a écrit une lettre au directeur de la ligne de l'époque (Bertrand Gosselin) dans l'espoir de tester le simulateur SIMBA, (qui reproduit une cabine de Z 2N) de Paris-Austerlitz. Son rêve se réalisa l'année suivante.
La ligne C du RER est surnommée le « plat de nouilles » en raison de sa couleur, le jaune, et de l'enchevêtrement de ses différentes branches.

## Lieux desservis

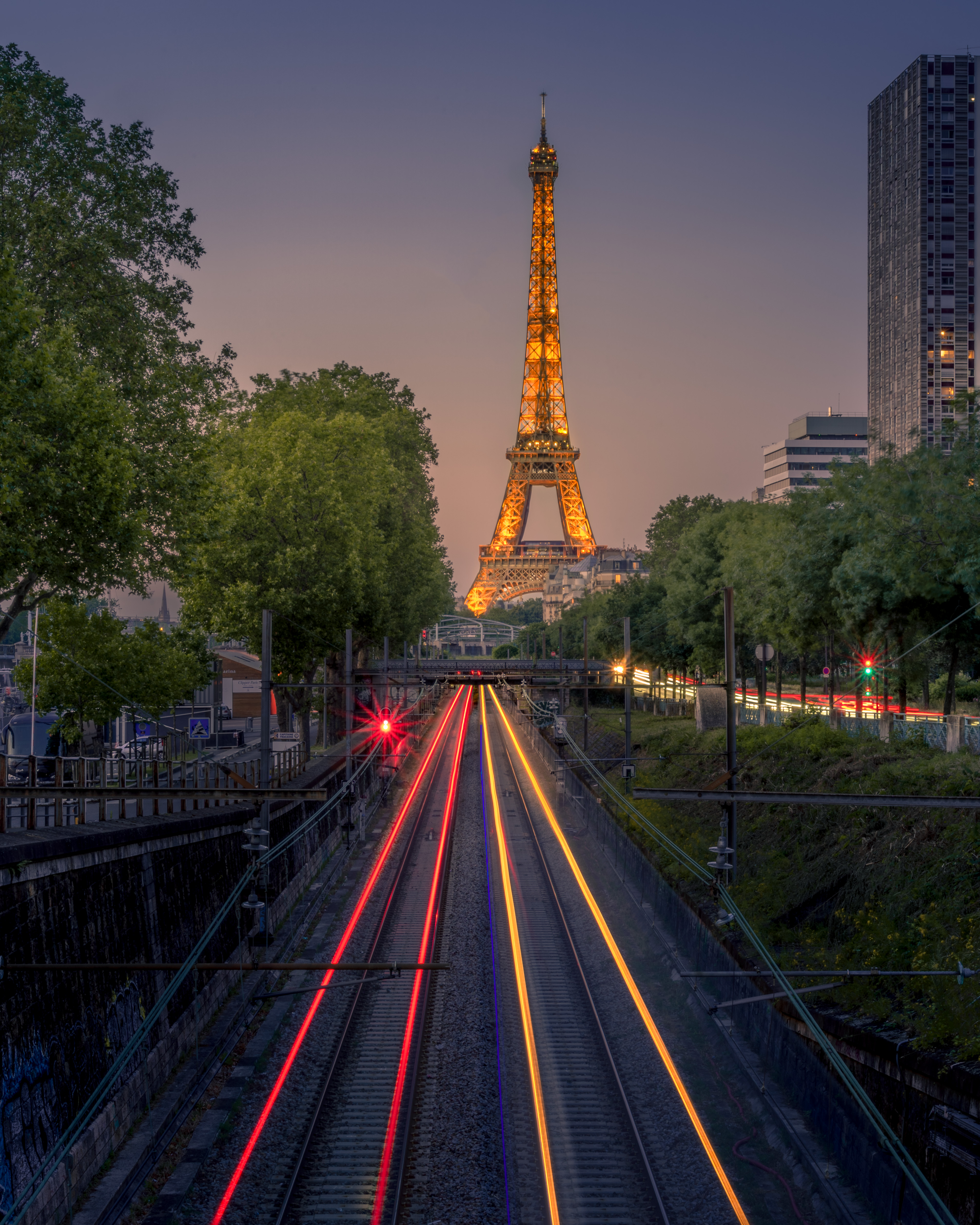
Voies du RER C en juin 2021 avec la tour Eiffel (de nuit) en arrière-plan.

La RER C dessert, les lieux suivants :
- l'île de Loisirs d'Étampes (Saint-Martin-d'Étampes et Étampes)
- le domaine de Chamarande (Chamarande)
- le château de Dourdan (Dourdan - La Forêt)
- le pôle scientifique et technologique du plateau de Saclay comprenant notamment l'École polytechnique (Massy - Palaiseau).
- les bords de la Seine (Juvisy, Athis-Mons, Choisy-le-Roi, Bibliothèque - François-Mitterrand, Paris-Austerlitz, Saint-Michel - Notre Dame, Musée d'Orsay, Invalides, Pont de l'Alma, Champ de Mars - Tour Eiffel, Javel, Pont du Garigliano, Avenue du Président-Kennedy, Issy-Val de Seine et Épinay-sur-Seine)
- l'île de loisirs du Port-aux-Cerises (Juvisy)
- le parc départemental des Cormailles (Ivry-sur-Seine)
- le quartier Paris Rive Gauche (Bibliothèque - François-Mitterrand, Paris-Austerlitz)
- la Station F et la bibliothèque nationale de France (Bibliothèque - François-Mitterrand)
- l'hôpital de la Pitié-Salpêtrière et jardin des Plantes (Paris-Austerlitz)
- le quartier latin, musée de Cluny, la Sorbonne (Saint-Michel - Notre-Dame)
- l'île de la Cité, avec la cathédrale Notre-Dame de Paris, le palais de Justice, la Conciergerie et la Sainte-Chapelle (Saint-Michel - Notre-Dame)
- le musée d'Orsay et le palais Bourbon (Musée d'Orsay)
- l'esplanade des Invalides et l'hôtel des Invalides (Invalides)
- le musée du quai Branly (Pont de l'Alma)
- le pont de Bir-Hakeim, le Champ de Mars et la Tour Eiffel (Champ de Mars - Tour Eiffel)
- le parc André-Citroën (Javel et Pont du Garigliano)
- l'hôpital européen Georges-Pompidou et France Télévisions (Pont du Garigliano)
- la maison de la Radio et de la Musique (Avenue du Président-Kennedy)
- le bois de Boulogne (Avenue Henri-Martin, Avenue Foch et Neuilly - Porte Maillot)
- l'avenue Foch (Avenue Foch)
- le palais des congrès de Paris et l'avenue de la Grande-Armée (Neuilly - Porte Maillot)
- la promenade Pereire (Neuilly - Porte Maillot et Pereire-Levallois)
- la Cité judiciaire de Paris, le parc Martin-Luther-King, l'école nationale de commerce et l'école 42 (Porte de Clichy)
- le parc François-Mitterrand (Saint-Ouen)
- le parc des Chanteraines (Gennevilliers)
- France Médias Monde et le parc Suzanne-Lenglen (Issy - Val de Seine)
- l'observatoire de Paris  (Meudon - Val Fleury)
- la forêt de Meudon (Chaville-Vélizy)
- le château de Versailles, le parc de Versailles et la préfecture des Yvelines (Versailles-Château-Rive-Gauche)
- l'école spéciale militaire de Saint-Cyr (Saint-Cyr)
- l'île de loisirs de Saint-Quentin-en-Yvelines et l'école supérieure des techniques aéronautiques et de construction automobile (Saint-Quentin-en-Yvelines)
- les bords de l'Oise (Pontoise)

## Incidents et accidents
- 24 décembre 1987 : à Issy-les-Moulineaux, un nez-à-nez entre deux rames, un train de voyageurs quittant la gare d'Issy-Plaine vers Paris (rame Z 5392) et une rame vide (série Z 5600) se dirigeant vers le faisceau de garage impair[151], se produit à la suite d'un franchissement d'un signal d'arrêt par un des conducteurs[152]. Après enquête, un défaut de signalisation serait la cause probable de cet accident qui fait un mort et treize blessés[153].
- 17 octobre 1995 : un attentat a lieu entre les gares de Musée d'Orsay et de Saint-Michel - Notre-Dame, faisant 29 blessés.
- 13 août 2007 : un train percute un heurtoir en gare de Versailles-Château-Rive-Gauche, ne faisant aucun blessé[154].
- 20 décembre 2009 : un train déraille à Choisy-le-Roi après avoir percuté un bloc de protection en béton tombé sur les voies, faisant 36 blessés et des dégâts matériels importants ayant entrainé la suspension du trafic du RER C durant deux jours et un trafic allégé durant plus de deux semaines[155],[156].
- 12 juillet 2013 : un train Intercités déraille en gare de Brétigny-sur-Orge, rasant une partie d'un quai et faisant 7 morts et 70 blessés dont 9 graves[157]. Le trafic du RER C est d'abord interrompu dans cette zone puis est repris partiellement le 18 juillet[158] tout en restant fortement perturbé jusqu'au 28 juillet[159].
- 22 février 2018 : une éclisse déposée sur les voies lors de travaux de maintenance à proximité d'Ablon et en attente d’être posée est percutée par le train direct Juvisy - Paris, elle transperce le plancher du RER C et retombe dans le wagon[160]. L'incident n'a pas fait de blessés.
- 1er décembre 2020 : une poutre en béton de 300 tonnes s'effondre sur les voies vers 1 h 30 du matin entre la gare de la Bibliothèque François-Mitterrand et celle de Paris-Austerlitz. Aucun train ne circulait au moment de l'effondrement, mais le trafic a été interrompu 15 jours entre Paris-Austerlitz et Juvisy. Les trains en provenance de Dourdan, Étampes et Versailles-Chantiers avaient leur terminus à Juvisy tandis que ceux venant de Massy - Palaiseau avaient leur terminus à Choisy-le-Roi. Les trains en provenance de l'ouest et du nord, quant à eux, terminaient leurs trajets à Paris-Austerlitz[161].
- 3 mai 2024 : un train heurte en gare de Choisy-le-Roi un véhicule utilitaire tombé sur les voies depuis le pont du Quai Fernand Dupuy. L'accident ne fait qu'un blessé : le conducteur du véhicule, qui a été évacué en état d’urgence absolue[162],[163].